# Siècle d'or néerlandais
Pour les articles homonymes, voir Siècle d'or.

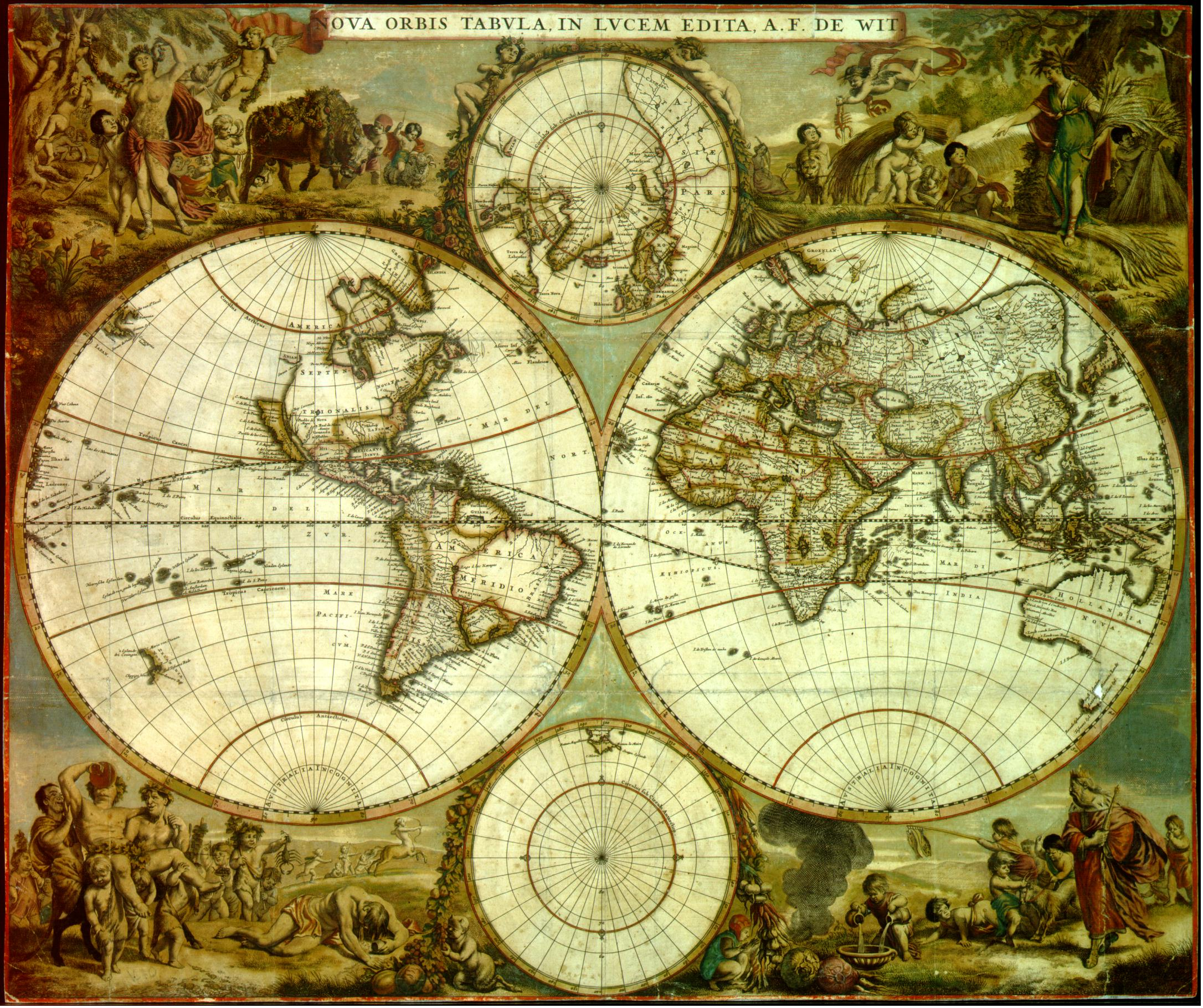
La mappemonde de Frederik de Wit, publiée en 1662 à l'apogée du siècle d'or des Pays-Bas par la plus grande maison d'édition géographique de l'époque, symbolise la prépondérance économique, scientifique, culturelle et artistique du pays, parvenu au rang de grande puissance et qui domine la cartographie elle-même.

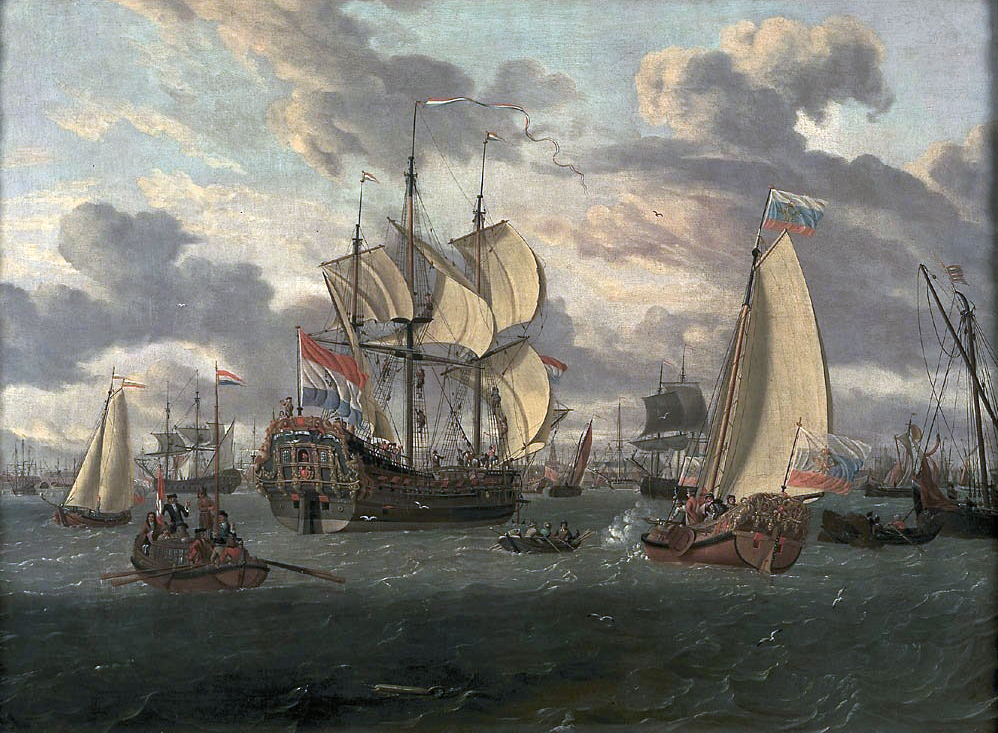
Le tsar Pierre le Grand à bord de sa frégate Pierre et Paul en route pour la forteresse du même nom, peint par Abraham Storck entre 1698 et 1708.

Le siècle d'or néerlandais (en néerlandais : de Gouden Eeuw) est une période de l'histoire des Pays-Bas comprise entre 1584 et 1702, qui voit la République des Sept Provinces-Unies des Pays-Bas (Republiek der Zeven Verenigde Provinciën, ancêtre de l'actuel royaume des Pays-Bas), fondée en 1581 par l'Union d'Utrecht, se hisser au rang de première puissance commerciale au monde, tandis que le reste de l'Europe se débat dans les affres d'une stagnation et d'une récession qui dure par endroits jusqu'en 1750. La liberté de culte qui règne aux Pays-Bas y attire les personnes les plus diverses ; ces réfugiés rejoignent une république en pleine croissance, qui leur offre travail et liberté d'opinion. Écrivains et érudits s'y établissent pour enseigner et publier en liberté ; avec la fondation de l'université de Leyde et le développement des sciences humaines et des sciences naturelles, le pays devient l'un des centres du savoir.
Avec leur organisation commerciale, les Pays-Bas vont susciter la jalousie des États voisins. L'Angleterre, qui ouvre les hostilités dès 1652 avec la première guerre anglo-néerlandaise, pour ravir aux Pays-Bas leur suprématie maritime et freiner leur expansion coloniale, particulièrement dans l'Atlantique, est suivie par la France de Louis XIV qui déclenche la guerre de Hollande à la fin du XVIIe siècle (épisode du siège de Maastricht), scellant la fin de la période de gloire et de prospérité des Provinces-Unies.
L'expression « siècle d'or » recouvre avant tout une floraison encore inédite de culture et d'art, souvent confinée aux nombreux chefs-d'œuvre de la peinture néerlandaise du XVIIe siècle. Cette prospérité est cependant le produit des évolutions sociales et culturelles de cette époque.

## Historiographie

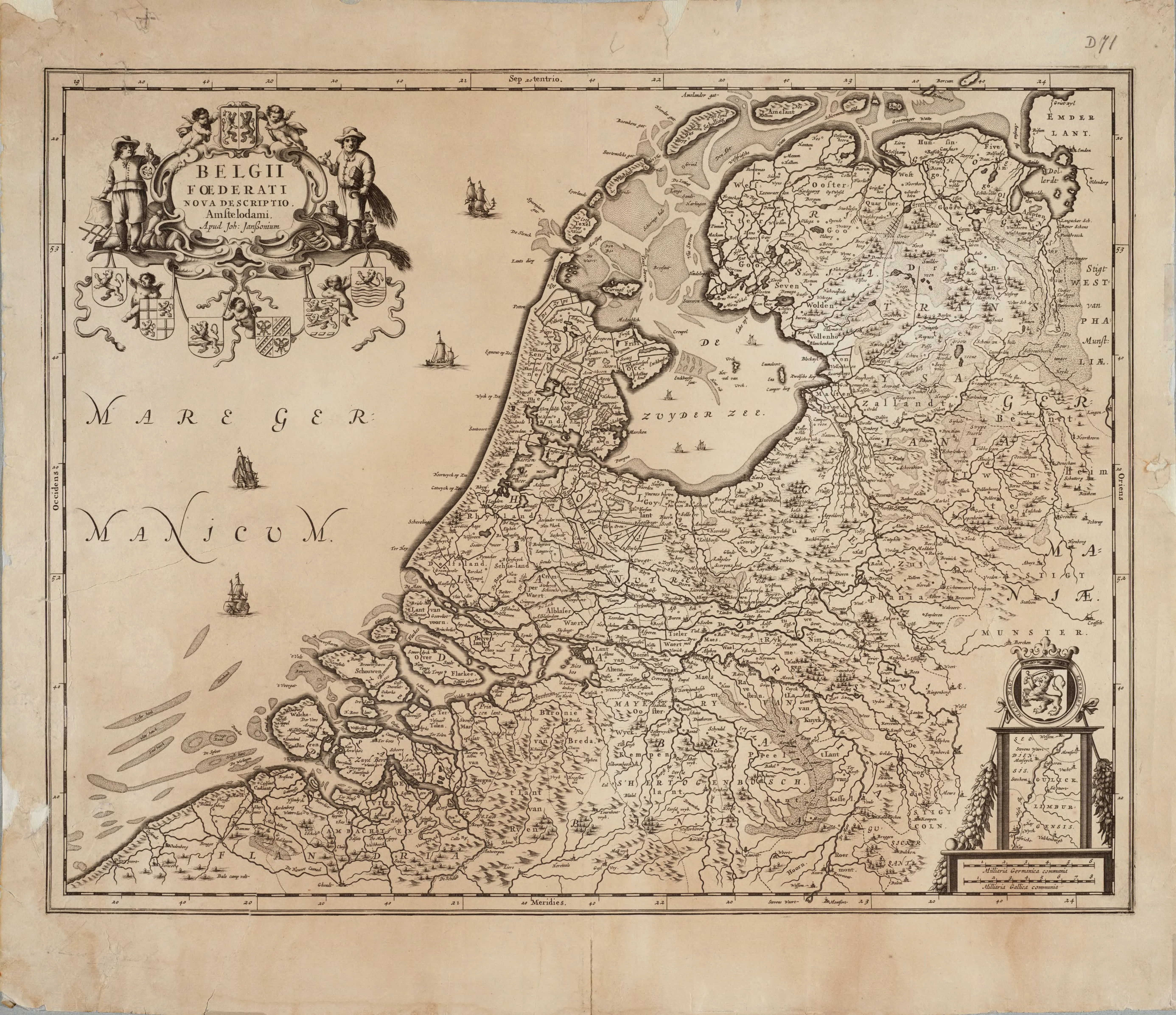
Carte des Provinces-Unies par Johannes Janssonius (1658).

La notion de « siècle d'or » (gulden eeuw en ancien néerlandais et gouden eeuw en néerlandais contemporain) fait partie de ces notions qui existent au temps qu'elles sont censées décrire. En 1719, Arnold Houbraken exprime ainsi son regret de ne plus vivre au temps des peintres néerlandais du XVIIe siècle :

« En ce temps, c’était un âge d’or pour l’art ; et les pommes d’or (que l’on ne trouve qu’avec difficulté aujourd’hui, par des chemins difficiles et à la sueur de son front) tombaient d’elles-mêmes dans la bouche des artistes. »

— Arnold Houbraken, De groote schouburgh der nederlantsche konstschilders en schilderessen, 1718-1721

Pour qualifier cette période favorable aux artistes, il parle d’un « âge d’or pour l’art » (Gulde Eeuw voor de Konst). Mais de quoi parle-t-il exactement ? Le mot eeuw est ambigu : il peut aussi bien désigner la durée d’un « siècle » que celle, indéterminée, d’une période de temps relativement longue et historiquement indéfinie. Dès le XVIe siècle, les expressions gulde(n) eeuw ou goude(n) eeuw désignent ainsi deux réalités que nous aurions tendance à distinguer aujourd’hui : le « siècle d’or », c’est-à-dire une période qui relève de l’histoire ; et l’« âge d’or », cette époque mythique placée sous le règne de Saturne durant laquelle les hommes et les femmes vivaient comme les dieux et aimés par eux, dans la paix et le bonheur et en harmonie avec la nature.
L'historien Johan Huizinga n'a donc que partiellement raison lorsqu'il affirme :

« C'est cette expression d'Âge d'Or elle-même qui ne veut rien dire. Elle renvoie à un aurea aetas des Anciens, à un pays de cocagne mythologique, qui chez Ovide nous ennuyait déjà passablement quand nous étions écoliers. S'il faut donner un nom à notre période de prospérité, qu'on l'appelle plutôt Bois et Acier, Poix et Goudron, Couleur et Pigments, Audace et Piété, Esprit et Imagination. »

— Johan Huizinga, Nederlands beschaving in de zeventiende eeuw (1941)
Le fait est que, dès la fin du XVIe siècle, l'« âge d'or » a servi de modèle ou, pour paraphraser l'historien Benedict Anderson, d'« imaginaire collectif » pour incarner l'histoire et les valeurs des communautés composant la jeune République des Provinces-Unies. C. de Voogd rappelle par ailleurs que l’admiration pour le miracle néerlandais trouvait déjà un écho chez Hegel, dont l’Esthétique a fait de cet épisode de l'histoire européenne l'une des étapes dans la grande marche de l’Esprit vers son accomplissement. De cette vision subsiste l'idée d'une spécificité hollandaise par rapport à l'Europe baroque, mais aussi d'un moment décisif dans la naissance de la modernité européenne dans tous les domaines, du développement du capitalisme à la pensée politique libérale.
L'historien néerlandais Johan Huizinga présume que le concept d'âge d'or ne s'est imposé qu'après que l'historien Pieter Lodewijk Muller eut publié en 1897 son essai sur La République des Provinces-Unies à son apogée (De Republiek der Verenigde Nederlanden in haar bloeitijd) sous le titre plus vendeur de « Notre âge d'or » (Onze Golden Eeuw) imposé par son éditeur.
Depuis quelques années, l'Âge d'or des Provinces-Unies fait l'objet d'un regain d'intérêt aux Pays-Bas. C'est ainsi qu'en 2000 par exemple on lui a consacré un centre d'étude à l'université d'Amsterdam. L'Amsterdams Centrum voor de Studie van de Gouden Eeuw travaille entre autres sur l'ouvrage publié en 1941 par Huizinga. Le sens historique de Huizinga était imprégné de son étude de la linguistique et de son goût pour la peinture : il entendait l'écriture de l'histoire comme un récit intuitif et vivant de l'évolution des mentalités, c'est-à-dire de la culture. Aussi affirmait-il que l'âge d'or n'était ni un bienfait qui se serait soudain abattu sur les Pays-Bas, ni surtout l'idéal mythique d'une terre nourricière sans agriculteurs, d'une société vivant un éternel printemps dans une paix absolue sans soucis ni remords (comme Ovide définit l'âge d'or), mais que cette prospérité avait mûri sur fond de générations de dur labeur, de conditions favorables, de multiples conflits et naturellement aussi sur une part de chance, qu'en fait elle n'avait rien de spontané. Ainsi, près de la moitié de ce siècle « résonna de fracas et de cris guerriers ». C'est pourquoi un nombre non négligeable de chercheurs, examinant ce siècle, du moins sous l'angle de l'économie mondiale, parlent plutôt d'une hégémonie.

## Les Pays-Bas à l'aube du Siècle d'or

### Conflit avec l'Espagne
À la mort de Charles le Téméraire en 1477, les Pays-Bas échurent par alliance à la dynastie autrichienne des Habsbourg, à un moment où la situation économique des Pays-Bas bourguignons était déjà prospère ; c'est d'abord sous le règne de Charles Quint qu'outre l'agriculture, l'élevage et la pêche, le commerce et l'artisanat se développèrent. Après une crise liée à la concurrence de la laine anglaise au début du XVe siècle, le secteur textile devenait florissant, et Anvers devint le centre économique des provinces. La science et la culture connurent des heures fastes, entre autres grâce à l'imprimeur Christophe Plantin. Simultanément, la Réforme se répandait et Charles Quint, tout comme son fils et successeur Philippe II (tous deux catholiques convaincus) encouragèrent la Contre-Réforme.

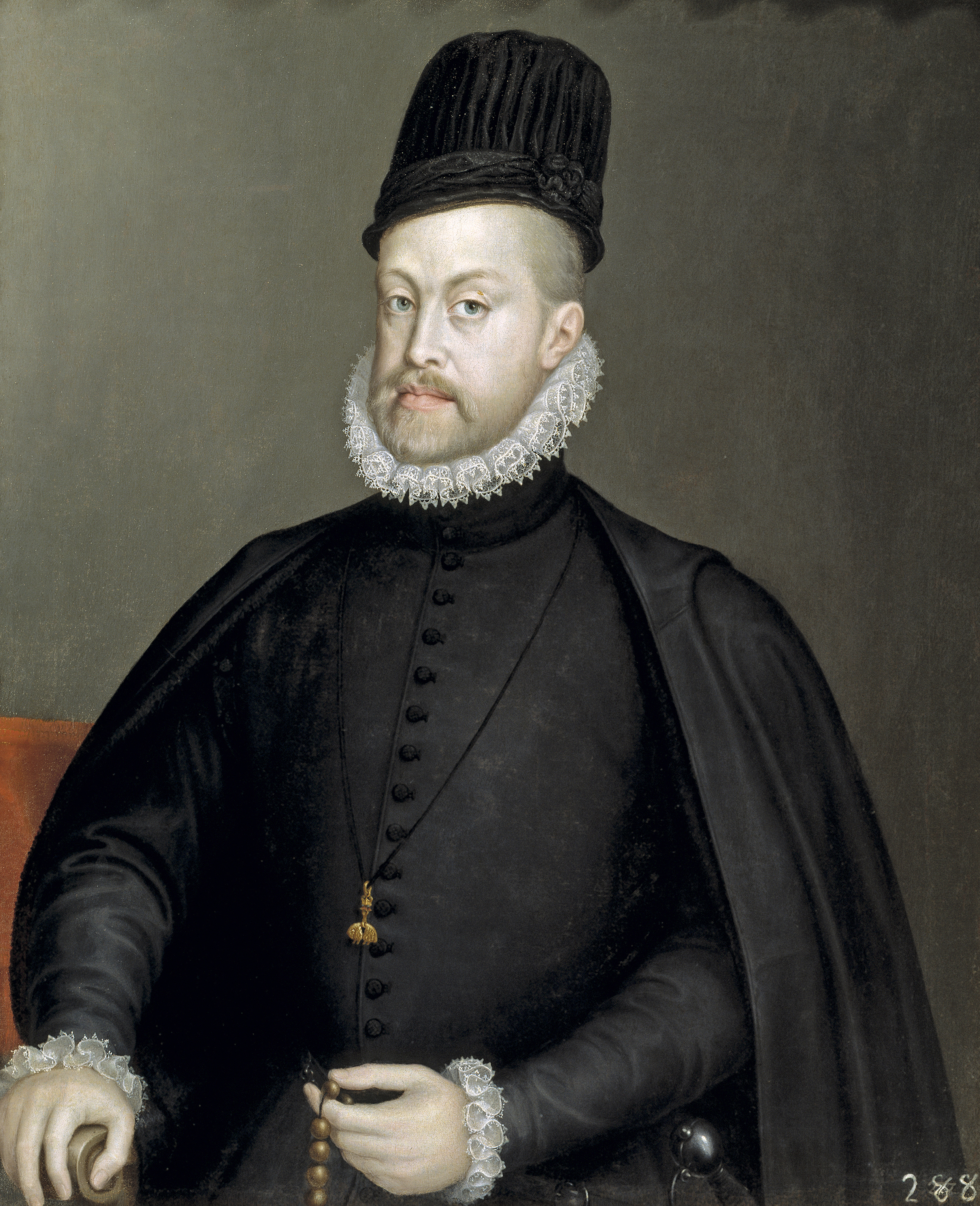
Philippe II d'Espagne vers 1575, portrait d'Alonso Sánchez Coello

Dans la mesure où Philippe II voyait dans le calvinisme une hérésie, les provinces du Nord se rebellèrent sous le commandement de Guillaume le Taciturne. Sa tentative d'occuper militairement le Brabant déclencha en 1568 la guerre de Quatre-Vingts Ans. En 1579, les provinces du nord se fédérèrent en Union d'Utrecht fondant en 1581 la république des Provinces-Unies, tandis que les provinces méridionales, restées catholiques (aujourd'hui Belgique et Luxembourg) restèrent fidèles à l'Espagne (cf. Pays-Bas espagnols).
La conclusion de l'Union d'Utrecht conféra aux provinces du Nord entre autres le contrôle du commerce fluvial sur le Rhin maritime, un atout décisif pour leur expansion économique ultérieure. Le Siège d'Anvers mené victorieusement en 1585 par les Espagnols avait amené les Hollandais à mettre en place un blocus sur l'estuaire de l'Escaut, ôtant à Anvers son débouché maritime. Cette mesure permit au port régional d'Amsterdam de distancer bientôt son rival Anvers.
Des pourparlers de paix avec l'Espagne, auxquels la France et l'Angleterre prirent part, se tinrent en 1608 à La Haye, puis finalement en 1609 on convint d'une trêve de douze ans. C'est dans ce contexte que s'épanouit l'expansion économique et culturelle de la jeune république.

### Marins et marchands
Le commerce de la Baltique est à l'origine de l'essor de la vie économique hollandaise ; et pendant la première moitié du XVIe siècle, Amsterdam, mais aussi des villes comme Enkhuizen et Hoorn était déjà un centre important de distribution du blé et, quoique les sources historiques soient moins explicites, du bois de la Baltique. Le commerce hanséatique toutefois restait encore très actif et les habitants des villes hanséatiques, surtout ceux de Gdansk, non seulement livraient leurs marchandises à Amsterdam, mais les exportaient aussi eux-mêmes en Angleterre, en Espagne, en France et au Portugal.
La Hollande ne pouvait pas vivre sur ses propres réserves de céréales. C'est dans le Waterland et dans la Frise occidentale que la situation était la moins favorable, car ces régions ne se prêtaient qu'à l'élevage du bétail et à l'industrie laitière. Les autorités d'Amsterdam soulignaient déjà en 1501 la situation difficile des régions situées au nord du pays. Les principaux producteurs de seigle, indispensable à la population pauvre des villes et de la campagne, étaient avant tout les pays de la Baltique. Les Hollandais s'intéressaient avant tout à Gdansk et à son immense arrière-pays polono-lituanien, riche en céréales et en bois. Au deuxième rang venait la Livonie, riche de ses produits agricoles, mais aussi idéalement située sur la route menant vers la Russie et ses richesses illimitées de produits forestiers et de fourrures. La Poméranie occidentale avait aussi d'importants surplus de céréales et intéressait les Hollandais. C'est donc les disettes répétées qui forcent la Hollande à développer son commerce extérieur et sa marine.
Au XVe siècle l'expansion commerciale des Hollandais dans les pays de la Baltique se fonde sur l'exportation vers l'Est du drap hollandais et anglais, et du sel breton, ainsi que sur l'importation de quantités de plus en plus grandes de céréales, de chanvre, de lin et surtout du bois de la Baltique; de poix, de goudron et d'une certaine quantité de cuirs et de fourrures, etc. Les bateaux hollandais, en quittant leurs ports d'attache, se rendaient en Bretagne charger du sel, du vin et des denrées du midi. Avec ce chargement, ils naviguaient vers la Baltique, ils y vendaient leurs marchandises, et y achetaient des céréales, du bois, des cendres et d'autres produits locaux destinés à la Hollande et aux pays de l'Europe occidentale. Ce commerce de bascule était déjà pratiqué au XVe siècle. Vers la fin du XVe siècle, les bateaux hollandais se rendaient aussi en Espagne et au Portugal où ils pouvaient également s'approvisionner en sel, en fruits et, de plus en plus souvent, en denrées coloniales, en échange de leurs propres produits, oies, produits industriels étrangers, ainsi que les marchandises des pays de la Baltique. De 1542 à 1545, la douane d'Arnemuiden mentionne fréquemment des bateaux appartenant à des Hollandais qui, venant d'Amsterdam et d'autres ports du Waterland se dirigeaient vers les ports du golfe de Biscaye, l'Andalousie – souvent Sanlúcar de Barrameda – , Lisbonne et le Portugal méridional, surtout Tavira. Outre du drap et de la toile, ces bateaux transportaient du bois de chêne, des madriers, des planches, du bois à rames, des mâts, des douves, du goudron, de la poix, du lin, du chanvre, etc. Les Espagnols et les Portugais achetaient aussi ces marchandises directement à Amsterdam. Même pendant la révolution néerlandaise les Hollandais s'efforçaient énergiquement de conserver entre leurs mains la fourniture des marchandises des pays de la Baltique aux États de Philippe II : le Sud des Pays-Bas, l'Espagne et le Portugal. L'Allemagne occidentale n'offrait probablement pas à la pénétration économique hollandaise au XVe siècle et au XVIe siècle, mais l'arrière-pays riche en produits forestiers et céréaliers des ports de Brème et Hambourg intéressaient aussi le commerce hollandais. Au XVe siècle et au début du XVIe siècle, les Hollandais s'intéressaient beaucoup moins au commerce avec la Suède, malgré les richesses naturelles de ce pays. La Hollande pouvait aussi compter sur deux fleuves, la Meuse et le Rhin pour son commerce frontalier; Dordrecht, qui par le hasard d'un raz-de-marée en 1421, la relie à la Mer du  Nord, à partir de cette époque devient un important centre du commerce du bois, en provenance de la Westphalie et de la Forêt-Noire.
Les navires hollandais  plus petits et plus rapides que ceux de leurs concurrents, qui embarquaient par conséquent un équipage plus réduit, firent des négociants d'Amsterdam les plus réactifs de leur époque. Dès la fin du XVIe siècle, l'hégémonie d'Amsterdam, et parallèlement celle de la Hollande, s'imposa aux autres provinces.
Vers 1600, les capitaux respectables accumulés à Amsterdam permettaient d'envisager de nouvelles entreprises commerciales. On finança les premières expéditions outre-mer pour reconnaître les débouchés commerciaux d'Asie et d'Amérique. Les marins et marchands néerlandais firent là un choix heureux, car la Hanse, affectée par la guerre nordique de Sept Ans, entrait en décadence, et les flottes concurrentes étaient détournées de l'exploration par les guerres et les soulèvements. Ainsi, tandis que les Espagnols concentraient leur effort de guerre contre les Anglais (l'Invincible Armada de 1588 est l'épisode que le grand public retient généralement de cette guerre) et les Français, les flottes de commerce néerlandaises poussaient chaque fois plus avant leurs explorations outre-mer, ouvrant de nouvelles voies commerciales sans rencontrer d'obstacle et multipliant les nouveaux comptoirs. Pendant un temps, il ne fut question que d'entreprises isolées, qui n'eurent qu'une brève prospérité.
Un publiciste hollandais écrivait à la fin du XVIIe siècle, d'après Johan de Witt: « la République d'Hollande qui ne peut subsister sans commerce était principalement appuyée sur trois bases, scavoir la mer Baltique, la pesche des harangs, baleines, morues et autres », le Siècle d'or ajoutera les Indes

## Les fondements: prospérité économique et ordre urbain
« Comment un pays aussi petit, comptant à peine plus d'un million et demi d'habitants et dépourvu de richesses naturelles a-t-il pu, au XVIIe siècle, période de crise générale, se hisser au rang de puissance économique dominante ? »

— Michael North, Histoire des Pays-Bas
L'ascension économique d'une modeste fédération qui ne comptait pas même deux millions d'habitants, qui ne disposait d'aucune matière première et dont la production agricole était insignifiante, au rang de grande puissance coloniale du XVIIe siècle, reste encore aujourd'hui un sujet d'étonnement. Sir William Temple, alors ambassadeur aux Pays-Bas, souligne dans ses « Observations upon the United Provinces of the Netherlands »  la forte densité de population du pays, dans laquelle il voit le facteur décisif de l'expansion économique. Cette circonstance aurait enchéri les denrées, forçant les propriétaires à épargner, et contraignant les prolétaires à travailler assidûment. De la misère seraient nées les vertus, fondement du succès.

### Urbanisation et régime politique

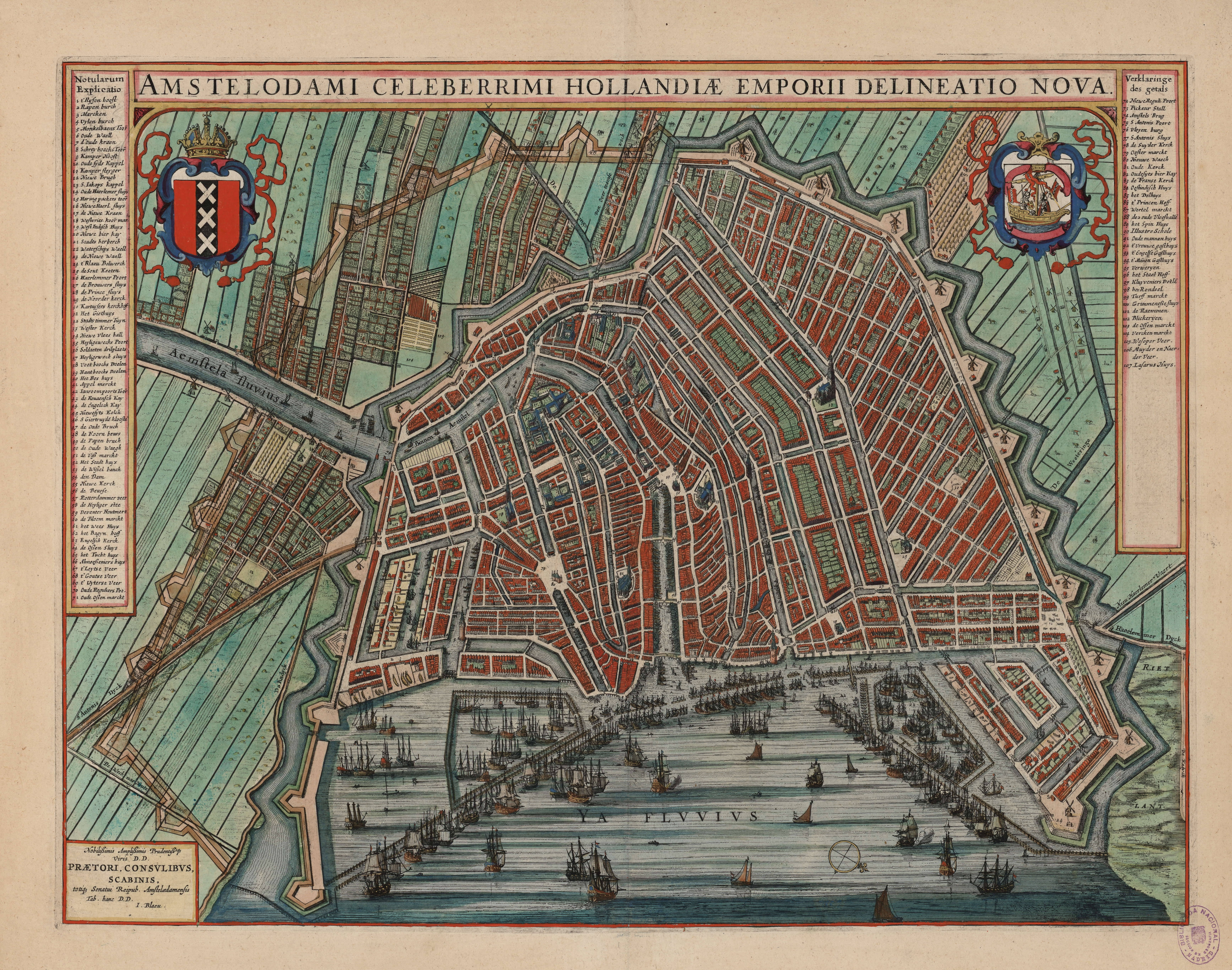
Carte historique d'Amsterdam par Willem et Joan Blaeu (1652)

En réalité, les Pays-Bas manifestèrent tout au long du XVIIe siècle le taux d'urbanisation le plus élevé et formaient la région la plus densément peuplée d'Europe. Le flot régulier de réfugiés apportant avec eux talents et réseaux d'affaires, des juifs portugais aux huguenots français, et la prospérité induite, bénéficièrent d'abord aux villes dont elles alimentèrent la croissance exceptionnelle : entre 1622 et la fin du siècle, Amsterdam passa de cent à deux cent mille habitants, Rotterdam de vingt à quatre-vingt mille, La Haye de seize à cinquante mille. Fait notable, cet essor s'effectua dans un certain ordre, par un souci d'urbanisme précurseur : à Amsterdam, l'espace urbain s'étendit de façon concentrique en s'appuyant sur les quatre grands canaux de la ville (Singel, Herengracht, Keizersgracht, Prinsengracht) eux-mêmes reliés par des canaux ou des rues transversales permettant des accès multiples et rapides au cœur de la ville, la place du Dam.
La vie de tous les jours était dans une grande mesure marquée par la ville et l'activité non-agricole ; près de 50 % de la population vivait en ville et seul un tiers travaillait encore dans l'agriculture. Et pourtant, dans le même temps, la paysannerie et les agriculteurs développèrent fortement leur production. Dans la mesure où la propriété foncière est la base de l'agriculture, et où dans chaque province les paysans étaient eux-mêmes propriétaires de 40 % des terres arables, ces paysans pouvaient vivre du seul produit de leur travail. Selon C. de Voogd, « le peuple néerlandais était sans doute le mieux nourri d'Europe et l'extrême misère plus rare qu'ailleurs. La variété du régime alimentaire était étonnante : du pain, bien sûr, peu de viande mais du poisson, des légumes et des laitages. Mieux alimenté, le Néerlandais s'avérait plus résistant que ses contemporains aux fléaux des épidémies qui ravagèrent l'Allemagne pendant la guerre de Trente Ans et l'Angleterre dans les années 1660. C'est pourquoi la population crût sensiblement à une époque où l'Ancien Régime démographique équilibrait ailleurs les naissances et les décès ». L'examen du revenu agricole montre qu'un paysan du XVIIe siècle vivait aux Pays-Bas nettement mieux qu'un agriculteur libre un siècle plus tôt.
La confédération, quoiqu'oligarchique, était néanmoins plus démocratique que les autres pays d'Europe, se tenait militairement sur la défensive et développait son économie, non sur l'agriculture, mais sur le commerce et la navigation.
La masse imposable des citoyens des Provinces-Unies était nettement plus élevée que celle des pays voisins, jusqu'à deux fois supérieure à celle de l'Angleterre et trois fois supérieure à celle de la France. Ainsi, le gouvernement des Provinces disposait de ressources élevées et d'un capital plus rapidement mobilisable, grâce à la commercialisation poussée de son économie et d'une population (bien que peu importante) disposant de revenus élevés.

### Le tissu social
Dans la société néerlandaise, on jugeait du statut social non seulement d'après l'appartenance familiale et le niveau d'éducation, mais aussi surtout d'après la fortune et le revenu des individus, mœurs fort curieuses dans l'Europe du XVIIe siècle, où le rang social était encore fondamentalement lié à la condition, c'est-à-dire à la naissance.
Au sommet de la société néerlandaise, on trouvait les nobles et les Régents, quoique l'aristocratie, comme les Espagnols, eût continuellement abandonné ses terres et ses principaux privilèges aux villes. Tandis que dans le reste de l'Europe la noblesse formait la classe dirigeante privilégiée politiquement et socialement, il n'y avait aux Pays-Bas pratiquement plus de noblesse héréditaire. Même les clercs n'avaient que peu d'influence : l'Église catholique romaine était continuellement en perte d'audience, alors que la jeune église protestante s'étendait. Il n'y avait donc ni souverain, ni noblesse, ni clercs : les régents et la haute bourgeoisie (riches marchands, armateurs, banquiers, entrepreneurs, officiers généraux) réglaient la politique et la société, soutenus par une large frange de la petite bourgeoisie, composée d'artisans, d'ouvriers, de pilotes, de petits employés et d'officiers, qui dans les petites villes et les communautés plus isolées prenait la politique en mains.
Ainsi, le corps social était plus homogène que dans les autres pays d'Europe : la mobilité sociale était possible. Les diverses classes sociales se côtoyaient notamment au temple, dans les milices et surtout au café. L'existence d'une vaste classe moyenne, le brede middenstand, de l'artisan au négociant enrichi, était garante de la cohésion nationale. Le peuple lui-même bénéficiait des salaires les plus élevés d'Europe ; un tisserand de Leyde gagnait jusqu'au double de son congénère flamand ou anglais. À la prospérité, sinon générale, du moins répandue, s'ajoutait le partage de valeurs communes, fortement ancrées par l'influence du calvinisme et de l'humanisme ainsi que le ciment d'un incontestable nationalisme.
La nouvelle soif d'investir de la bourgeoisie contribua à humaniser un développement économique sauvage. Prenant le relais de l'église catholique, la bourgeoisie organisa les soupes pour les pauvres, institua des orphelinats, des hospices et d'autres fondations charitables. Grâce à ce réseau d'aide sociale (naturellement d'abord un peu rudimentaire et informel), le soin des marginaux, des pauvres et des faibles mettait en place un tel contrôle social que, contrairement au reste de l'Europe, l'agitation se limitait à la contestation politique et religieuse.
La sécurité des citoyens est à l'origine d'associations d'initiative privée et d'innovations comme l'éclairage public et la pompe à incendie, mise au point par le peintre Jan Van der Heyden. Pour la surveillance, plusieurs milices de nuit furent créées : Rembrandt a immortalisé celle du capitaine Coq dans La Ronde de nuit.

### Un commerce à l'échelle du monde
Dans son Testament politique, Richelieu soulignait « le miracle hollandais » en ces termes : « L'opulence des Hollandais qui, à proprement parler, ne sont qu'une poignée de gens, réduits en un coin de terre, où il n'y a que des eaux et des prairies, est un exemple et une preuve de l'utilité du commerce qui ne reçoit point de contestation ».
L'hégémonie commerciale des Provinces-Unies repose sur quatre facteurs :
- une supériorité navale écrasante ;
- l'extension de l'activité commerciale à toutes les routes océaniques : Batavia, Cadix, Smyrne et Arkhangelsk...
- le contrôle d'une gamme étendue de produits, particulièrement les produits de luxe (épices) ou à valeur ajoutée (porcelaine, soie, etc.) ;
- l'optimisation de l'offre de cale : en remplissant les navires à l'aller et au retour, les économies de deux pays très éloignés devenaient graduellement dépendantes l'une de l'autre par le truchement des commerçants néerlandais.

Comme l'indique de Voogd, « De la mer Baltique à l'Extrême-Orient, les marins néerlandais s'efforcèrent d'être (...) toujours les propres fournisseurs de leurs clients, démultipliant ainsi les opportunités de profit ».

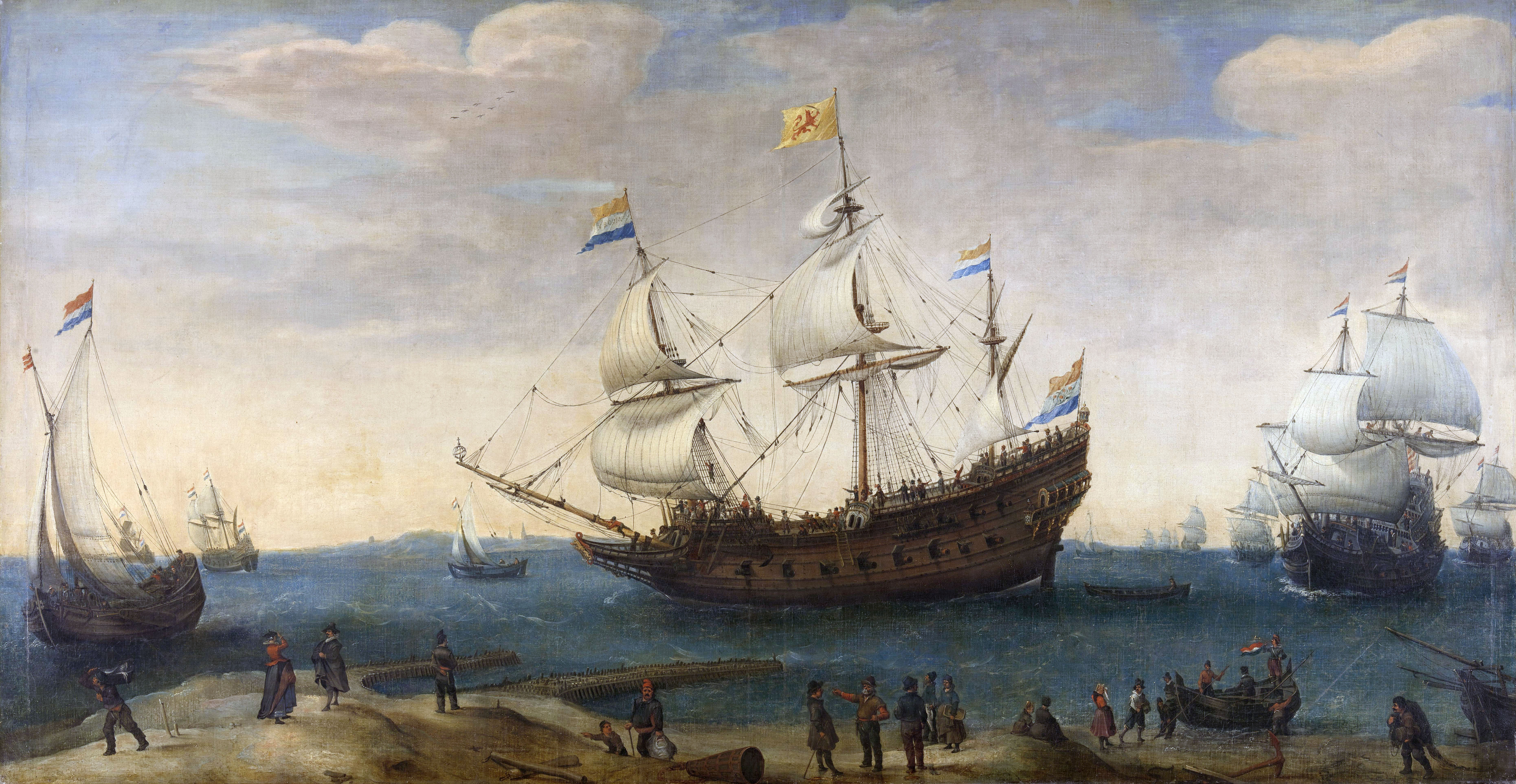
Navires hollandais dans Embarquement du vaisseau des Indes de
Hendrick Cornelisz. Vroom vers 1630–1640

Philippe II, qui contrôlait le Portugal depuis 1581 (Union ibérique), en représailles à la révolte des Flandres, décida d'interdire aux bateaux hollandais le port de Lisbonne, qui détenait le monopole sur les épices ; mais une collection de cartes portugaises arrivées à Amsterdam en 1592 laissait aux Hollandais l'espoir de croiser le Cap de Bonne-Espérance sans risque. La Compagnie van Verre est créée en 1594 pour conquérir le commerce du poivre, qui par divers jeux de fusion forme en 1602 la VOC. La Compagnie néerlandaise des Indes orientales (Vereenigde Oostindische Compagnie ou VOC)  devenue rapidement la plus grosse compagnie privée du XVIIe siècle, forgea un monopole commercial néerlandais avec l'océan Indien et l'Extrême-Orient qui devait durer deux siècles. Ses routes de commerce s'étendaient le long des côtes d'Afrique et d'Asie avec des comptoirs et des mouillages en Indonésie, au Japon, à Taïwan, à Ceylan et en Afrique du Sud. En vue du commerce avec l'Afrique de l'Ouest et les Amériques les actionnaires créèrent la Compagnie néerlandaise des Indes occidentales (Geoctroyeerde West-Indische Compagnie ou en abrégé WIC), qui établit en Amérique du Nord la colonie de Nouvelle-Hollande avec pour capitale la Nouvelle-Amsterdam, qui devait devenir New York. Parmi les autres routes de commerce, il y avait bien sûr la Baltique, la Russie (straatvaart), et aussi le Levantvaart (commerce avec l'Italie et le Levant, c'est-à-dire les pays de la côte orientale de la mer Méditerranée). Pour ce qui est de l'Europe occidentale, les Néerlandais contrôlaient vers 1650 80 % du commerce de la laine espagnole ; quant aux seuls échanges avec la France (le transport du vin de Bordeaux notamment), ils dépassaient 36 millions de livres. Vers 1670 la valeur annuelle des cargaisons des quatre grandes flottes marchandes de la république atteignait la somme énorme de 50 millions de florins.

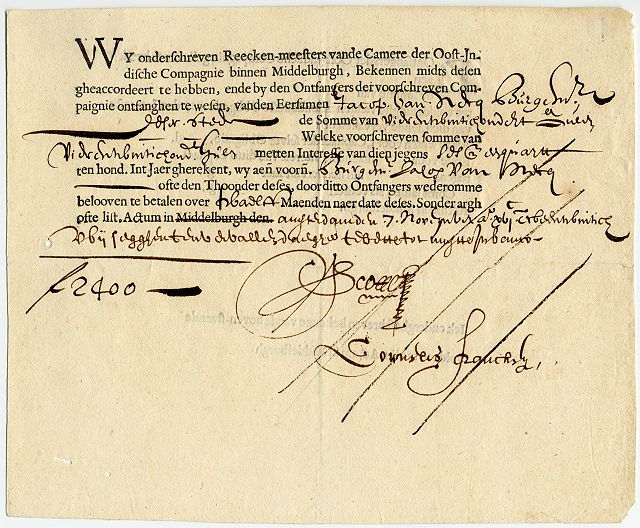
Une action de la VOC (1623).

La Banque de change d'Amsterdam (la première banque centrale au monde et l'une des premières banques européennes à utiliser la monnaie fiduciaire) fut créée en 1609 : cet établissement, créé à l'origine pour résoudre le problème du change des devises (d'où son nom de Wisselbank) permit par une formule de crédit commercial inédite (l'escompte) une circulation des paiements beaucoup plus fluide. Les taux d'intérêt intéressants (entre 2 et 4 %, soit la moitié des taux britanniques), le secret bancaire, la force du florin et les facilités de crédits offertes par les banques néerlandaises attiraient les investisseurs et les financiers de toute l'Europe. La bourse d'Amsterdam, créée en 1611, employait déjà trois cents agents au bout d'un an. Les cargaisons annoncées s'y négociaient jusqu'à vingt-quatre mois avant leur arrivée. Lors de l'affrètement d'un navire, il était possible d'entrer dans le capital de l'armateur pour une part qui pouvait n'être que de 1/64e du coût de l'opération : ainsi, l'actionnariat était-il accessible aux commerçants et artisans.
C'est au plus tard à partir de la libéralisation du commerce (un commerce international délivré des mesures protectionnistes) stipulée par la paix de Westphalie en 1648 que les Pays-Bas dominèrent le commerce mondial. Vers 1670, la république comptait environ 15 000 navires, c'est-à-dire cinq fois l'effectif de la flotte anglaise, ce qui revenait à un monopole du transport sur mer. C'est surtout du commerce avec les colonies que les Pays-Bas tiraient leurs profits. On importait des Indes néerlandaises, du Bengale, de Ceylan et de Malacca des épices (clou de girofle, cannelle et poivre), de la soie et du coton. L'Afrique de l'Ouest, le Brésil, les Caraïbes et l'Europe échangeaient avant tout les produits de cultures, comme le sucre, le tabac et le bois de Pernambouc. Plus tard, la traite des Noirs, qui avait été au début nettement écartée, se développa également par attrait du profit, car c'était un commerce particulièrement lucratif. On chercha naturellement la justification morale de ce commerce dans la Bible : les Africains étaient fils et filles de Cham, que son père Noé avait maudit, ce qui justifiait la libre exploitation de la main d'œuvre noire (cf. malédiction de Cham).

### Essor de la production nationale
La puissance néerlandaise ne reposait pas sur les seules activités commerciales : échanges internationaux, agriculture et industrie participaient du même « cercle vertueux » de la prospérité, dans une économie étonnamment intégrée pour l'époque. L'importation de matières premières permit l'essor d'industries de transformation dont la production alimenta en retour les exportations nationales : ainsi des chantiers navals, dont la vallée de la Zaan en Hollande du Nord offrit la plus grande concentration européenne ; ainsi des raffineries de sucre, des manufactures de tabac, des tailleries de diamants, des savonneries et des huileries. L'industrie reine était celle des textiles dont Leyde fut la capitale incontestée. Les draps de Leyde, réputés pour leur douceur, sortaient des fabriques avec un rendement supérieur d'un tiers à la concurrence française. Près de cent mille personnes au total travaillaient dans l'industrie de transformation.

### La tolérance religieuse
Comme les Provinces-Unies s'étaient soulevées contre la répression religieuse, elles garantirent dès le début à leurs citoyens la liberté de culte. La nouvelle s'en répandit bientôt et cela entraîna un afflux dans le pays de protestants (huguenots), de Juifs, et d'autres réfugiés d'Espagne, du Portugal et des Pays-Bas espagnols. Le calvinisme devint le culte dominant, bien qu'au début du siècle les provinces fussent déchirées par la polémique sur la doctrine de la prédestination opposant les remonstrants, partisans d'Arminius, et les Gomaristes, tenant de la thèse de Franciscus Gomarus.

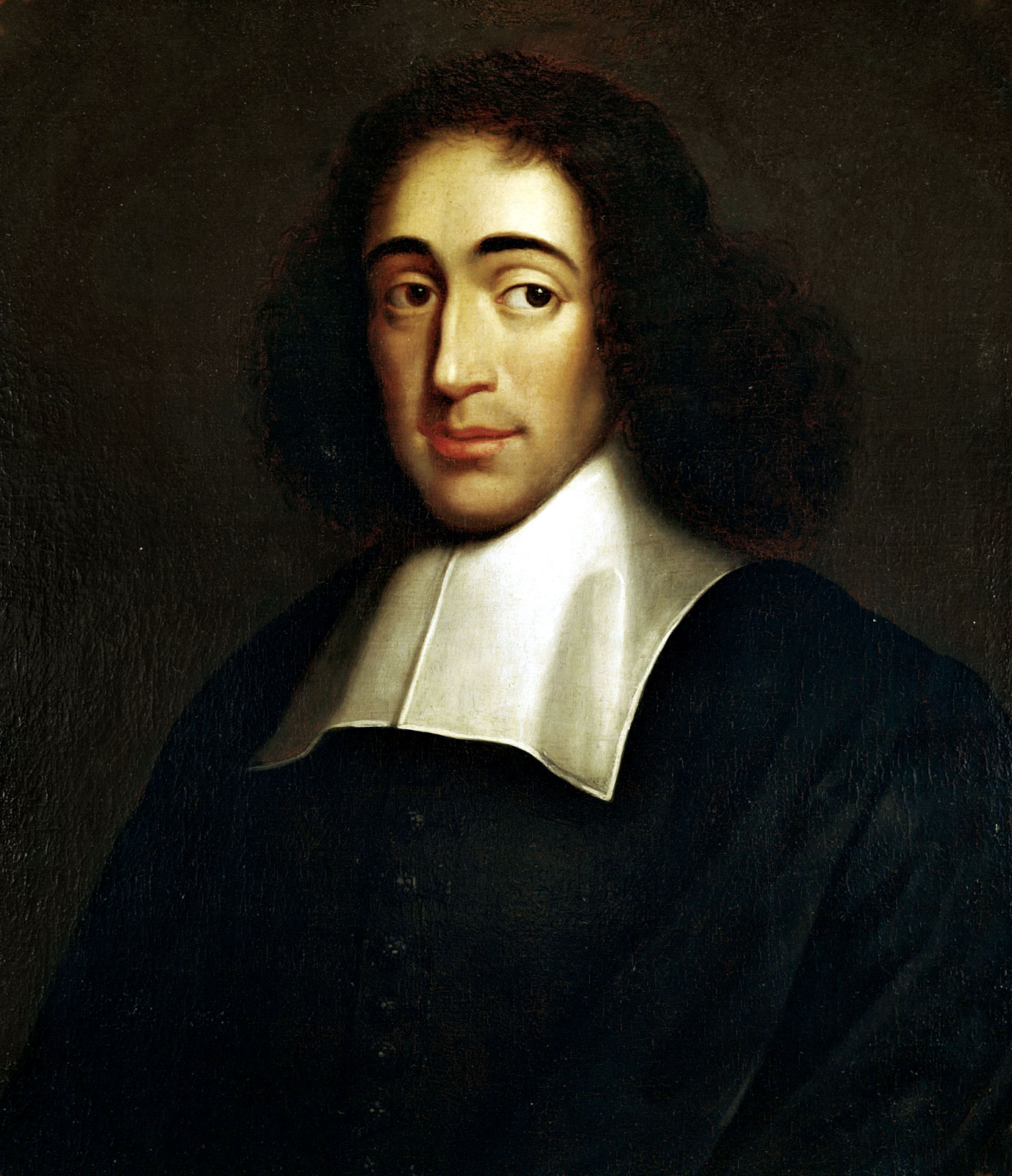
Le philosophe Spinoza éprouva les limites de la tolérance institutionnelle des Provinces-Unies.

L'humanisme également, qui s'est épanoui avec son éminent représentant Érasme de Rotterdam, s'est avéré décisif, non seulement pour la transition culturelle et sociale du Moyen Âge à la Renaissance, mais également pour la promotion d'un climat de tolérance religieuse. Maintenir cette tolérance envers les catholiques n'était pas chose facile, dans la mesure où la religion prenait une place importante dans la guerre d'indépendance. On s'efforça d'atténuer les antagonismes par des compensations en argent. Ainsi les catholiques pouvaient-ils racheter le privilège d'organiser les festivités, mais ils étaient exclus des emplois publics. Cela valait aussi pour les anabaptistes et les Juifs. Le niveau de la tolérance religieuse était en tout cas suffisamment élevé pour attirer les persécutés de tous les autres pays, particulièrement les marchands juifs fuyant le Portugal, et dont l'immigration accrut considérablement le niveau de vie des Pays-Bas. De même, la révocation de l'édit de Nantes en France en 1685 attira de nombreux huguenots aux Pays-Bas ; dont certains étaient des négociants. Pour huit florins, chacun pouvait immigrer aux Provinces-Unies.
L'immigration joua également un rôle décisif dans l'explosion culturelle. Les nouveaux résidents fournirent une importante clientèle aux artistes locaux, comme la famille Bartolotti qui commanda son magnifique hôtel d'Amsterdam à l'architecte et sculpteur De Keyser. Surtout de nombreux penseurs et artistes étaient d'origine étrangère : Frans Hals naquit à Anvers, Vondel à Cologne de parents anversois, Constantin Huygens était le fils d'un juriste brabançon. De même pour les plus grands noms de la philosophie (à l'exception de Grotius) : Descartes, Spinoza, Locke, Bayle.
La tolérance avait pourtant des limites. Le philosophe Baruch Spinoza, par crainte de poursuites religieuses, dut publier anonymement et avec une fausse adresse d'éditeur son Tractatus theologico-politicus, dans lequel il se réclamait pour la liberté d'opinion et la tolérance, et appelait à un État qui garantît la liberté de ses citoyens. Même Adriaan Koerbagh, un ami et disciple de Spinoza, fut arrêté pour la publication d'écrits réputés subversifs et mourut en prison après un an de détention. Quant au Tractatus, il fut effectivement interdit en 1674.
Les lois de 1653, 1656, 1674 et 1678 proscrivaient les publications sociniennes, anti-trinitaires et spinozistes.

## La culture du «Siècle d'or»
Sous bien des rapports, la jeune république présentait des conditions favorables à l'épanouissement des Lettres.
En premier lieu, l'instruction était indiscutablement plus répandue qu'ailleurs. Dès le XVIe siècle, Francesco Guicciardini estimait que presque tous les paysans savaient lire et écrire. Il est en tous cas certain que l'influence protestante, dont le premier enseignement était la lecture des Écritures par tous, confortait les progrès de l'alphabétisation ; l'accueil de réfugiés protestants, et parmi eux un nombre important de représentants des classes supérieures et de la bourgeoisie cultivée, d'écrivains et d'érudits, n'est pas non plus étranger au fait que les Pays-Bas obtinrent le plus faible taux d'analphabétisme de toute l'Europe. Des « petites écoles » dues à l'initiative privée assuraient tant bien que mal les apprentissages élémentaires où figurait en bonne place, chez ce peuple de négociants, celui de l'arithmétique. L'enseignement secondaire, réservé aux élites, se donnait dans des « écoles latines » où l'enseignement s'étalait sur six années. Le système universitaire constituait l'originalité la plus forte car, mis en place à partir de la révolte des Gueux sous l'aiguillon de la nécessité, il sut éviter les défauts de la scholastique médiévale. Aux cinq universités (Leyde en 1575, Franeker en 1585, puis Groningue, Harderwijk et Utrecht) s'ajoutaient les « écoles illustres », établissements d'enseignement supérieur dépourvus de privilèges universitaires dont le plus important était l’Athenaeum Illustre d’Amsterdam. Leyde était la perle de ce système. La mission officielle de l'Université, fixée par Guillaume d'Orange lui-même, donnait un exemple parfait du compromis entre calvinisme et humanisme : si la théologie réformée y tenait une place de choix, les disciplines profanes – droit, langues orientales, médecine, botanique – eurent dès le début droit de cité dans ce Praesidium Libertatis. Le rayonnement de Leyde attira de nombreux étudiants étrangers, dont Descartes, et les plus grands professeurs de l'époque tels Juste Lipse et Scaliger.
Une autre spécificité des Provinces-Unies tenait à l'existence d'un vaste marché pour la production intellectuelle et artistique grâce à la diffusion de l'instruction et de la prospérité matérielle.

### Art et culture
Les Pays-Bas connaissent au Siècle d'Or un épanouissement culturel intense qui les différencie nettement des pays voisins et qui est considéré comme un point fort de la civilisation hollandaise, les œuvres d'art jouant un rôle essentiel dans l'affirmation de cette nouvelle identité culturelle. Tandis que dans les autres pays, les mécènes et protecteurs des arts étaient de riches aristocrates, aux Pays-Bas c'étaient des négociants aisés et les familles patriciennes qui jouaient ce rôle. Une classe moyenne entreprenante, inhabituellement nombreuse, créait avec les paysans enrichis un potentiel décisif pour le développement économique, social et culturel du pays.
Cette classe moyenne formait un important marché pour les biens industriels et artistiques. Par leur prestige social croissant, les artisans, les commerçants, les employés et les officiers éprouvaient le besoin de faire valoir leur statut, et de rivaliser entre eux comme le faisaient couramment les nobles et les clercs. Par l'intérêt croissant pour la représentation du monde matériel, le désir de posséder des objets d'art devint insatiable, et la demande pour les peintures profanes explosa comme cela n'était jamais arrivé ni avant ni ailleurs. Ainsi les portraits par exemple étaient censés refléter le rang social du sujet, voire l'exagérer un peu. La possession de mobilier qui sort des besoins ordinaires : coffres de chêne, tables octogonales et sommiers de luxe pour les paysans ; pendules de luxe, miroirs, couverts de porcelaine ou argenterie chez les citadins était considérée comme un signe de prestige social. La richesse croissante des Néerlandais assurait ainsi les revenus des artistes au XVIIe siècle (même si seule une minorité pouvait se contenter de leur art pour vivre) et cela eut pour conséquence que la population était davantage portée vers les intérêts artistiques que n'importe où ailleurs en Europe.[réf. nécessaire]
L'art et culture, et tout particulièrement la peinture, s'épanouissaient de pair et avec leur clientèle formaient un nouveau secteur de l'économie. Selon les lois du libre échange déjà prévalentes, la production artistique se diversifiait chaque jour davantage : c'est ainsi que se développa une véritable spécialisation dans les différents genres de peinture, tout en faisant une place à des thèmes picturaux entièrement nouveaux, comme le paysage et la peinture de genre. La production s'enrichit même au plan stylistique, de sorte que les commanditaires pouvaient apprécier la manière de l'artiste, qu'elle se rattache à l'école italo-flamande ou à la néerlandaise.
Ainsi, la production artistique était orientée par les goûts de commanditaires bourgeois de la république précapitaliste : cette situation se traduisit par un réalisme supérieur des tableaux et une préférence marquée pour certains thèmes picturaux comme le portrait (individuel ou de groupe), la peinture de genre ou la nature morte. Les schutterij (compagnies d'archers), les rhétoriqueurs (poètes), organisés en Chambres de rhétorique et guildes de poésie (appelées à l'époque « Redekamer »), formaient tout à la fois des associations culturelles et des commanditaires. Les schutterij s'étaient aussi constituées en milice et assuraient jour et nuit la police des rues. Tout citoyen de sexe masculin devait y participer. Les guildes de poésie se consacraient à la promotion et au mécénat de la production littéraire. Le Livre des poésies illustrées de Jacob Cats fut tiré à 55 000 exemplaires, chiffre énorme pour l'époque ; le Journal de voyage de Bontekoë, modèle de l'épopée maritime, connut cinquante éditions, sans oublier le succès d'édition absolu qu'était la Bible, présente jusque dans les plus humbles chaumières. La puissance de l'édition néerlandaise mettait à la portée de bien des bourses les éditions courantes allant de quelques stuivers à un ou deux florins. Les villes devinrent bientôt aussi fières de leurs guildes que les bourgeois de leurs associations, et leur consacraient beaucoup d'argent. Les grands écrivains néerlandais, comme Pieter Hooft et Vondel étaient membres d'une chambre de rhétorique. Les membres de ces guildes se faisaient volontiers représenter dans l'exercice de leur pratique associative : on le voit notamment dans la célèbre Ronde de nuit de Rembrandt.

### Les sciences

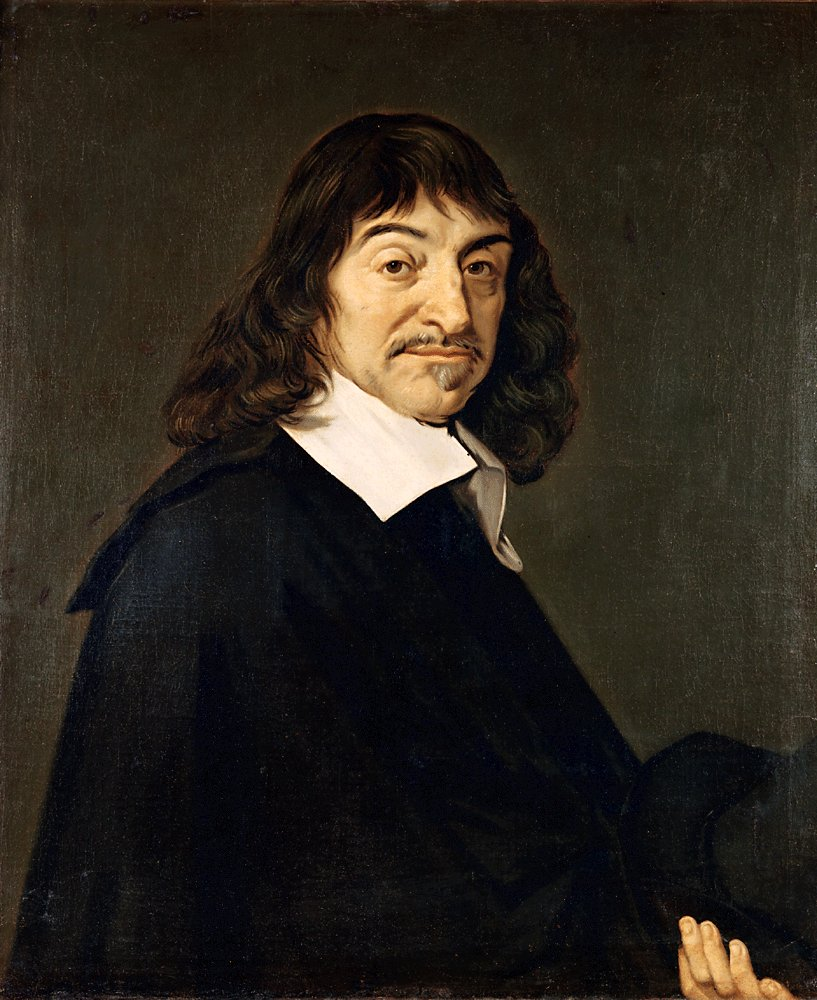
René Descartes, 1649
portrait de Frans Hals.

La liberté d'enseignement et de recherche qui régna tout au long du siècle aux Pays-Bas, ainsi que la célèbre université de Leyde fondée en 1575 attiraient d'innombrables penseurs et savants de toute l'Europe.
Plusieurs livres traitant de religion, de philosophie et de sciences naturelles, interdits ou mis à l'Index par l'Inquisition, pouvaient être imprimés et distribués aux Pays-Bas. C'est ainsi qu'au cours du XVIIe siècle, la république des Provinces-Unies devint la maison d'édition de l'Europe. Amsterdam, qui n'eut sa première imprimerie qu'en 1500, déposséda Anvers de la première place et avec Leyde, particulièrement grâce à la famille des Elzévir active dans ces deux villes, acquit un grand renom comme centre d'édition.
Les juristes néerlandais étaient appréciés pour leur connaissance du droit international. Hugo Grotius posa les bases du droit maritime moderne ; il est l'auteur du concept d'eaux internationales (Mare liberum), que les Anglais, principaux rivaux des Hollandais, combattirent violemment. Dans son livre De jure belli ac pacis (Sur les lois de la Paix et de la Guerre), Grotius a aussi réfléchi aux principes régissant les conflits entre nations. Son collègue Cornelius van Bynkershoek passe pour l'inventeur de la zone des 3 milles et a même apporté une contribution significative au Droit international public.
Les penseurs des Provinces-Unies ont également contribué à l'évolution du droit civil : l’œuvre de Hugo Grotius sur le « droit romain-hollandais » intitulée Inleidinge tot de Hollandsche rechts-geleerdheid, a trouvé dans le Saint-Empire un écho important, et à travers des expressions, voire des citations textuelles de son disciple Arnold Vinnius, on en retrouve l'expression dans le droit espagnol et celui de plusieurs états d'Amérique latine. Outre Grotius et Vinnius, citons encore le juriste Johannes Voet, dont les écrits font encore autorité en Afrique du Sud, par suite de la colonisation néerlandaise.
Christiaan Huygens était mathématicien, physicien et astronome. Parmi ses contributions à l'astronomie, on compte l'explication du halo de Saturne, la découverte du satellite Titan et la rotation propre de la planète Mars. Dans le domaine de l'optique et de la mécanique, il fit œuvre de pionnier. Il donna une interprétation ondulatoire de la loi de réfraction (principe de Huygens-Fresnel), l'appliqua à l'étude de la diffraction précédemment découverte par Francesco Grimaldi, et étudia la double réfraction du spath d'Islande ; il dégagea les notions de moment d'inertie, de centre d'oscillation, de force centrifuge, et donna (en même temps que Christopher Wren et John Wallis) la solution exacte du choc élastique. Il élabora l'horloge à balancier, qui fit faire un grand pas à la mesure exacte du temps. Il fut le premier savant étranger à devenir membre d'honneur de la Royal Society de Londres et devint le premier secrétaire perpétuel de l'Académie des sciences, fondée en 1666. Isaac Newton le qualifia de « mathématicien le plus élégant » de son siècle.

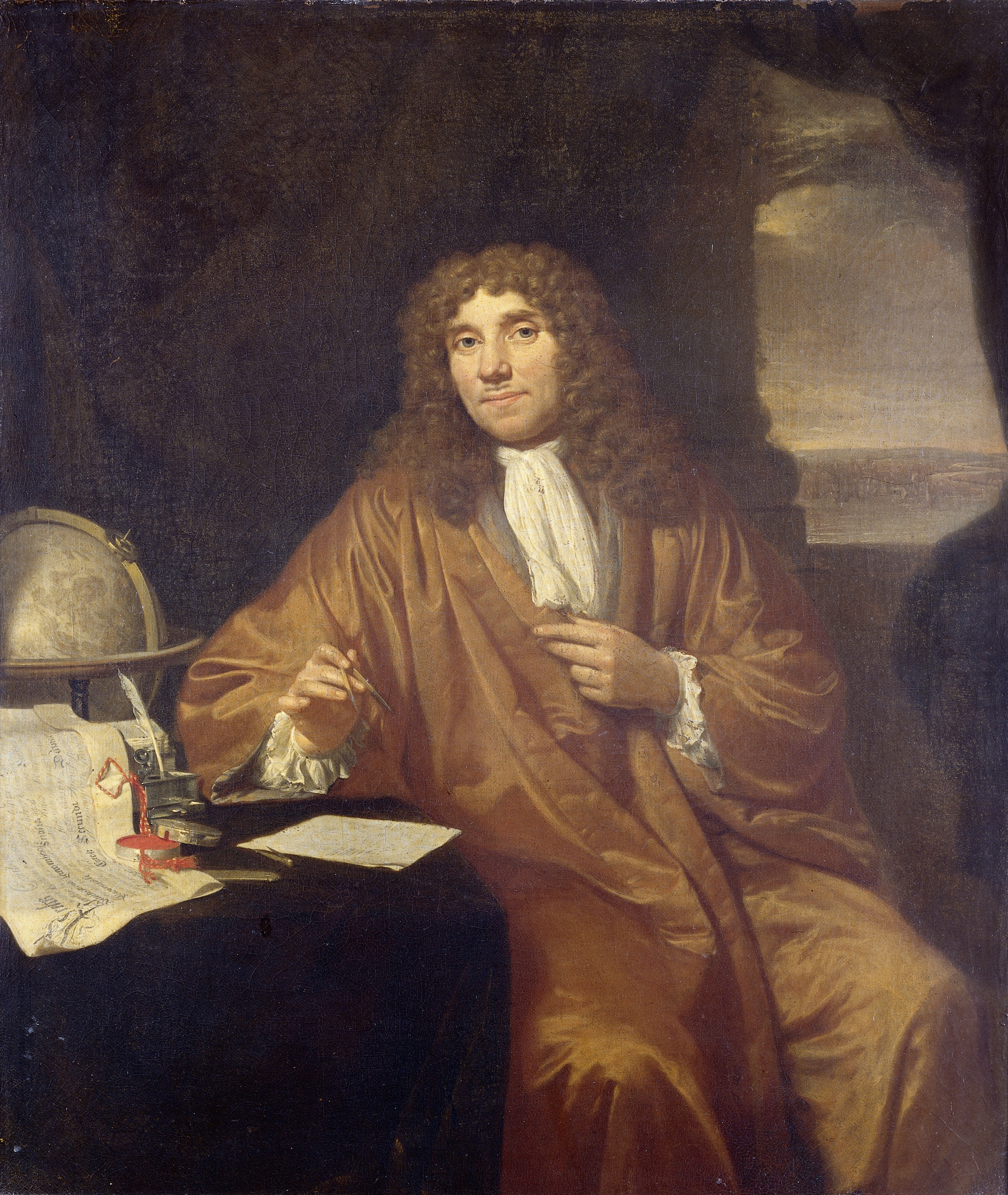
Antoni van Leeuwenhoek, 1686 (gravure d'après Jan Verkolje).

Dans le domaine de l'optique, Antoni van Leeuwenhoek, natif de Delft, est le savant hollandais le plus connu de son temps. Il perfectionna de façon décisive le microscope, en polissant lui-même les lentilles et en obtenant un grossissement de 270 fois. Il fut le premier à étudier méthodiquement le vivant au microscope, décrivant les spermatozoïdes. Avec Jan Swammerdam (1637-1680), l'un des fondateurs de l'entomologie, il donna la première description des globules rouges, acte de naissance de la biologie cellulaire. Il emporta dans la tombe sa connaissance profonde du polissage des verres, si bien qu'il fallut attendre le XIXe siècle pour qu'avec de meilleures lentilles on puisse renouer le fil de ces recherches.
Parmi les célèbres hydrauliciens néerlandais, il y a lieu de mentionner d'abord Simon Stevin, qui démontra l'impossibilité technique du perpetuum mobile et introduisit les nombres décimaux dans l'usage courant, et puis Jan « Leeghwater » natif de De Rijp au milieu des marais, qui développa des méthodes pour l'assèchement des régions marécageuses et pour convertir des estrans en polders avec des moulins qu'il avait améliorés. Il fit de régions inondées des prairies, d'où son surnom de « Leeghwater », qu'on peut traduire par « basses-eaux ». Il est le pionnier des techniques hollandaises d'assèchement et de poldérisation.

### La littérature
Une place à part doit être faite à la littérature dont les grands noms appartenaient à l'élite dirigeante et dont les œuvres, quoique portées aux nues par les contemporains, présentent une originalité limitée. Par leur éducation et leur milieu, les écrivains, formés à l'école humaniste ouverte à tous les grands courants européens, considérés comme les artistes par excellence, subirent les influences de l'étranger : sonnets, alexandrins, élégies, épigrammes furent les productions préférées des cercles où ils aimaient se réunir autour de Roemer Visscher et de ses filles à Amsterdam ou de Pieter Corneliszoon Hooft en son château de Muiden (Muiderkring). Leur principale originalité provenait de leur usage du néerlandais auquel ils voulaient donner, comme un siècle plus tôt les poètes de la Pléiade l'avaient fait pour le français, ses lettres de noblesse. La Renaissance vit naître un humanisme nettement empreint des idées de la Réforme. Selon l'historien E.H. Kossmann, le nationalisme culturel du milieu littéraire passait, comme ailleurs en Europe, par une légitimation que seule pouvait donner l'Antiquité, d'où l'importance de la référence aux anciens Bataves. Dans un tel contexte, loin de viser à la mise en évidence d'une spécificité nationale, comme le fera le XIXe siècle, leur discours est tout entier fondé sur les enseignements de la rhétorique latine et de l'histoire romaine. Ainsi les Nederlandsche histooriën (1642–54) de l'historien P. C. Hooft, qui introduisit la poésie lyrique française et italienne aux Pays-Bas et écrivit en outre des pastorales et des pièces de théâtre, reflètent l'influence profonde des auteurs classiques, notamment Tacite. Ses tragédies classiques respectaient les unités de lieu, de temps et d'action comme Aristote l'avait prescrit.
Deux écrivains, toutefois, firent preuve d'une réelle inventivité : Joost van den Vondel et Gerbrand A. Bredero. Avec ses pièces de théâtre religieuses et patriotiques au lyrisme mystique, « Gijsbrecht van Aemstel » (1637) et « Lucifer » (1654), Joost van den Vondel a su se hisser au rang d'auteur classique. L'auteur de comédies et de poésies lyriques Gerbrand Andriaenszoon Bredero, dont « Le Brabançon espagnol » (De Spaanse Brabander, 1617) offre une saveur unique tant par sa langue imagée que par sa veine burlesque. 

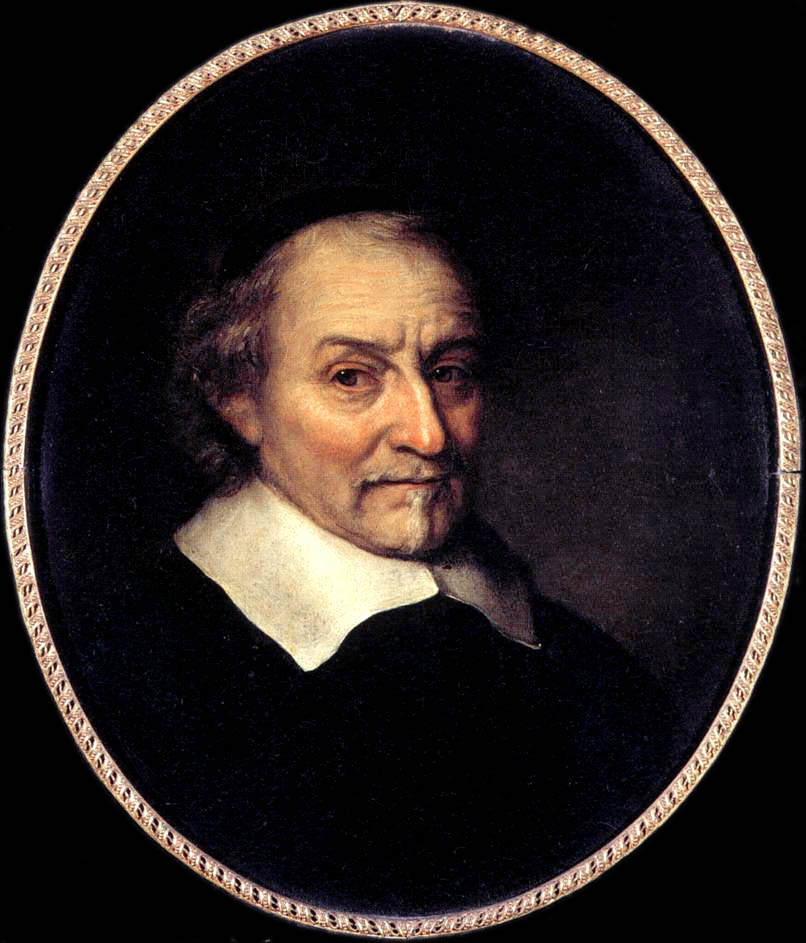
Joost van den Vondel, tableau de Philips de Koninck (1665).

Parmi leurs contemporains, il faut citer Jacob Cats, le diplomate Constantijn Huygens, Justus de Harduwijn (le plus grand poète des Pays-Bas méridionaux de l'époque), le poète d'inspiration religieuse Jacob Revius, dont la Statenbijbel parut en 1637, le poète et dramaturge Willem Godschalck van Focquenbroch (1640–1670), le poète et graveur Jan Luyken (1649–1712), dont les œuvres sont toujours en partie éditées de nos jours, Karel van Mander, auteur entre autres du Schilderboeck, un livre sur la peinture, et l'auteur de comédies Thomas Asselijn (1620–1701).
Il faut aussi compter Grotius, esprit universel, au nombre des grands écrivains néerlandais de l'époque. Son traité De Jure Belli ac Pacis libri tres est sa principale œuvre ; il y justifie la guerre lorsqu'il n'y a plus d'autre moyen de résoudre un conflit, et pose en principe le droit des gens. Dans un autre traité intitulé Mare Liberum, il définit la notion d'eaux internationales, lesquelles ne sauraient appartenir à un pays en particulier. Cette œuvre est le fondement du droit international moderne.
Le chef-d'œuvre du philosophe Spinoza, Ethica, ordine geometrico demonstrata, dans lequel l'auteur unifie grâce au raisonnement mathématique dans un même système la tradition judéo-mystique et une pensée scientifique fondée sur la raison, parut de façon posthume en 1677.
Jusqu'à la fin du XXe siècle, le XVIIe siècle passa pour la période la moins bien répertoriée au plan bibliographique, car d'une part la longueur des titres des livres rendait pénible la recension des ouvrages, et d'autre part le poids de la censure faisait que les publications paraissaient sans les informations qui, traditionnellement, servent de clef au classement (lieu d'édition et surtout année de parution). Mais ces difficultés n'existaient pas pour les publications des Pays-Bas : ce pays était le moins touché par la censure, les auteurs étaient libres de s'exprimer et les éditeurs pouvaient s'exonérer de truquer les informations bibliographiques. C'est ainsi que plusieurs auteurs non-néerlandais échappèrent à l'anonymat.

### Imprimerie

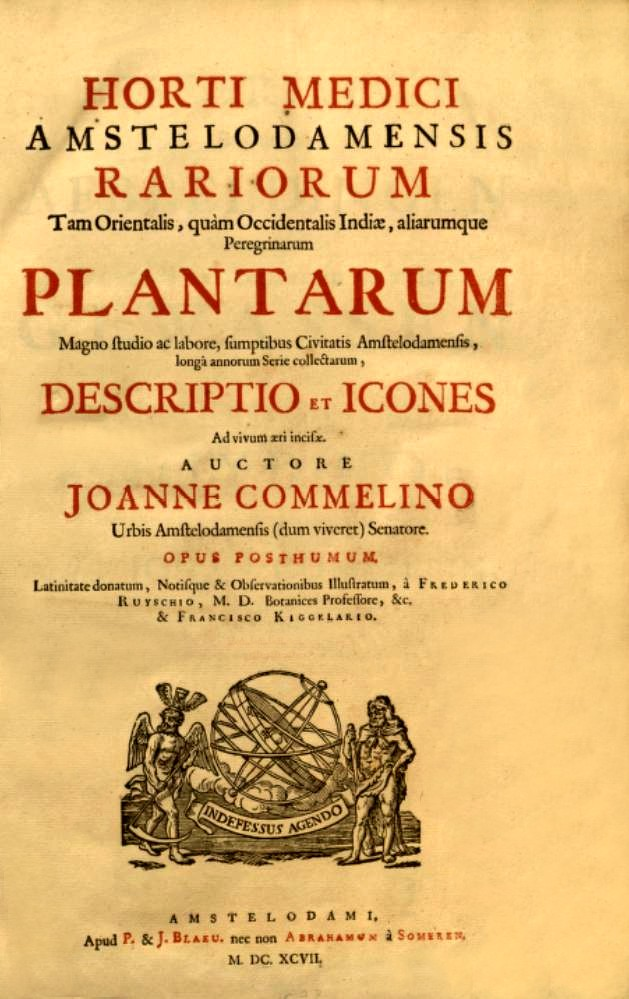
Un ouvrage scientifique : « Horti Medici Amstelodamensis Rariorum » de Comelin (1697).

L'imprimerie et l'édition connurent eux aussi leur âge d'or. La position dominante qu'y détenaient déjà les Pays-Bas au XVIe siècle leur fut conservée tout au long du XVIIe siècle. Avec la guerre civile, le centre de gravité de l'édition se déplaça simplement d'Anvers à Leyde et Amsterdam. Ainsi, c'est à Leyde que parurent les dernières œuvres de Galilée, de sorte qu'inévitablement plusieurs auteurs ne se bornèrent plus à y faire imprimer leurs œuvres, mais vinrent même tout simplement s'y établir afin de poursuivre leurs activités littéraires. Mais parallèlement, l'extrême exigence de qualité typographique d'un Christophe Plantin, dont les ateliers anversois passaient pour la huitième merveille du monde aux yeux des érudits du monde entier, ne put se maintenir. La production (de par la pénurie de matières premières due à la guerre et le volume toujours croissant de la demande) évolua plutôt dans le sens d'une baisse très nette de la qualité du papier, des encres et de la reliure ; c'est aussi l'époque où apparurent sur le marché les « livres à dos collé ».
C'est également au cours des troubles du XVIe siècle que l'imprimeur Plantin (pour se dérober à l'immixtion pesante de la censure politique et religieuse dans ses tâches d’éditeur) déménagea d’Anvers et s’établit à Leyde. En l’espace de deux ans, il avait remis sur pied un atelier complet, dont il confia la direction (en raison de son âge déjà avancé) à son gendre Franciscus Raphelingus. Ce dernier s’avéra moins doué pour les affaires et perdit en 1620 le privilège d’imprimeur académique au profit d’Isaac Elzevir. Louis Elzevir, comme Plantin, avait en effet fui lui aussi Anvers mais, ne disposant pas du capital suffisant pour reconstruire une imprimerie, il ouvrit une librairie et cultiva ses relations avec l’université de Leyde, ce dont ses héritiers purent bénéficier. Ses fils Mathijs et Bonaventura devinrent libraires à leur tour, Louis le Jeune reprit la filiale de La Haye et Joost celle d’Utrecht. Quelques années plus tard, son neveu Isaac Elzevir (1596–1651), qui avait contracté un riche mariage, ouvrit une imprimerie universitaire à Leyde. Cet atelier qui connut un succès très rapide périclita au XVIIIe siècle, cependant que les autres branches de la famille à La Haye et Utrecht montèrent des imprimeries dont le nom a été conservé jusqu'à nos jours.
Les Elzévirs, qui n'étaient pas des imprimeurs érudits comme pouvaient l'être Alde l'Ancien ou Robert Estienne, faisaient fond sur leurs nombreuses accointances avec les lettrés de leur époque. Ainsi, tous ceux qui « comptaient » dans la République des Lettres faisaient imprimer leurs livres chez eux : Francis Bacon, les frères Pierre et Thomas Corneille, Comenius, Descartes, Thomas Hobbes, Hugo Grotius, John Milton, François de La Rochefoucauld, pour ne citer que quelques noms, sans oublier Molière, dont les Elzévir publièrent 24 pièces de théâtre et deux éditions des œuvres complètes.
Le domaine de la cartographie était dominé par d'autres noms. Les cartes de Mercator, publiées par Jodocus Hondius, inaugurèrent l'apogée de la cartographie néerlandaise, dont Amsterdam devint la capitale, et où l'éminent géographe Willem Janszoon Blaeu s'était établi.

### La peinture
La peinture atteignit au XVIIe siècle une telle perfection aux Pays-Bas qu'on la confond pratiquement avec le Siècle d'or.
La production artistique était déjà considérable au XVIe siècle. Dans la seule ville d'Anvers on comptait en 1560 plus de 300 maîtres de la peinture et des arts graphiques, alors qu'il n'y avait que 169 boulangers et 78 bouchers. Dans ce pays densément peuplé, plusieurs centres de production artistique étaient apparus en peu de temps et sur une faible étendue – outre Amsterdam citons entre autres Haarlem, Delft, Utrecht, Leyde, La Haye et Deventer. Bientôt la vente de peinture et de gravures entrèrent en compétition, faisant des Pays-Bas un gigantesque atelier graphique. Chaque année, 70 000 nouveaux tableaux arrivaient sur le marché, 650 à 700 peintres néerlandais, plus ou moins célèbres, ainsi que leurs élèves, peignant en moyenne et quasiment en série 94 toiles par an. Certains historiens, comme Michael North, estiment que plusieurs millions de tableaux ont ainsi été peints, dont il ne subsisterait aujourd'hui qu'à peu près 10 %. Ce qui est établi, c'est que statistiquement il y avait aux Pays-Bas en moyenne cinq tableaux pour deux habitants. Selon North, « En 1643, un teinturier de Leyde possédait 64 tableaux, et dans les années 1670, deux autres teinturiers se targuaient de posséder, l'un 96 tableaux, l'autre 103 ».
Les thèmes picturaux religieux traditionnels étaient délaissés depuis la Réforme en tant que « catholiques » (cf. Iconoclasme) ; les bourgeois protestants voulaient immortaliser leur piété, leur mode de vie, les thèmes qui leur étaient chers et leurs propres difficultés (c'est-à-dire avant tout se représenter eux-mêmes dans leur cadre professionnel et intime, si possible en tant que figures exemplaires). Cette demande suscita un syncrétisme particulier et fit émerger de nouveaux thèmes picturaux. Il s'agit d'abord de portraits, individuels ou de groupe, où sont représentés la famille, les parents, les membres d'associations, les assemblées délibératives ; ou bien des festivités et des cérémonies ; les natures mortes fournissent des aperçus de la vie quotidienne de la bourgeoisie dans des intérieurs de parvenus, où l'on célèbre les plaisirs des sens, derrière la façade étroite et d'un classicisme sévère des maisons.

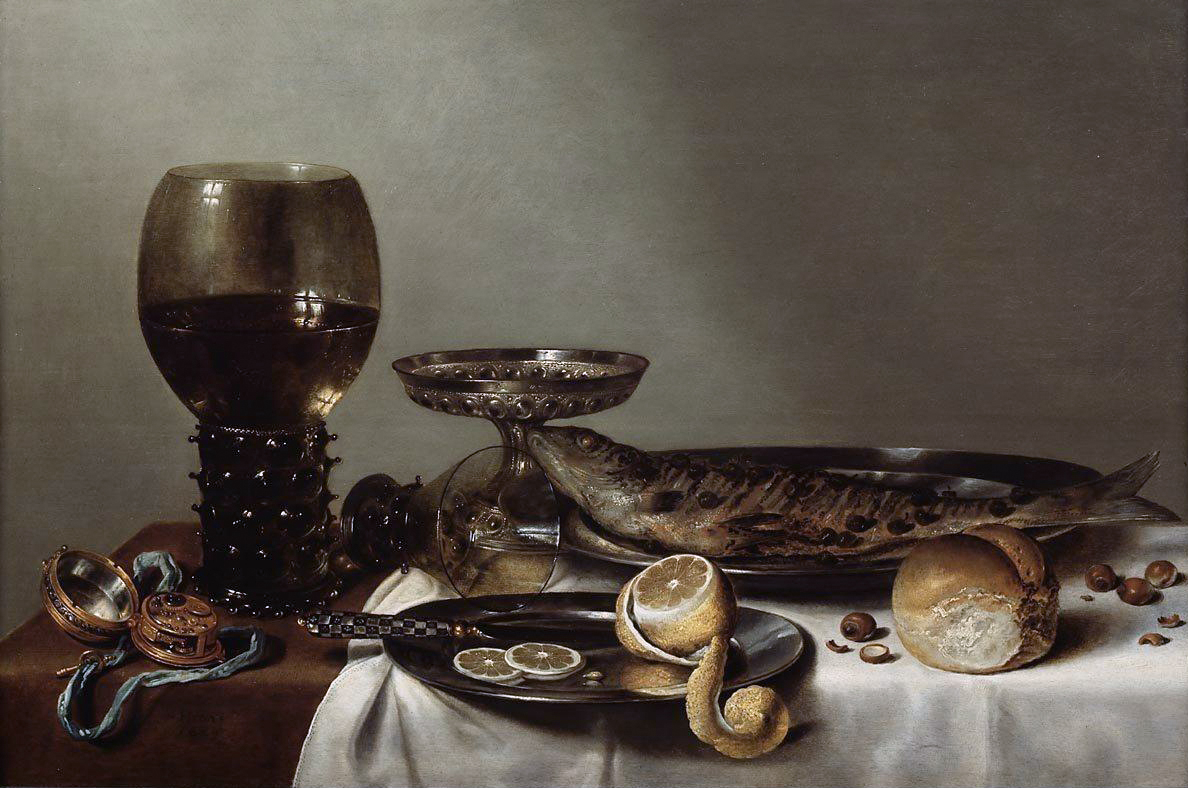
Nature morte de Willem Claeszoon Heda.
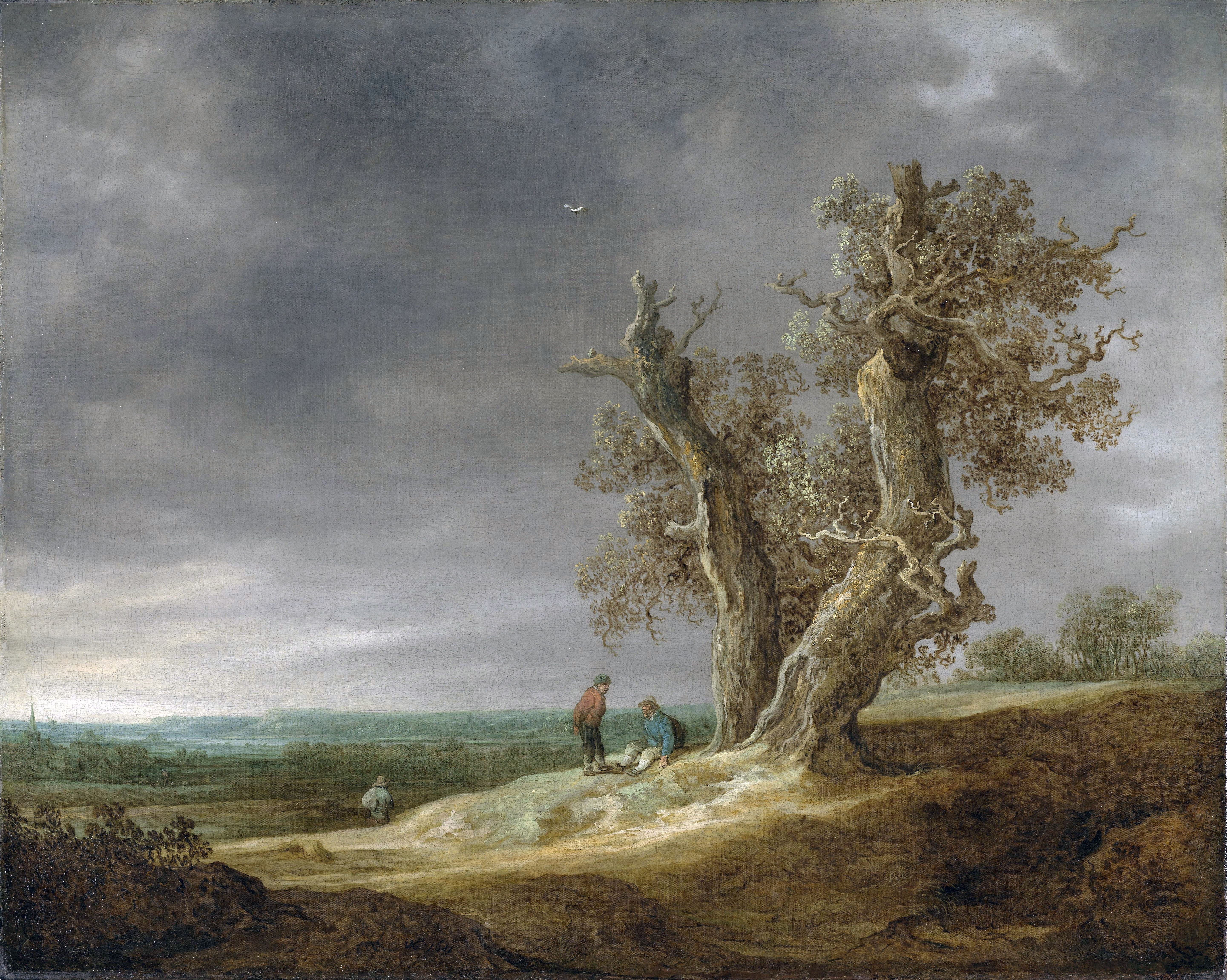
Paysage de Jan van Goyen.
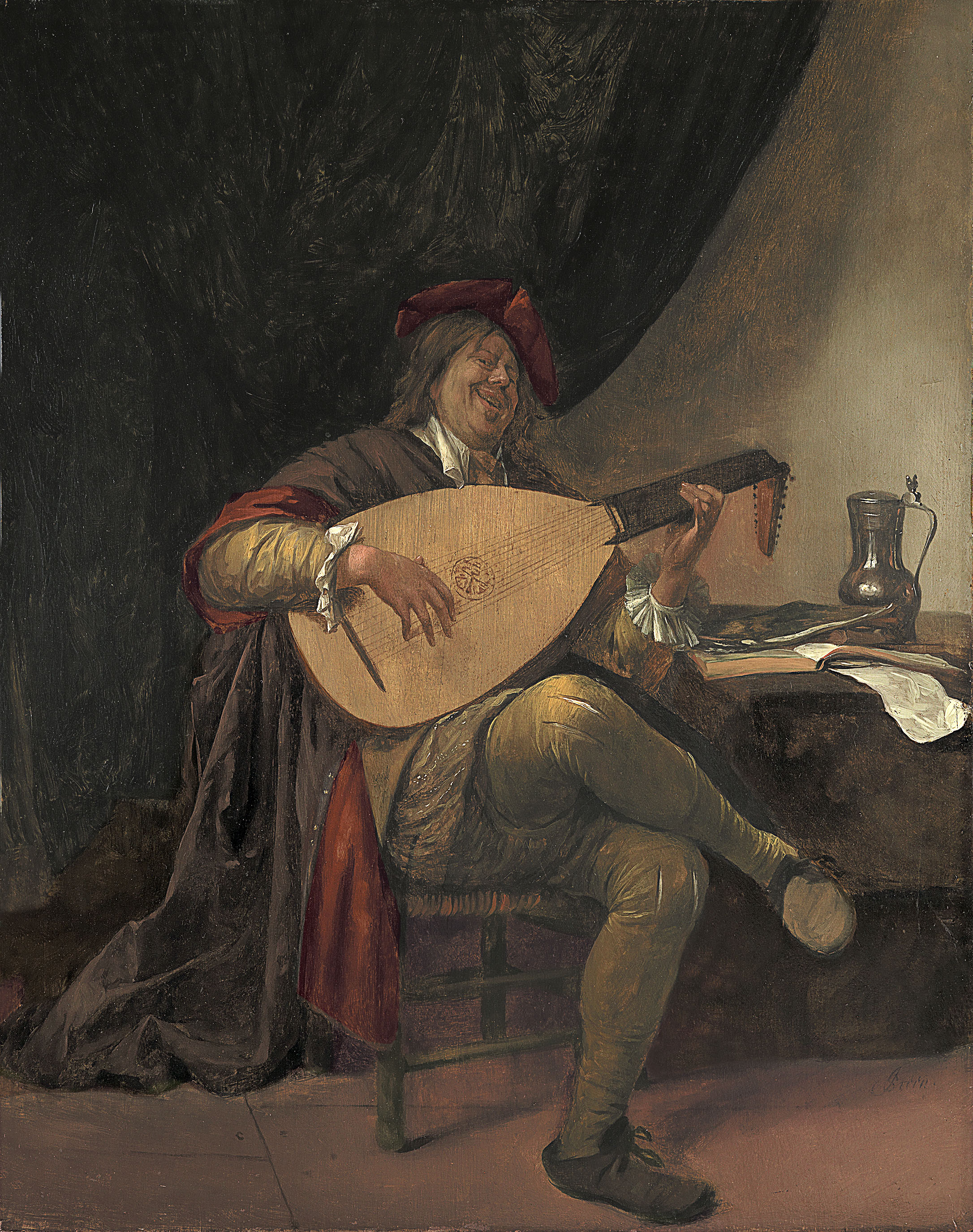
Satire paysanne de Jan Steen.
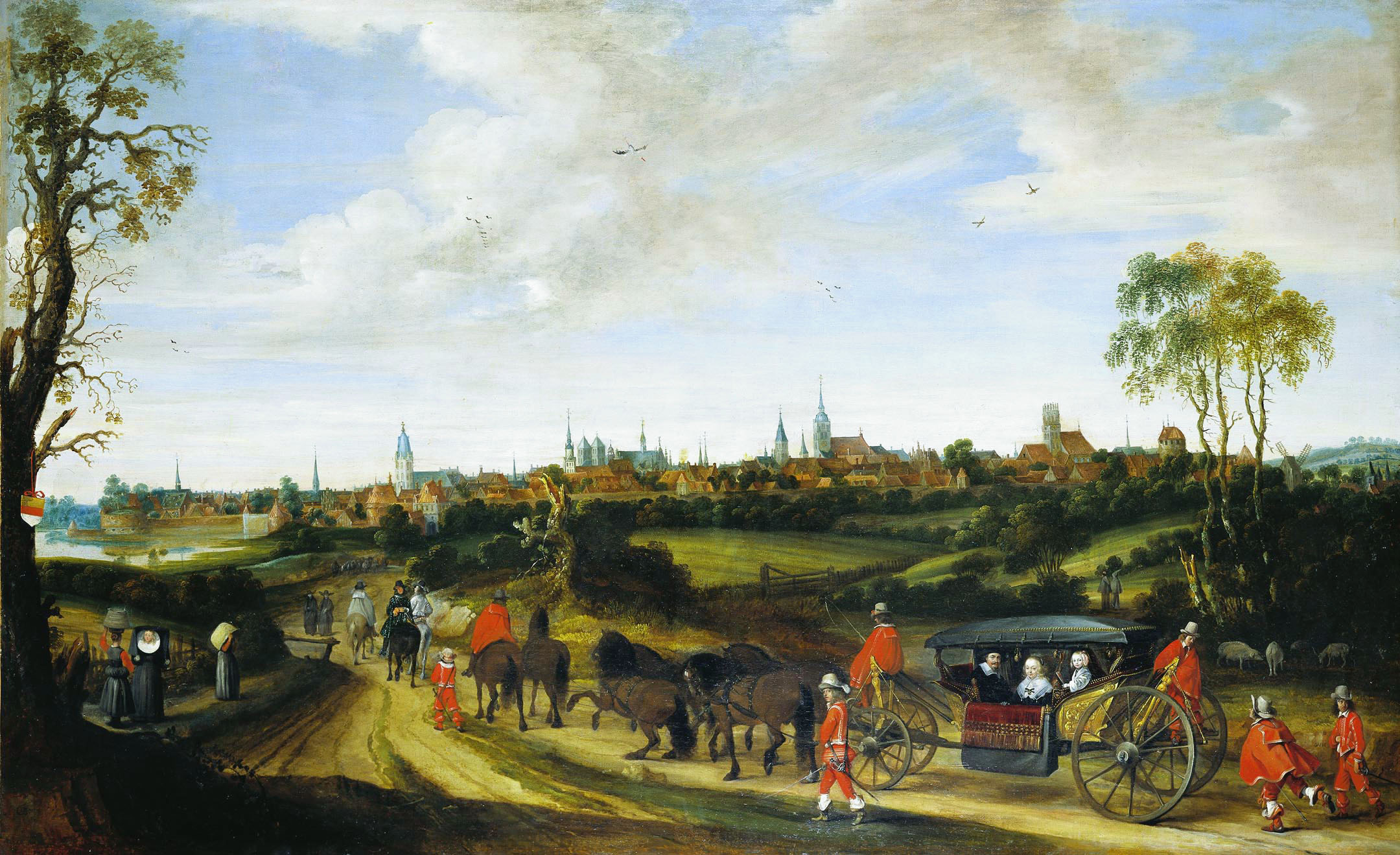
Tableau de genre de Gerard ter Borch.
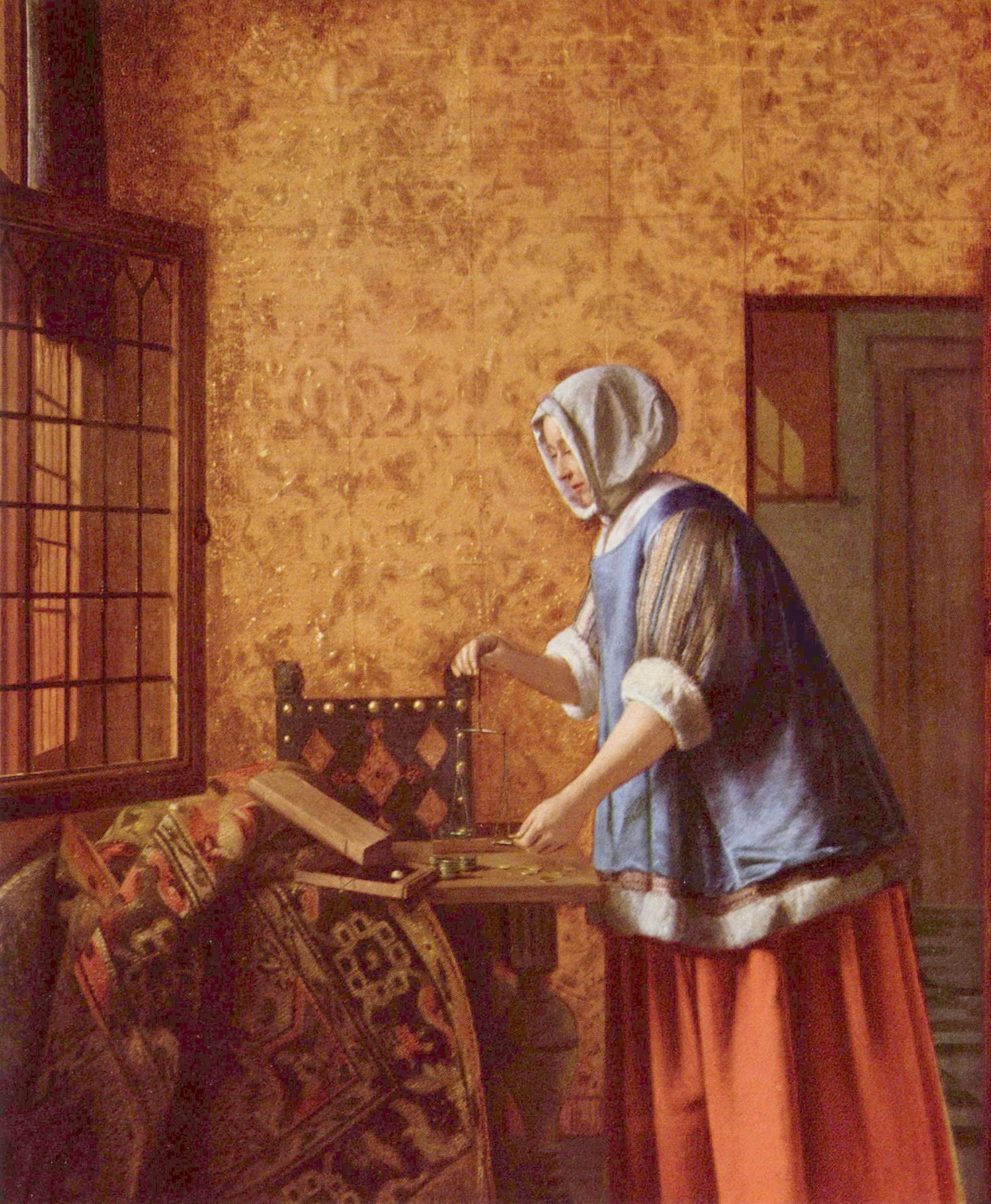
Tableau de genre de Peter de Hooch.
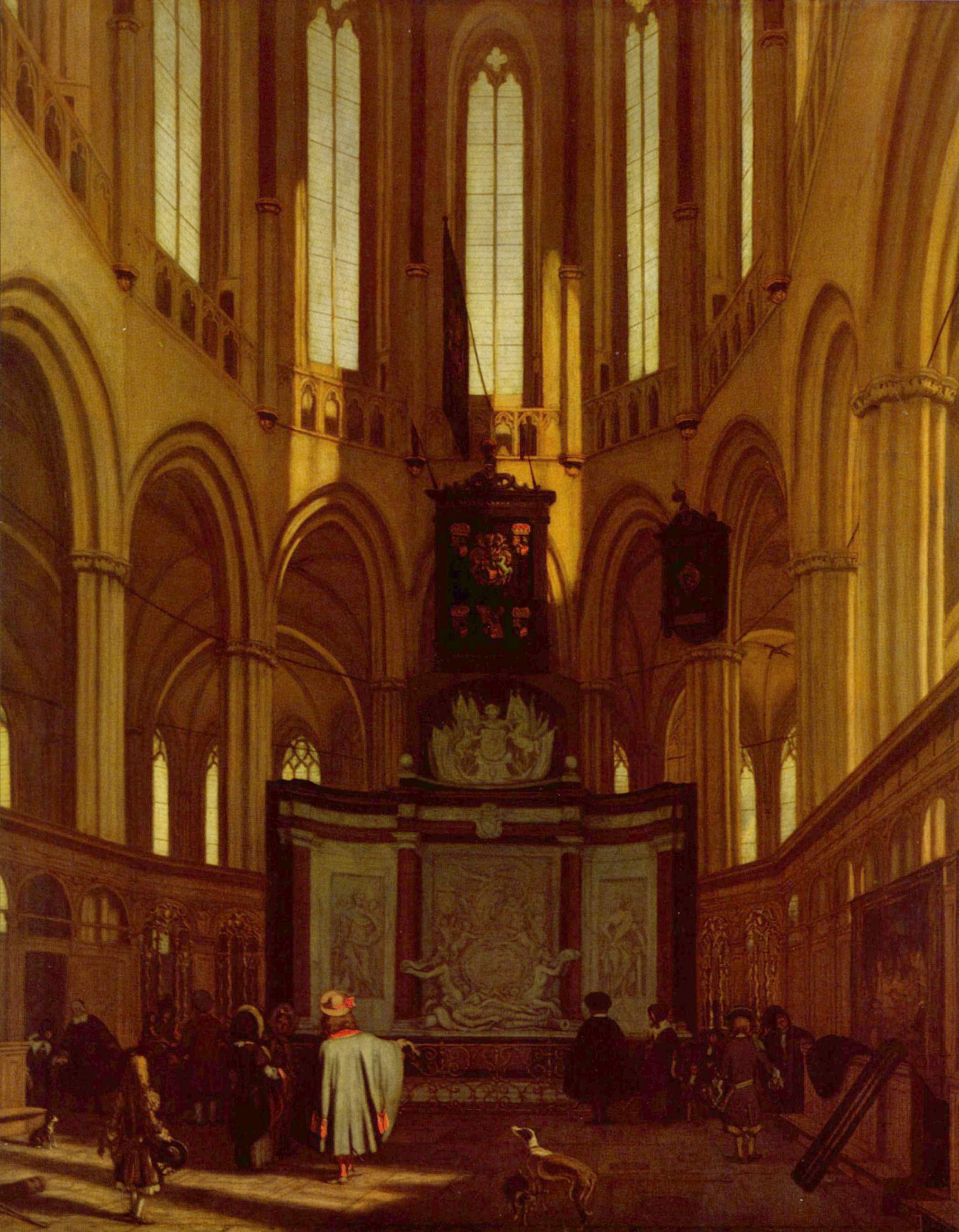
Peinture d'architecture d'Emanuel de Witt.
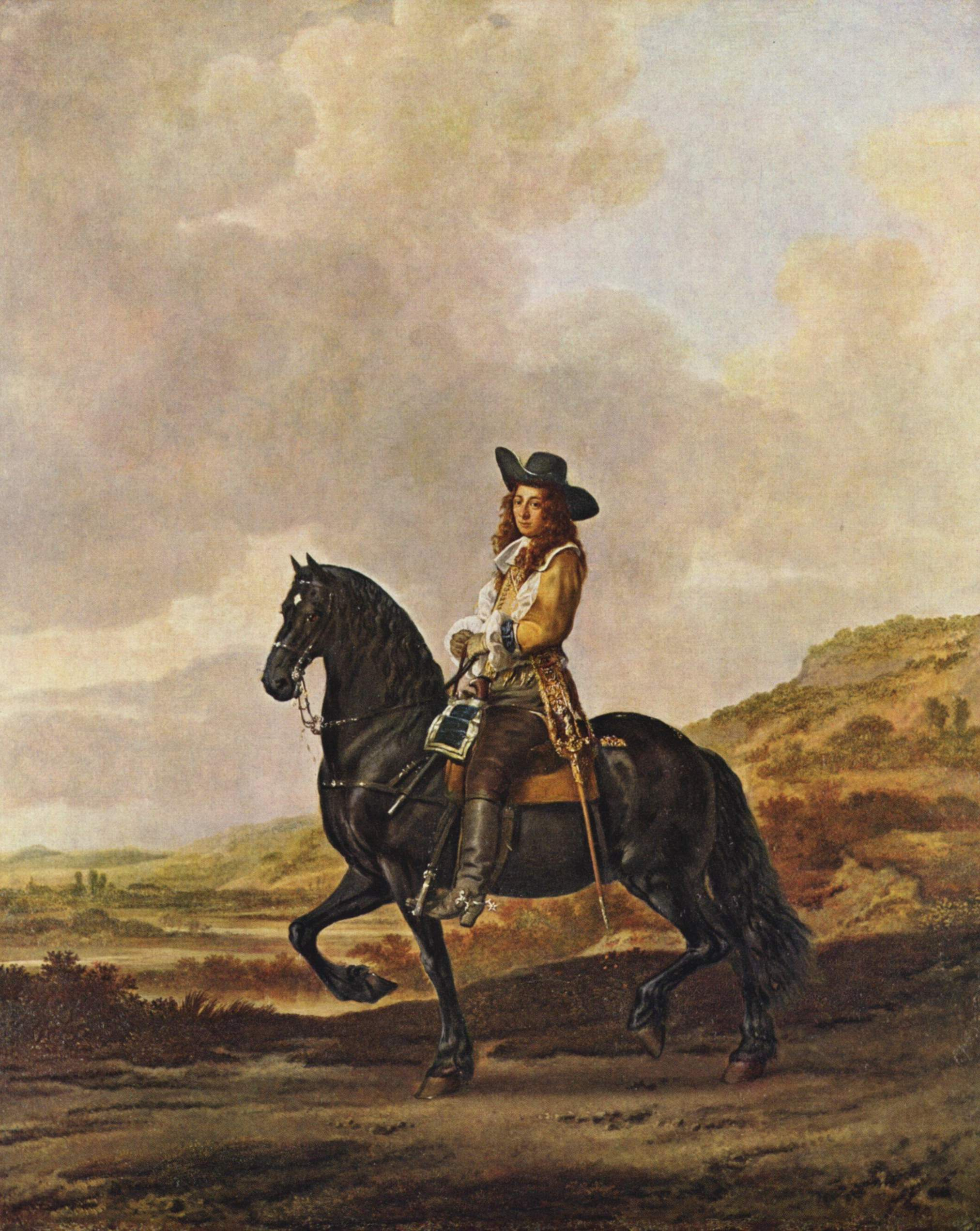
Portrait de Thomas de Keyser.
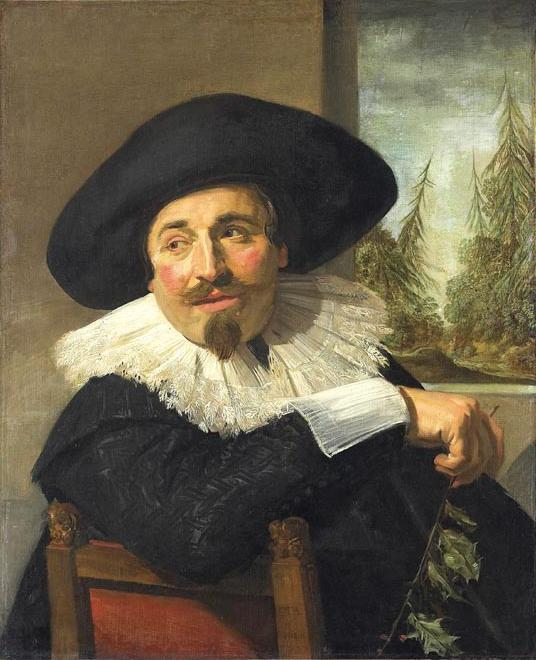
Portrait de Frans Hals.

La spécialisation des peintres fut bientôt portée à un degré inédit. Willem Claeszoon Heda et Willem Kalf ne peignaient que des natures mortes. Ils avaient réduit leurs Ontbijtjes, natures mortes « de petit déjeuner », à un nombre fixe d'objets, dont ils variaient à l'infini la composition par des modifications de détail. Jan van Goyen, Jacob van Ruisdael et Meindert Hobbema pratiquaient la peinture de paysage ; Jan Steen, Adriaen van Ostade et Adriaen Brouwer la satire villageoise, Gerard Terborch et Pieter de Hooch la comédie de mœurs (une variante de la « scène de genre», dont les fêtes paysannes forment la trame), Pieter Jansz Saenredam et Emanuel de Witte la peinture de monuments, Thomas de Keyser et Frans Hals le portrait.
Willem van de Velde s'était spécialisé dans les marines, Paulus Potter peignit d'abord des animaux, avant de se limiter aux seuls veaux... Philips Wouwerman ne peignait, quant à lui, que des chevaux, le plus souvent des pommelés, Melchior d'Hondecoeter se limitait presque exclusivement aux oiseaux, Jan van Huysum aux fleurs et Abraham van Beijeren aux fruits de mer (huîtres, homards et coquillages), tandis que Pieter Claesz est l'auteur du célèbre « nautile d'argent ».

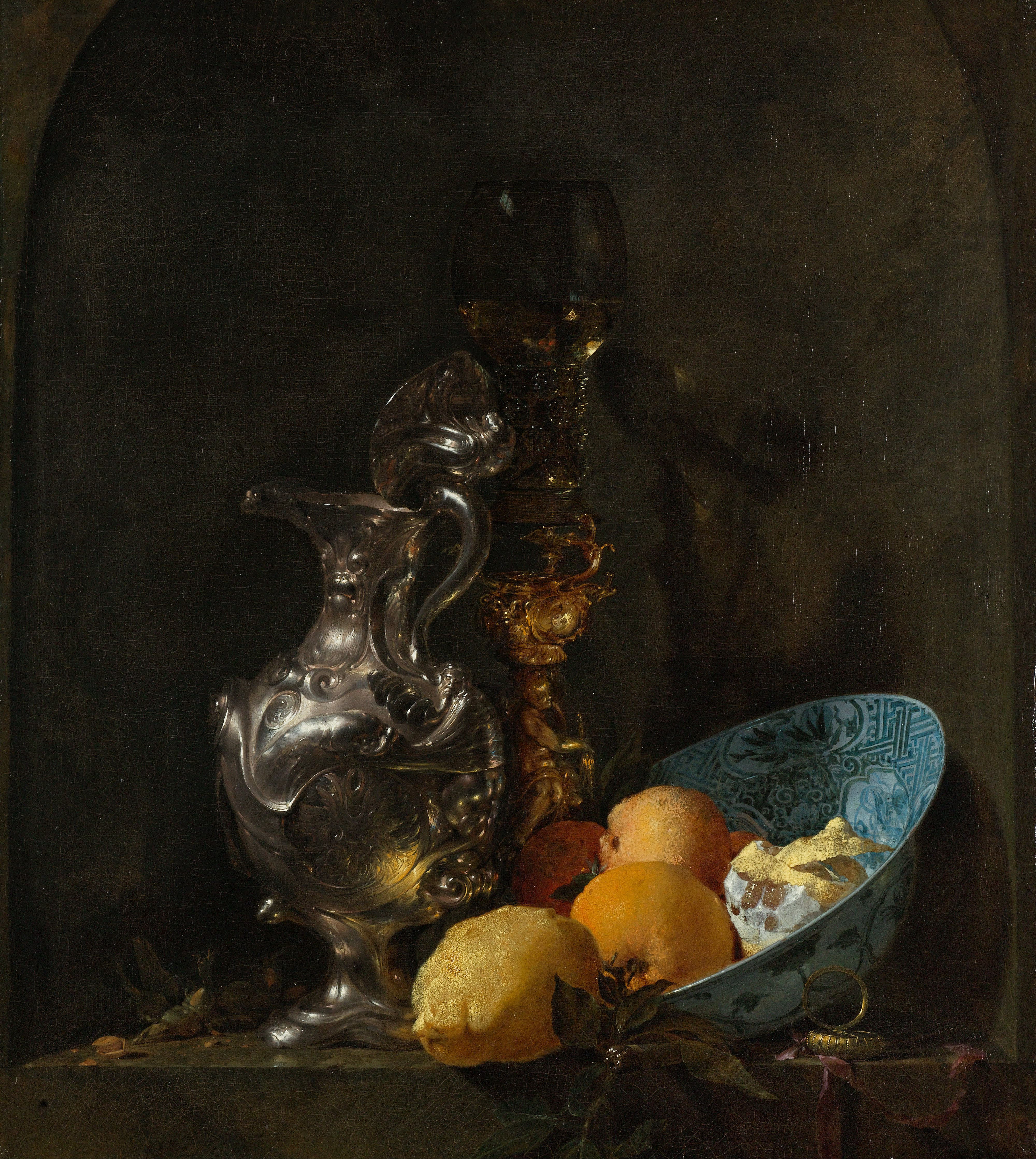
Fruits de Willem Kalf.
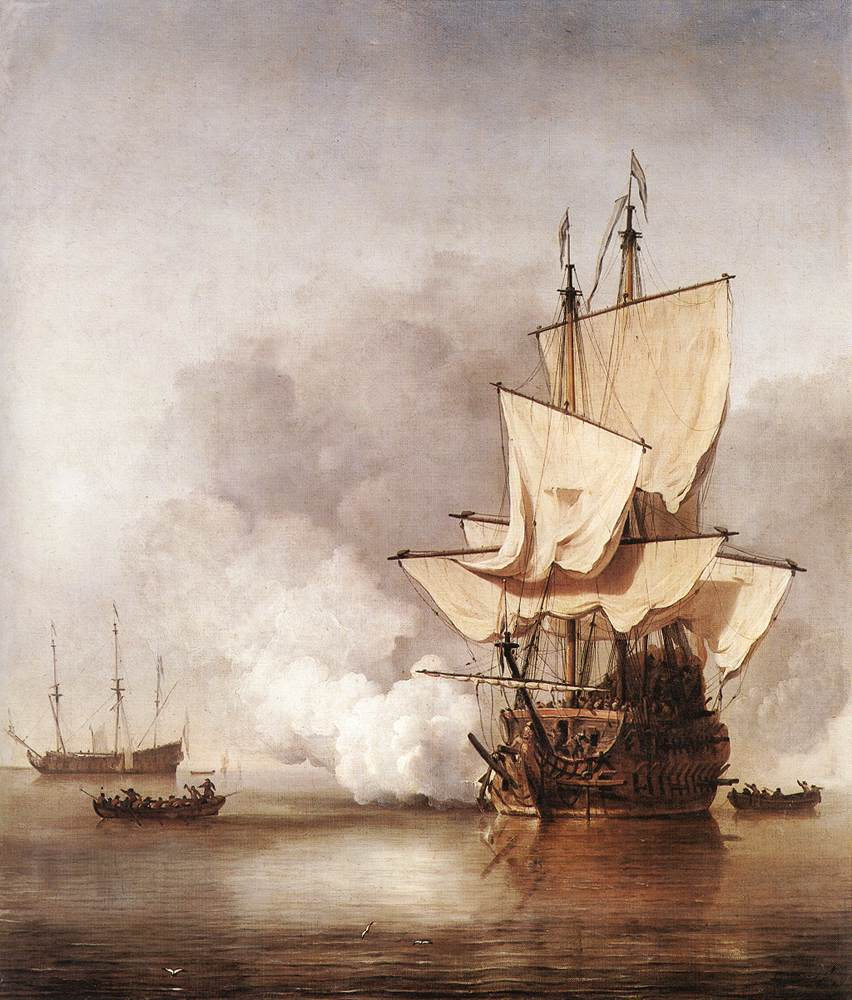
Le Coup de canon, une marine de Willem van de Velde.
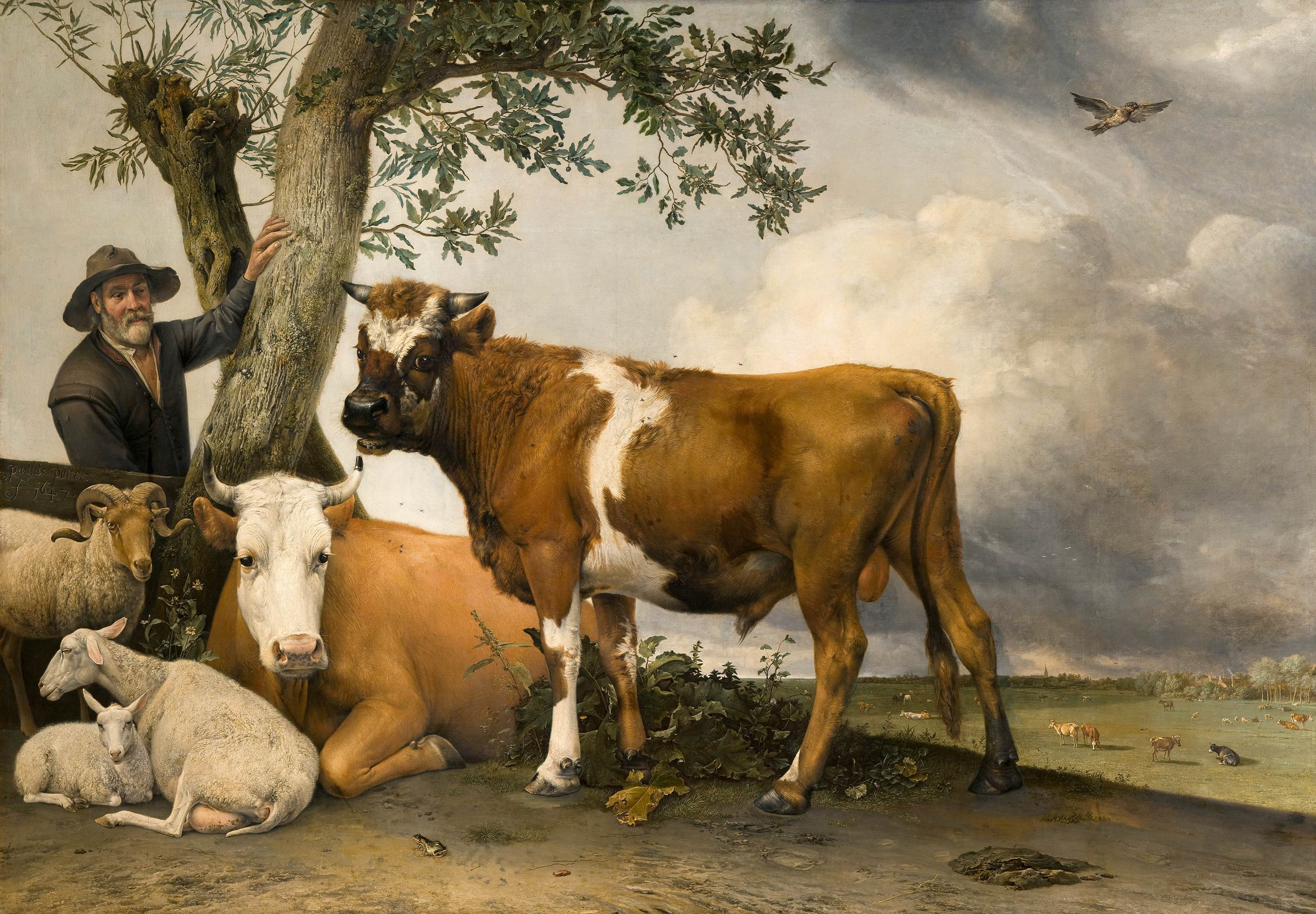
Le Taureau de Paulus Potter.
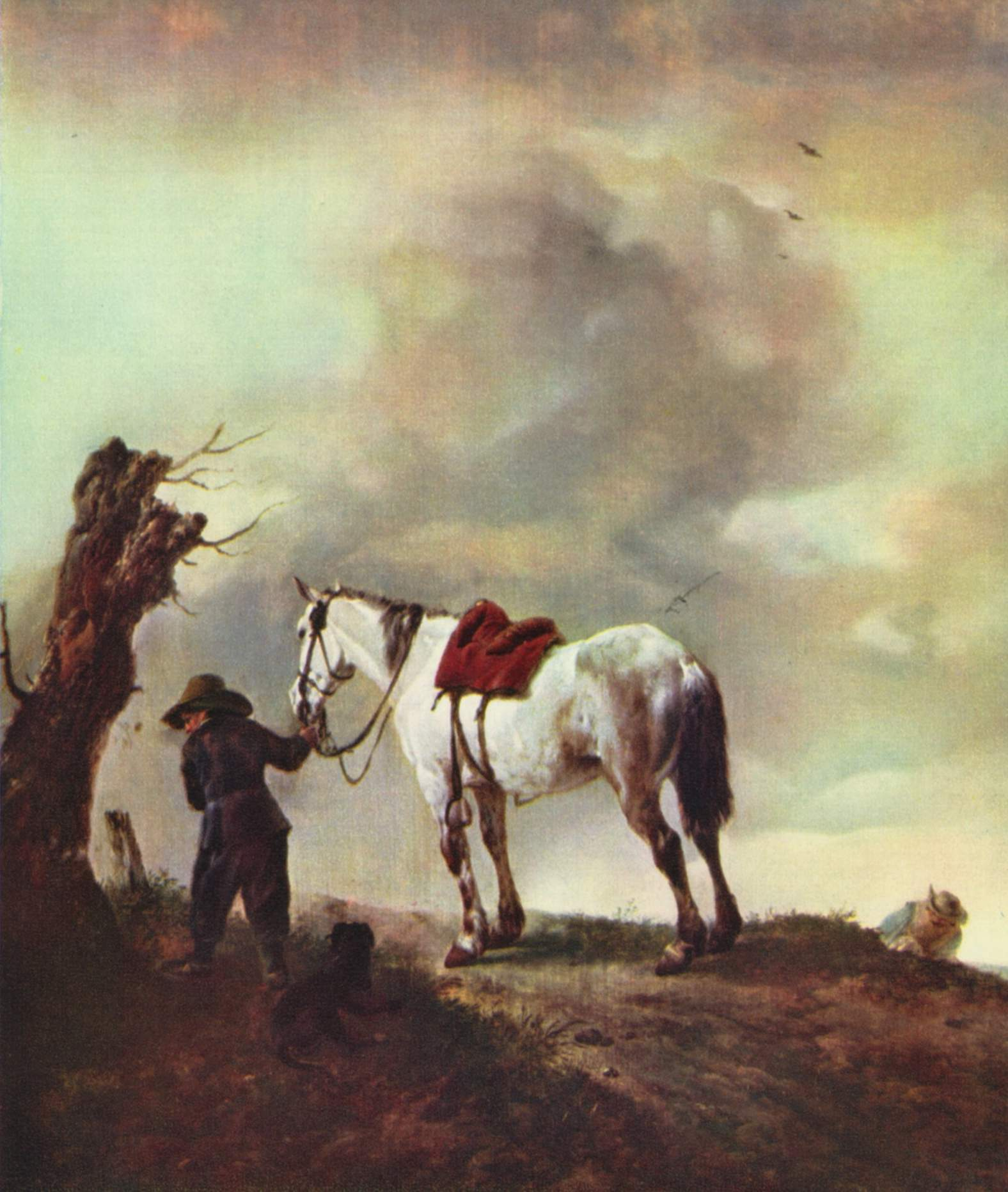
Le Pommelé de Philips Wouwerman.
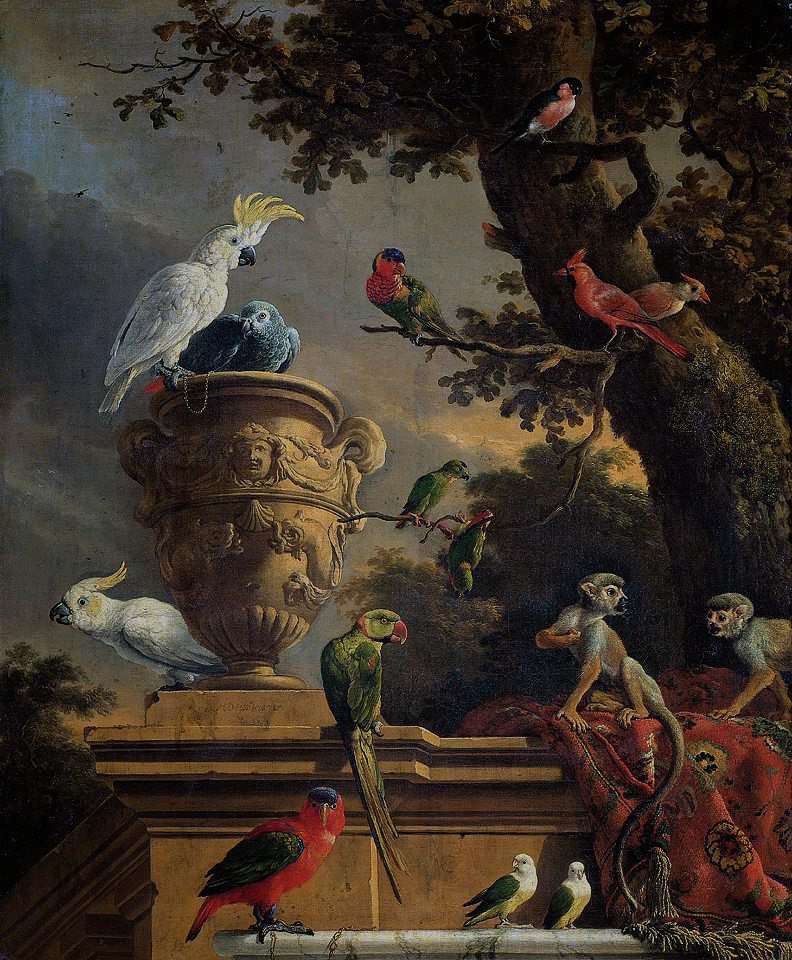
La Volaille de Melchior d'Hondecoeter.
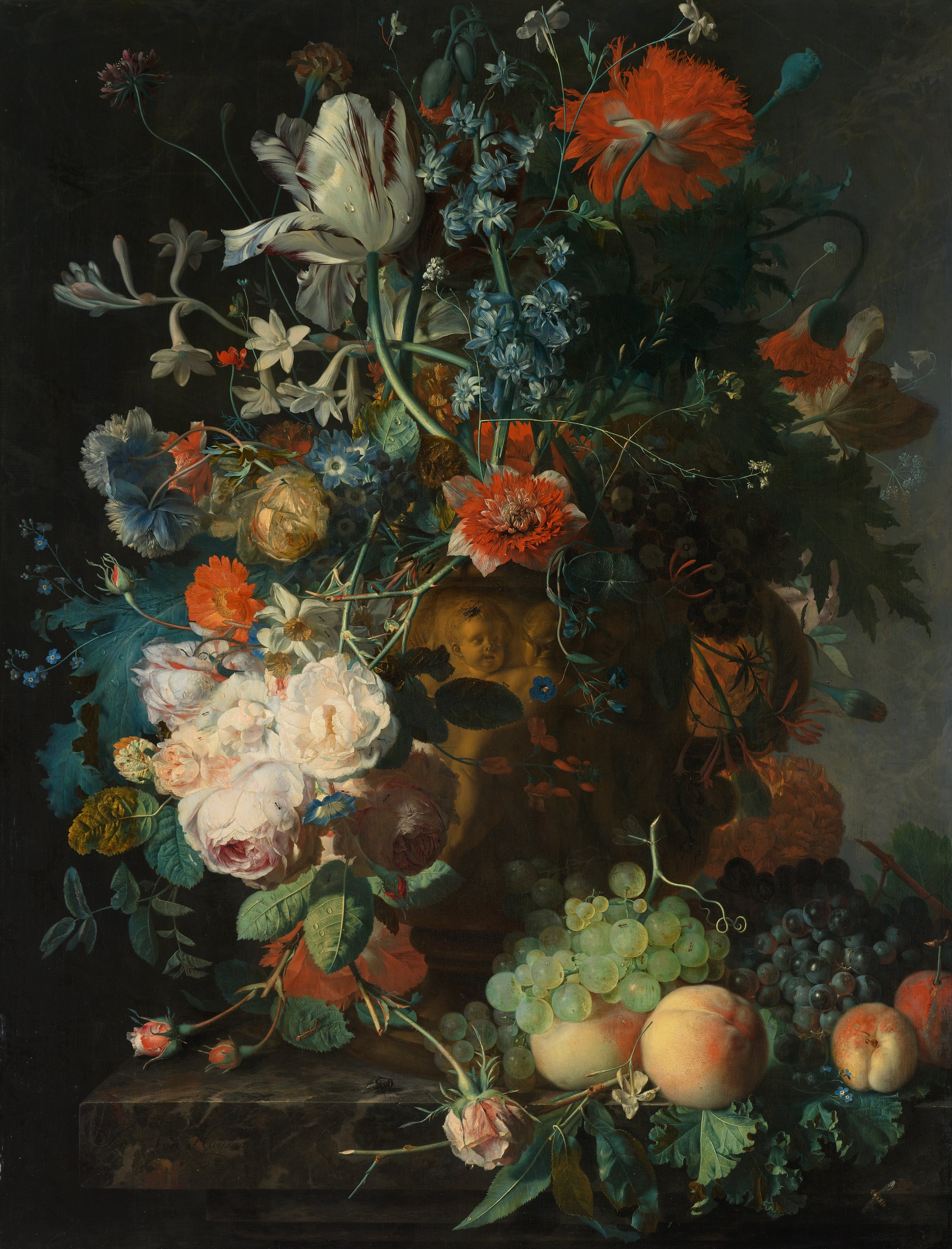
Nature morte avec fleurs et fruits de Jan van Huysum.
Fruits de mer d'Abraham van Beijeren.
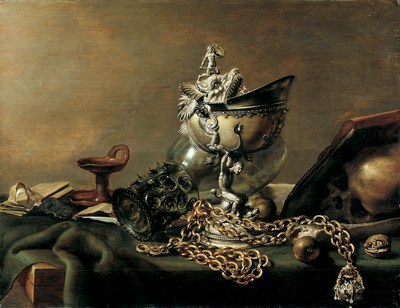
Le Nautile d'argent de Pieter Claesz.

Le prix des tableaux, qu'on vendait le plus souvent à la criée dans la rue ou lors des foires annuelles, était généralement très bas, et avec la demande croissante, qui provoqua une explosion de la production artistique, la condition de peintre s'améliorait régulièrement. Mais l'émergence d'une pléthore d'artistes au sein d'une véritable industrie picturale entraîna la naissance d'un prolétariat artistique. Si quelques peintres appréciés pouvaient subvenir à leurs besoins par des activités annexes, les moins connus ne pouvaient vivre que de la peinture. Jan Steen tenait une auberge, Jacob van Ruisdael était médecin, Jan van Goyen faisait le commerce de tulipes, Meindert Hobbema était percepteur, la famille van de Velde tenait une lingerie. Plusieurs artistes exerçaient aussi en tant que décorateurs ou scénographes lorsque les commandes de tableaux faisaient défaut. Quoi qu'il en soit, ces deux groupes de producteurs, décorateurs ou peintres de toiles, appartinrent longtemps à la même guilde.
Des individualités comme Rembrandt ou Vermeer ne sont en aucun cas représentatifs de leur époque, et leur génie fut à peine reconnu de leur vivant. À la différence de leurs contemporains hyperspécialisés, ils s'approprièrent différents genres et ont ainsi laissé une œuvre variée.

Chefs d'œuvre de Rembrandt
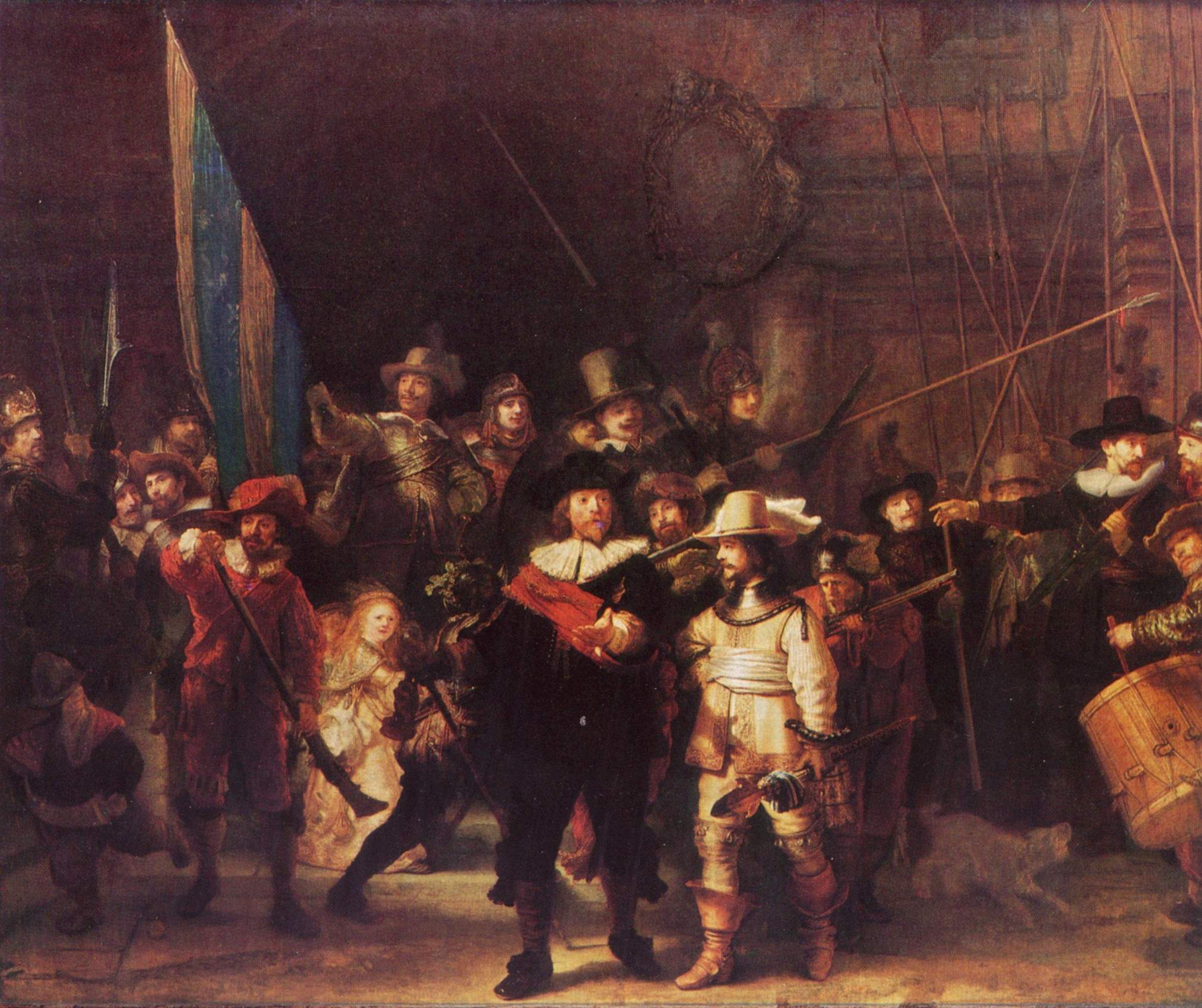
La Ronde de Nuit.
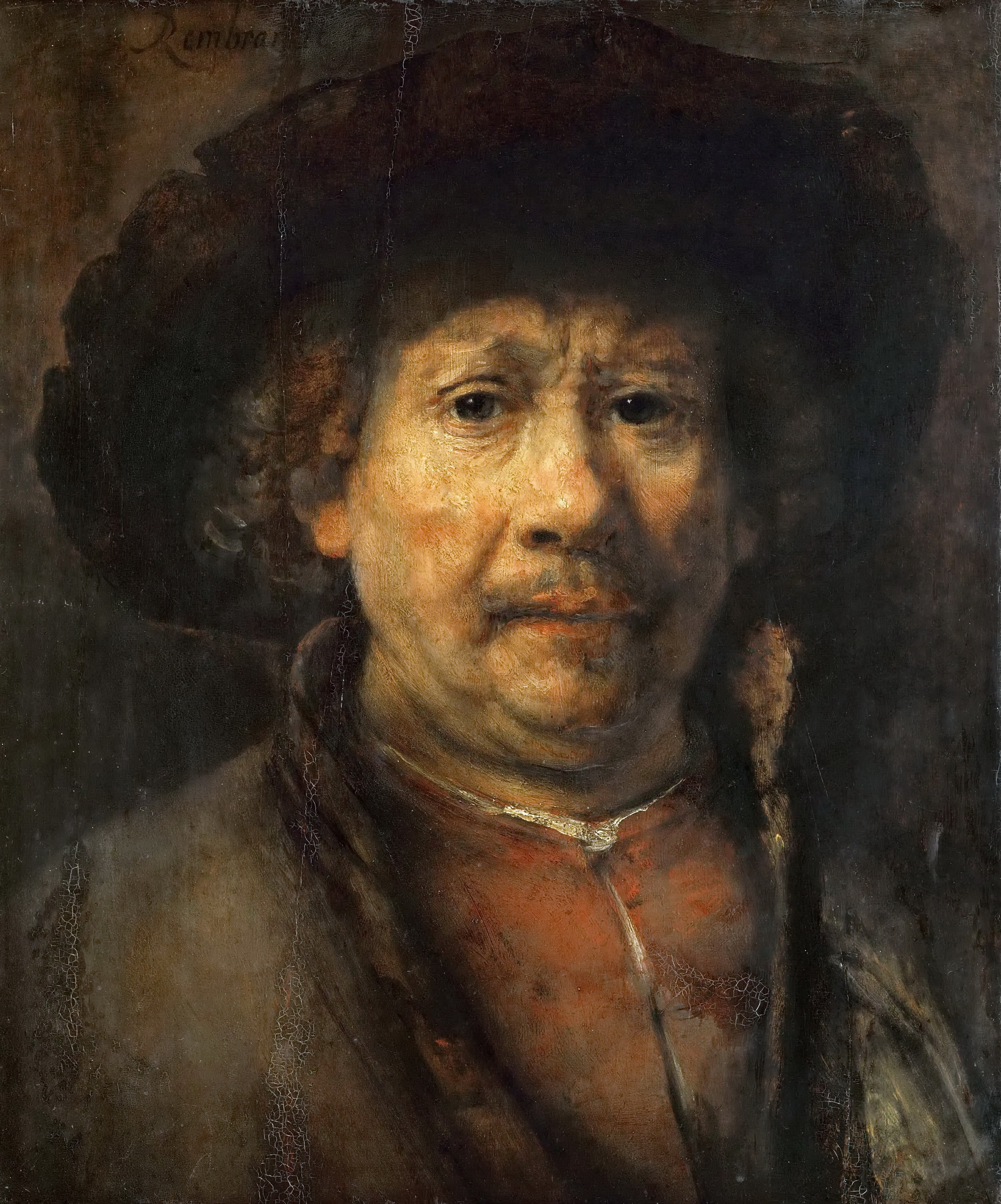
Autoportrait.
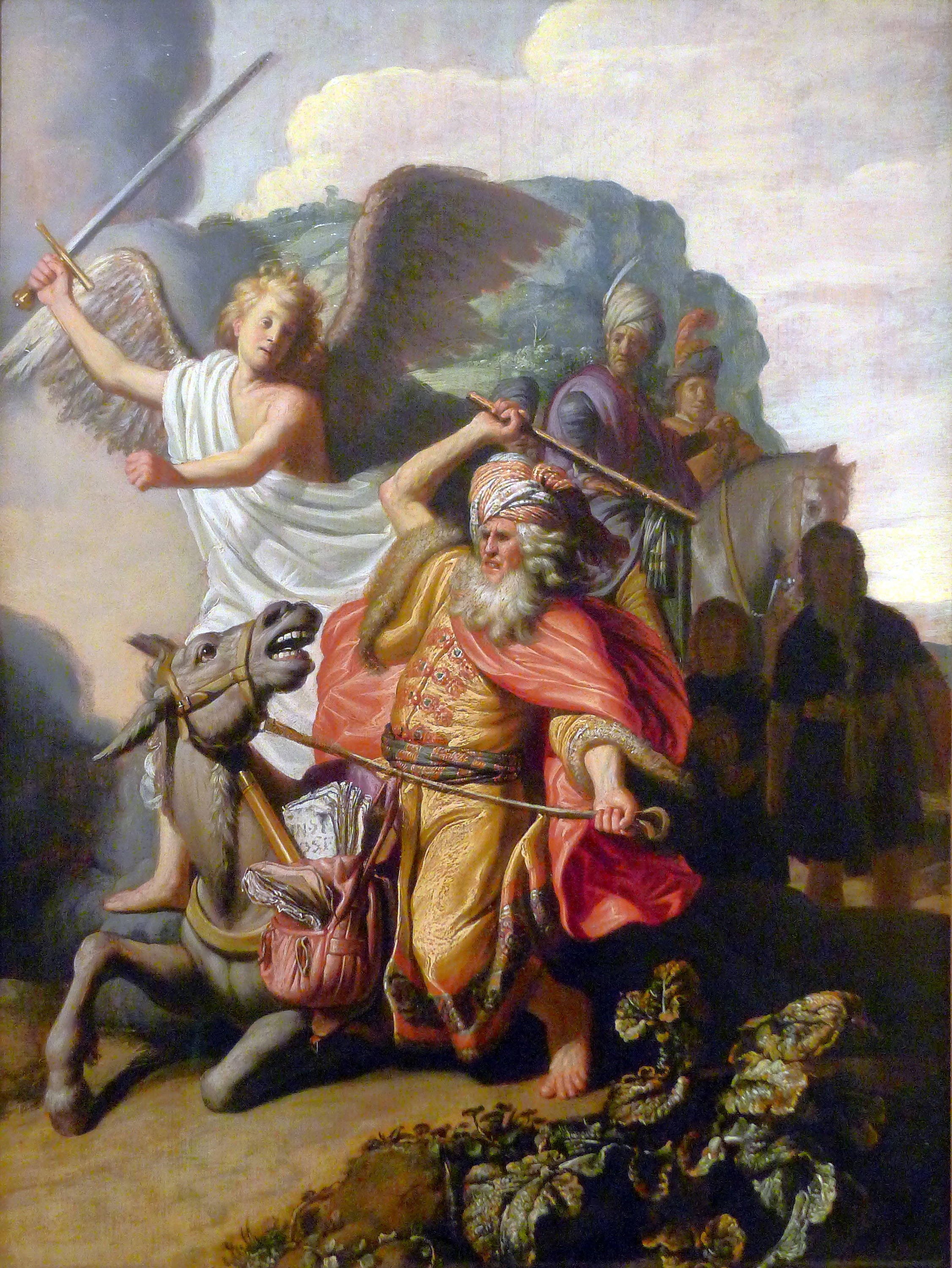
L'Âne de Balaam.
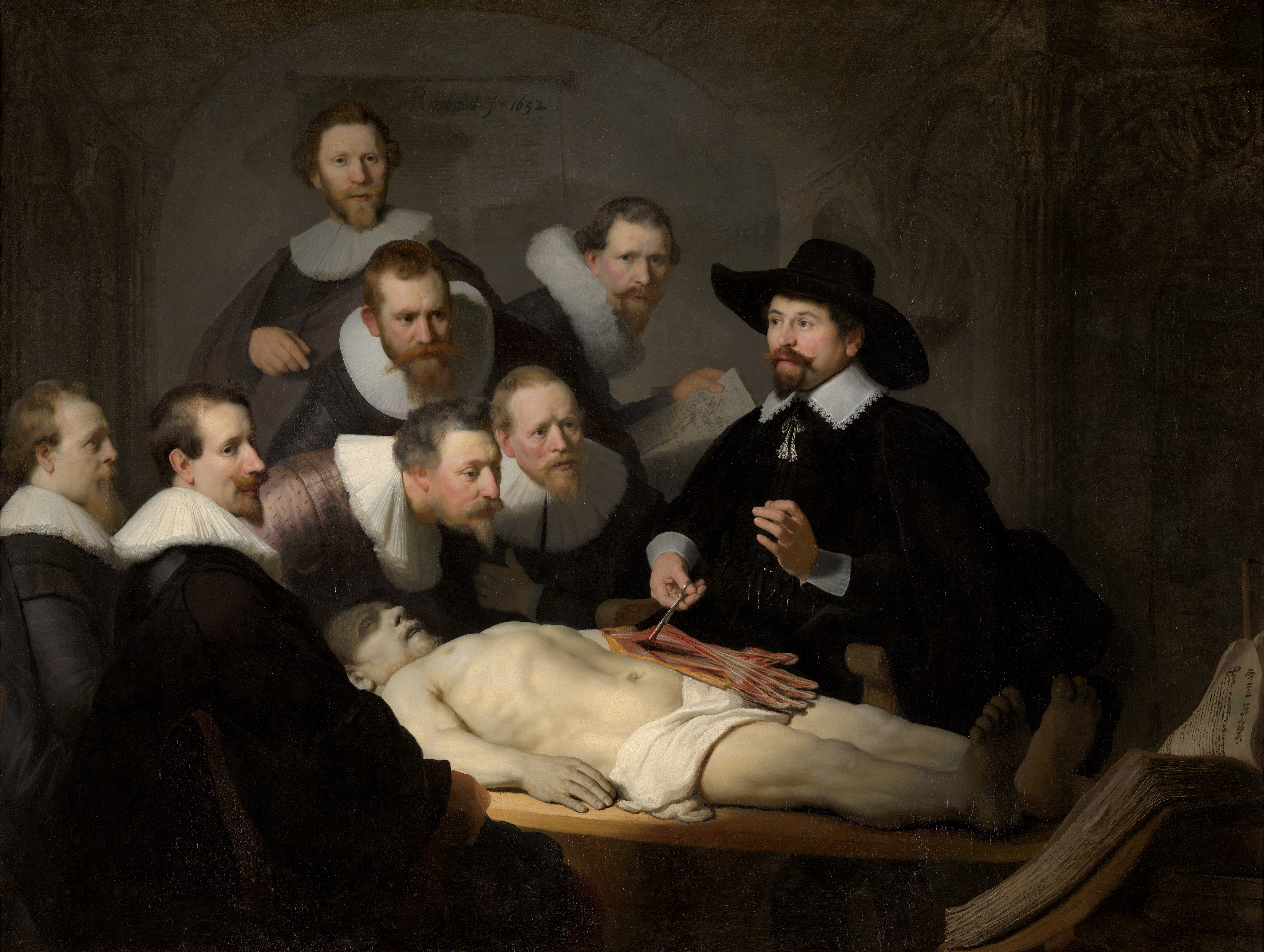
La Leçon d'anatomie.
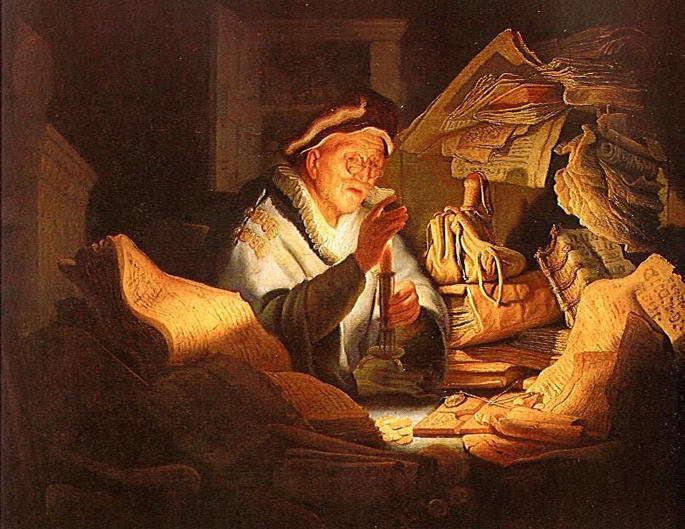
Le Changeur'
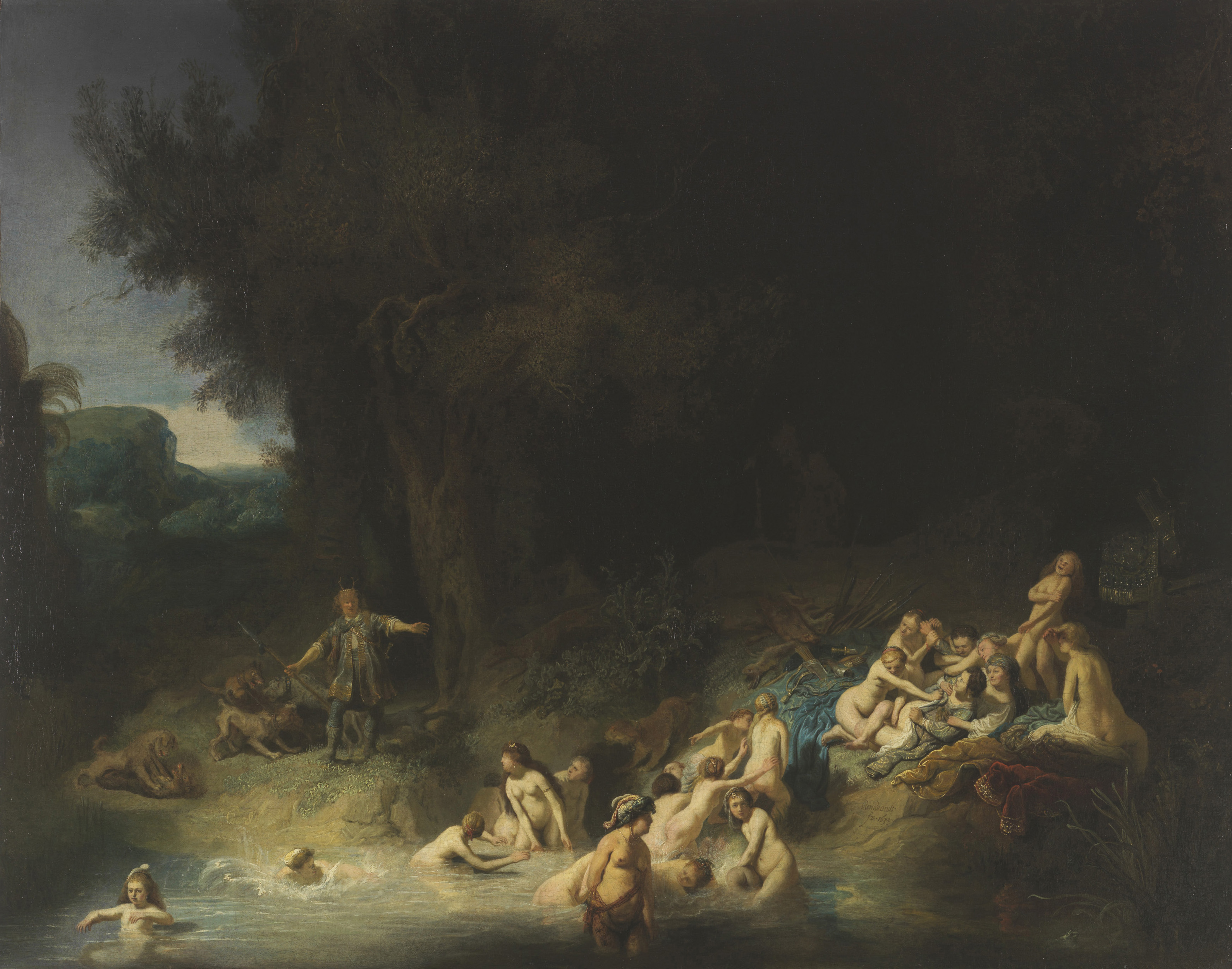
Diana.
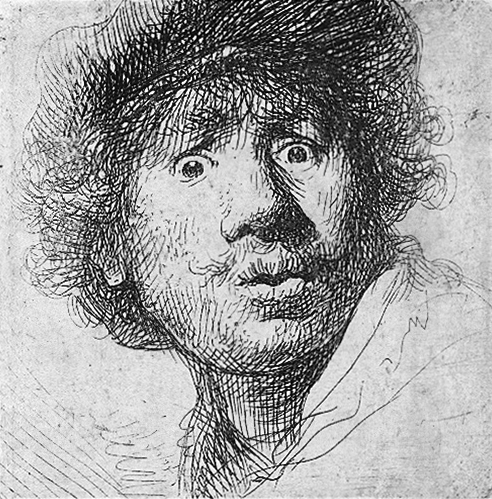
Autoportrait au regard étonné.
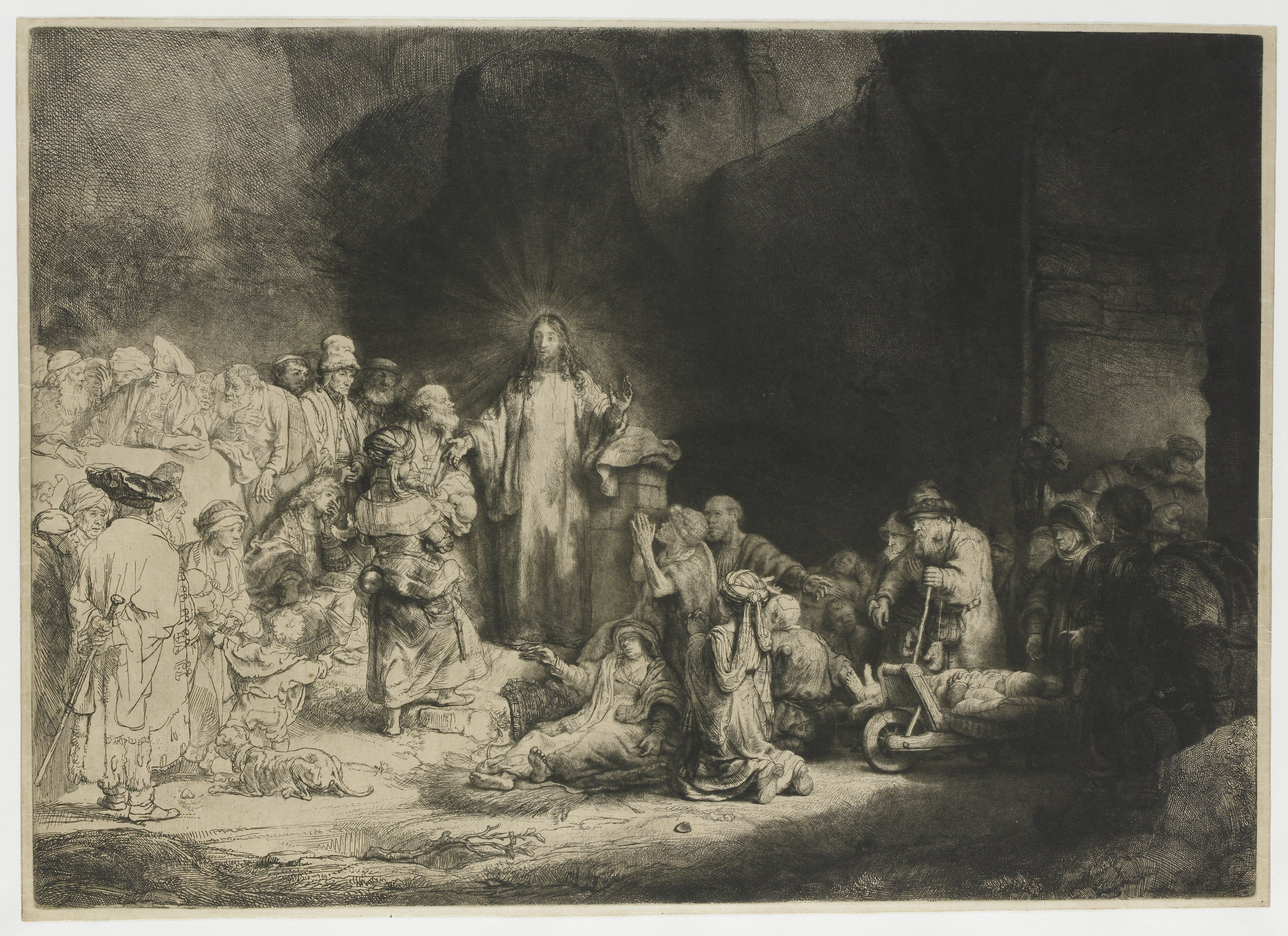
Christ guérit les malades.

Chefs-d'œuvre de Vermeer
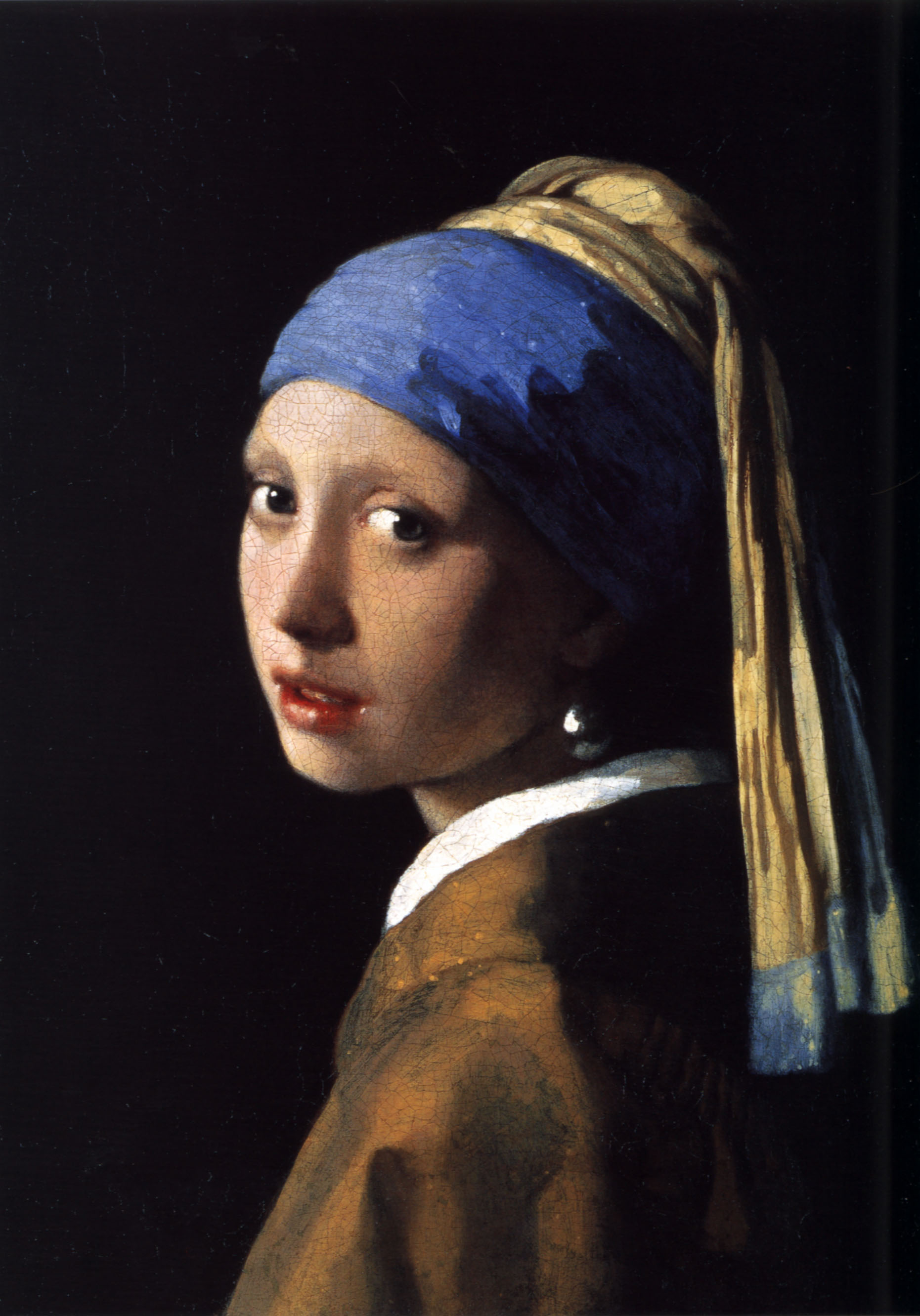
La Jeune Fille à la perle.
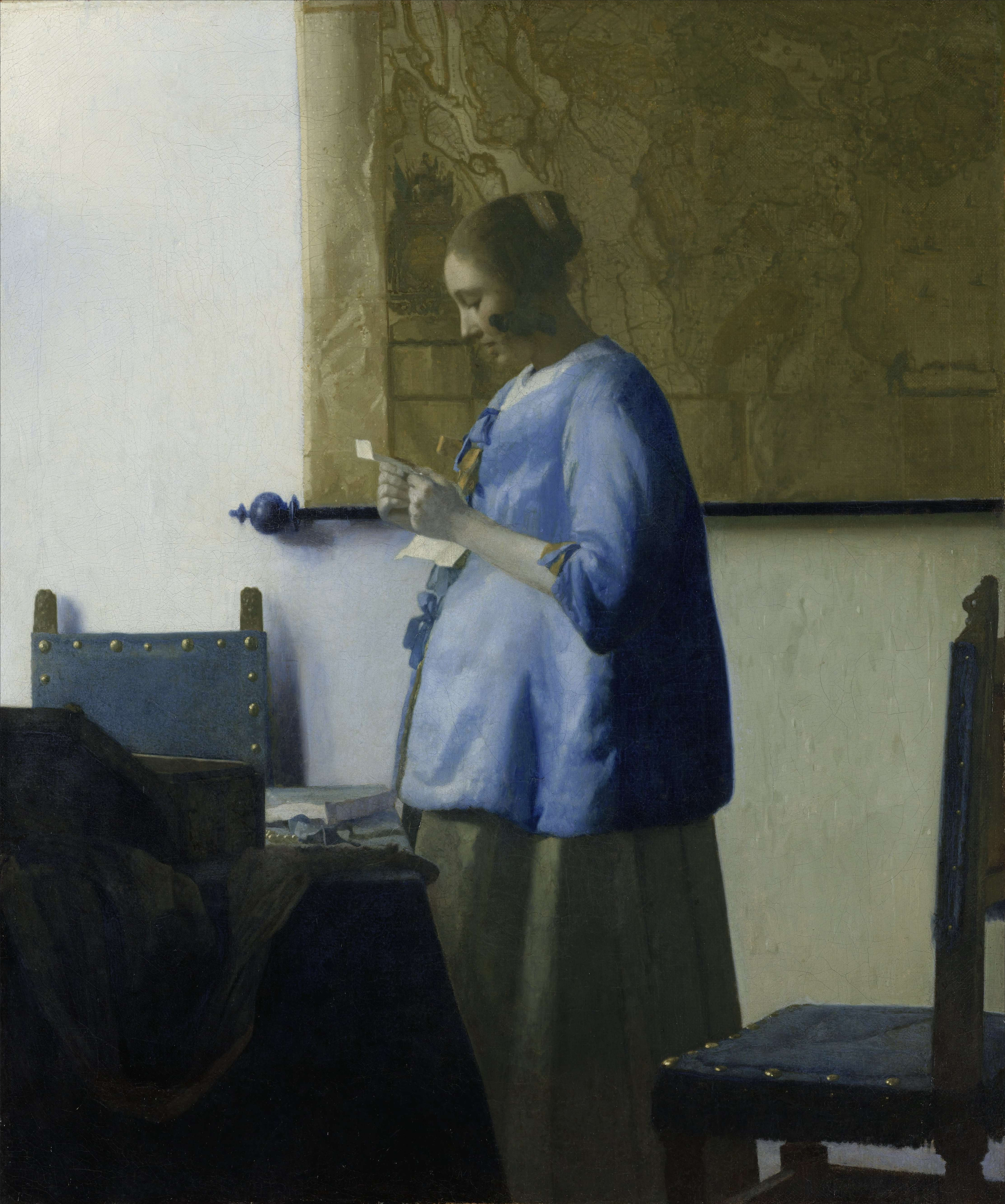
La Liseuse.
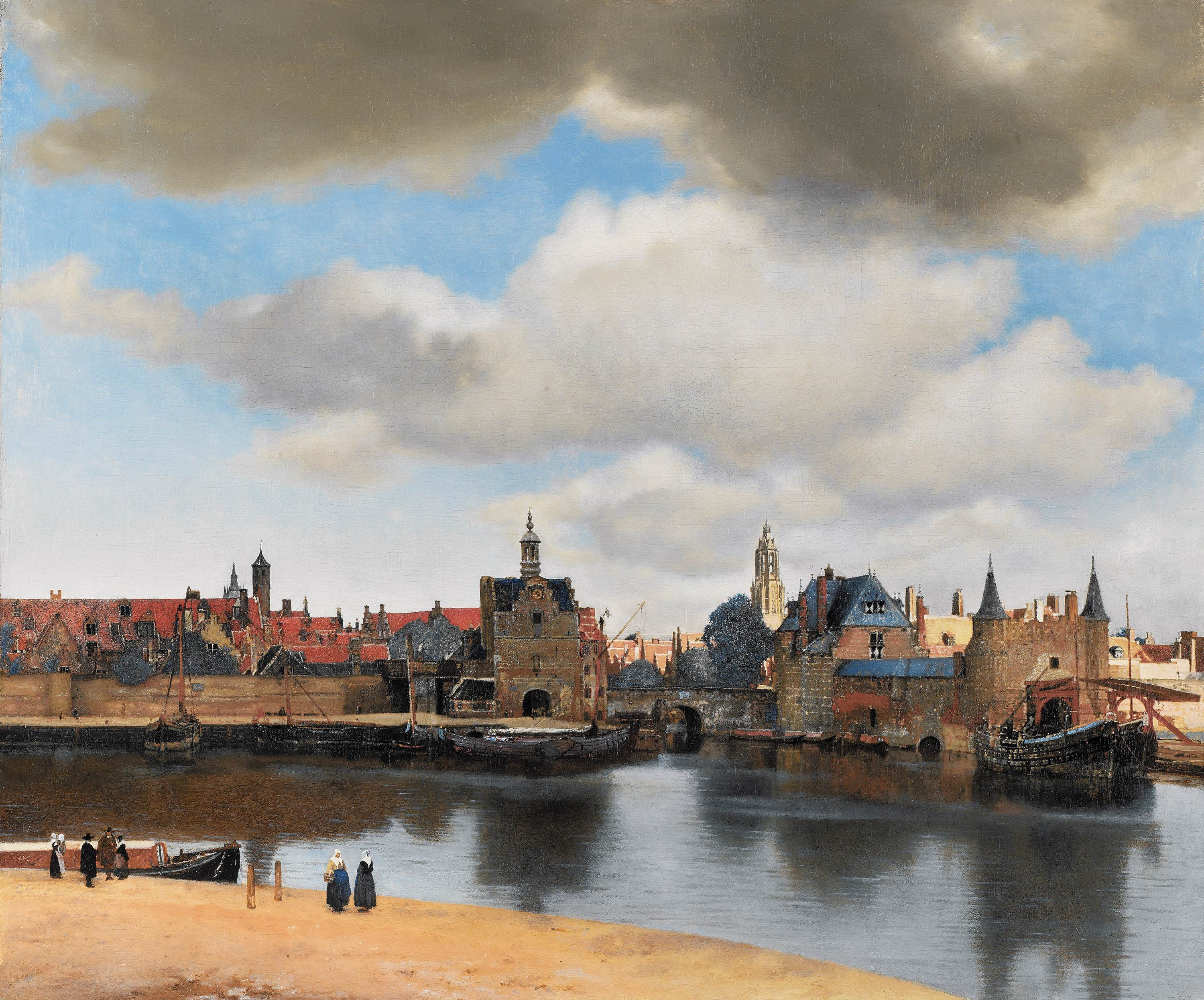
Vue de Delft.

D'autres au contraire pouvaient faire fortune, comme Gérard Dou et Gerrit van Honthorst : c'étaient les peintres qui travaillaient pour la cour du stathouder ou qui (comme Rubens) s'établissaient comme peintres de cour dans les pays encore féodaux et catholiques, comme les Flandres, l'Italie, la France ou l'Espagne.
Avec l'intérêt croissant porté à la peinture et le début de la commercialisation de l'art, une relation nouvelle entre peintre et commanditaires se développa : le métier de marchand d'art ou de propriétaire de galerie faisait son apparition. Les tableaux qui se vendaient étaient des compositions aux thèmes le plus souvent profanes : du fait des progrès du protestantisme, la demande en tableaux d'église et en compositions religieuses ne put se maintenir. Les miniatures et les tableaux portatifs n'étant jamais fabriqués sur commande, mais se trouvant plutôt au hasard des marchés, il se développa aussi, parallèlement au marché des toiles nobles, un marché de collectionneurs très actif et en expansion continue.

### L'estampe
L'estampe, principal canal de diffusion d'informations visuelles, contribue plus que tout autre art à propager l'imaginaire collectif de la période. Les gravures néerlandaises sont vendues par divers circuits de commercialisation (colporteurs, éditeurs, boutiques spécialisées…) à travers toute l'Europe. Quel que soit leur genre et la technique utilisée, ces gravures affirment les richesses de la nation néerlandaise et revendiquent une identité culturelle préservée de toute domination étrangère. Le siècle d'or néerlandais voit le nombre d'amateurs d'estampes s'accroître de façon spectaculaire, s'étendant au-delà de l'élite intellectuelle à des pans plus larges de la population.
Les portraits gravés diffusent les portraits d'une nouvelle classe dirigeante ; la représentation des activités quotidiennes, à la campagne ou à la ville, sont représentées à travers un miroir déformant qui les embellit. Les gravures néerlandaise du XVIIe siècle révèlent le pouvoir performatif des œuvres d'art, jouant un rôle moteur dans la constitution d'un nouvel imaginaire collectif, offrant les images d'une réalité imparfaite à un idéal politique, économique et sociétal.
La plupart des gravures de l'époque sont bichromiques, déclinant les infinies nuances des noirs plus ou moins sombres de l'encre et des blancs plus ou moins clairs du papier. Les styles sont divers, tout comme la manière dont les artistes travaillent leurs plaques. La technique de l'eau-forte connait un essor considérable, permettant aux peintres et dessinateurs de pratiquer directement l'estampe.
Les graveurs de reproduction restituent la gamme chromatique ou le modelé des peintures transposées en estampes, les peintres travaillant parfois avec eux. L'estampe d'interprétation permet aux peintres d'assurer la promotion de leurs œuvres, leur fournit des revenus supplémentaires et diffuse leur style. Ainsi Hendrik Goudt consacre la totalité de son œuvre gravée à Adam Elsheimer afin de faire connaitre les peintures nocturnes les plus marquantes de l'artiste, marquant profondément Rembrandt dans la noirceur de ses encrages.

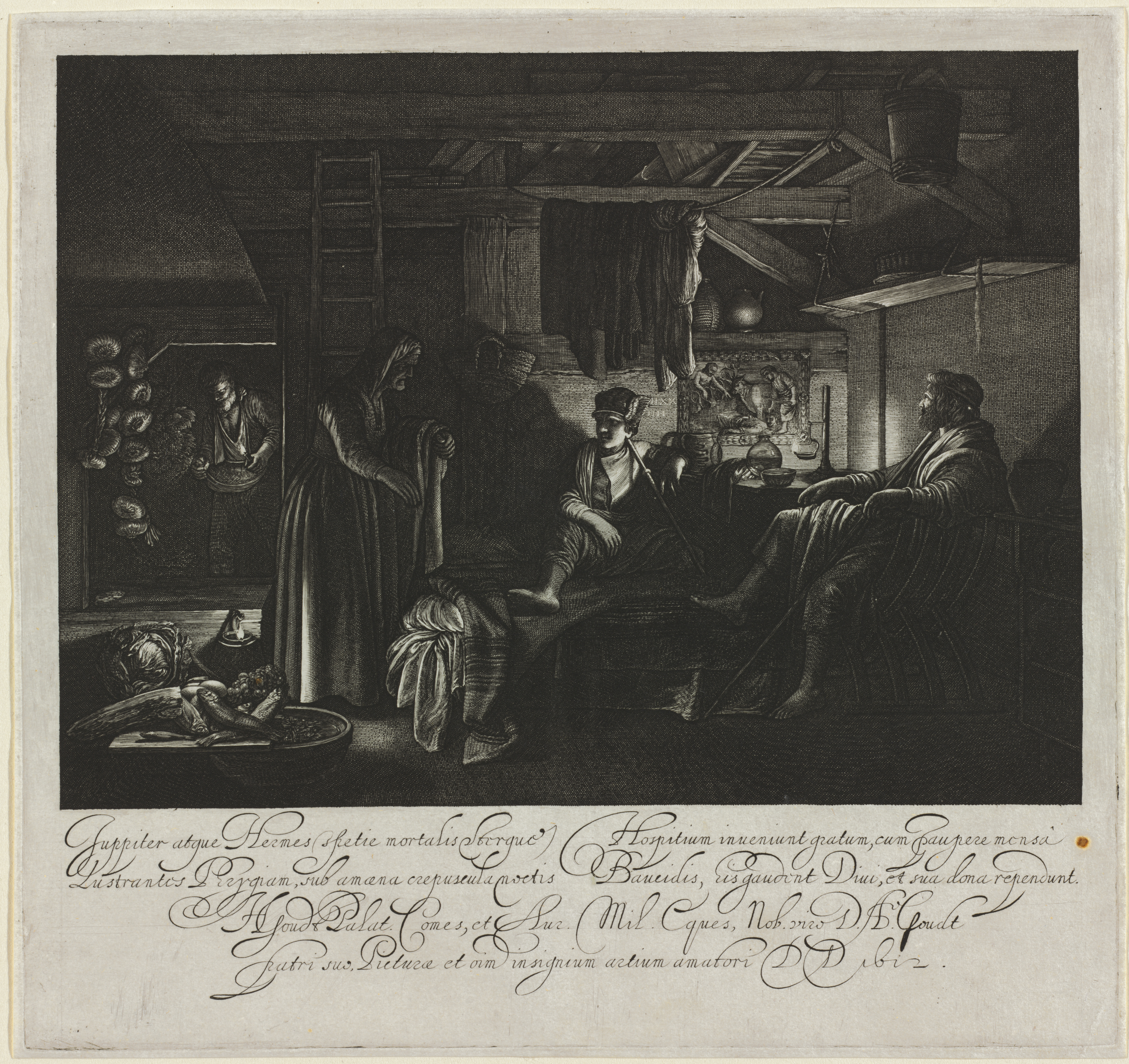
Hendrik Goudt, Jupiter et Mercure dans la maison de Philémon et Baucis, d'après Adam Elsheimer, 1612
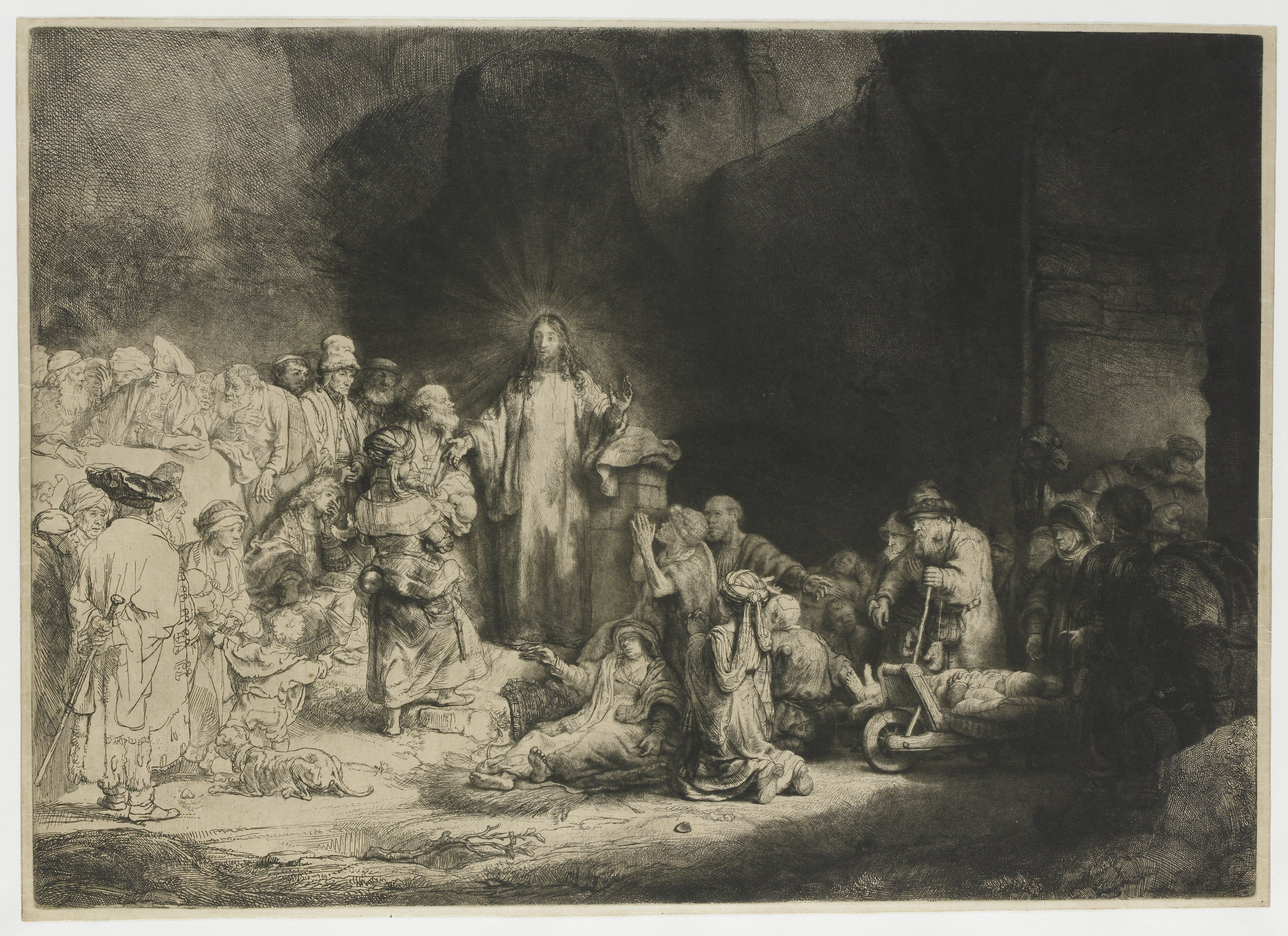
Rembrandt, La Pièce aux cent florins (B. 74), eau-forte rehaussée à la pointe sèche et au burin, vers 1649, Rijksmuseum Amsterdam
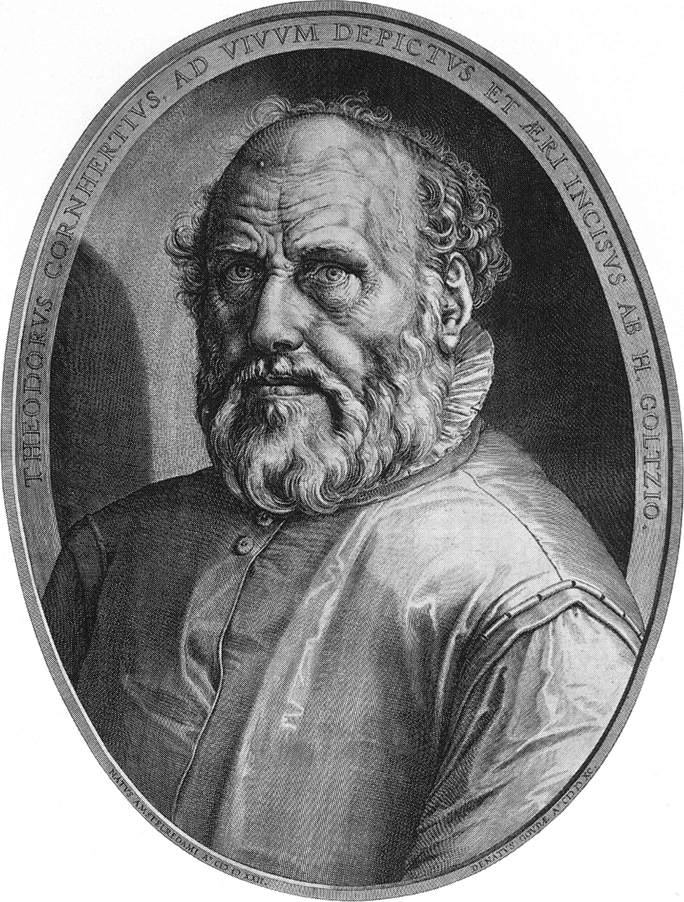
Hendrick Goltzius, Portrait de Dirck Volckertsz. Coornhert, entre 1591 et 1592
Nicolaes Berchem, Vaches s'abreuvant, eau-forte, 1680

### L'architecture
« Belle ville qu'Amsterdam. Même un réfugié trouve à s'y émerveiller de la noble simplicité architecturale des vieilles maisons patriciennes, et ressent le charme désuet des canaux. »

— Thomas Mann, (1935)

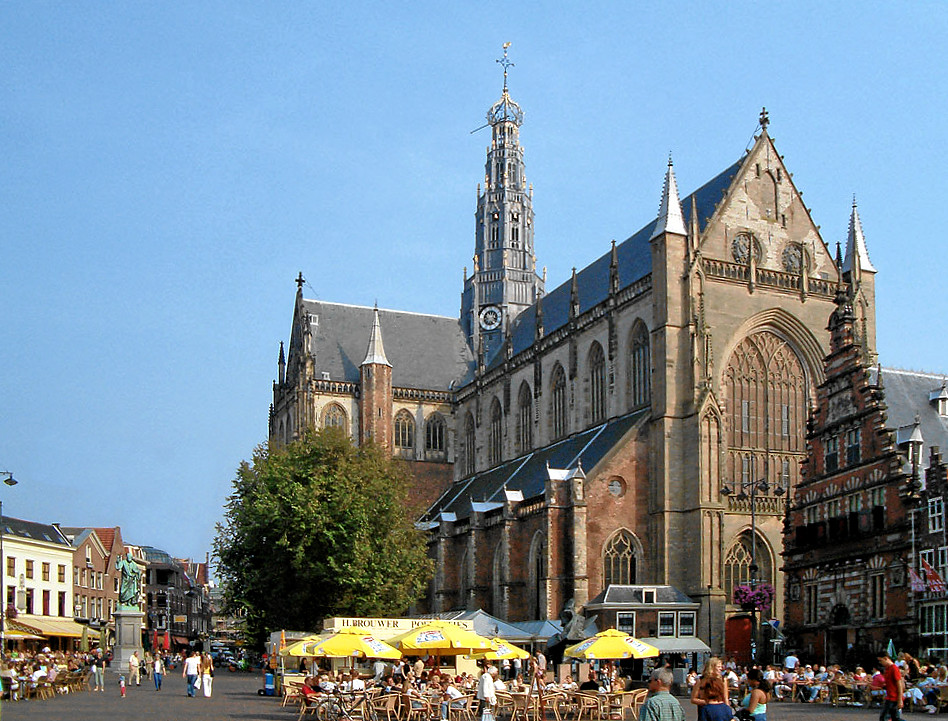
La halle aux bouchers, sur la place du marché de Haarlem, à droite de la grande église.

Dans le domaine de l'architecture et de la construction, les Pays-Bas jouissaient également d'une longue tradition. Si le XVIe siècle était encore largement marqué par la Renaissance italienne, qui vers la fin du siècle évoluait du maniérisme au haut-baroque (cette réaction s'exprimant surtout à travers les travaux de l'architecte urbain Lieven de Key, avec l'hôtel de ville et la halle aux bouchers de Haarlem), il se développa dès le début du XVIIe siècle un style inspiré de Palladio, qui évolua rapidement vers un strict classicisme hollandais lequel, avec une tendance puritaine à épurer le Zeitgeist, s'opposait nettement au féodalisme baroque.

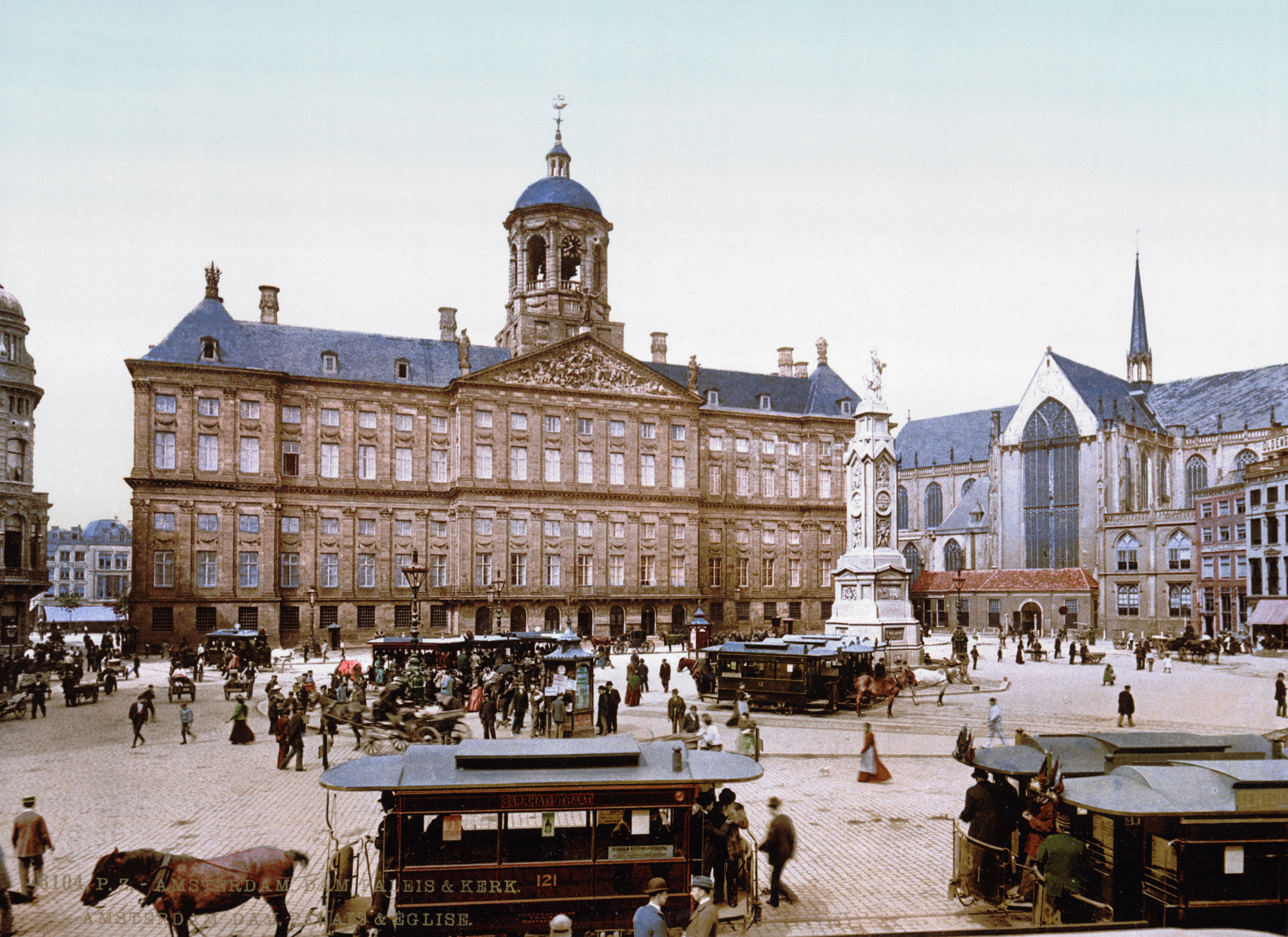
Le palais royal d'Amsterdam, ancien hôtel de ville, vers 1900.

L'Hôtel de ville d'Amsterdam (le stadhuis), construit entre 1642 et 1648, et qui abrite aujourd'hui le palais royal, constitue le chef-d'œuvre de Jacob van Campen, pionnier du classicisme du nord des Pays-Bas. Il reflétait la position dominante de la ville d'Amsterdam dans l'influente province de Hollande aux États généraux et constitue aussi le plus grand édifice de ce genre à cette époque – c'est d'ailleurs une véritable prouesse d'ingénieur, puisqu'il avait fallu foncer au préalable quelque 13 569 pieux dans le sol marécageux pour en poser les assises.
Grâce à une économie florissante, les villes s'étendirent très rapidement. La ceinture de canaux d'Amsterdam tracée à travers l'estuaire marécageux de l'Amstel, avec ses maisons surplombant l'eau reflète l'épanouissement économique et culturel de la cité. C'est là particulièrement, mais aussi dans quelques autres villes, qu'œuvra l'architecte Hendrick de Keyser, qui, outre de nombreuses églises d'Amsterdam, des édifices publics et des hôtels bourgeois, dirigea la construction de l'hôtel de ville de Delft.

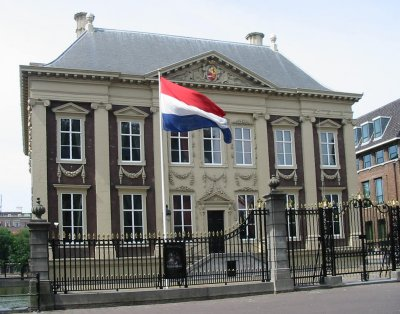
La Mauritshuis à La Haye.

La ville de La Haye ne le cédait en rien : elle se développait déjà comme un centre gouvernemental, où Van Campen et Pieter Post dressaient en 1640 le palais de Maurice d'Orange-Nassau, la Mauritshuis (par ailleurs le premier édifice classique des Pays-Bas, dans son tracé en plan comme dans la conception des ordres de ses façades) et où Bartholomeus van Bassen édifiait églises, ponts, hôtels gouvernementaux et Hofjes, où résidait une partie des pauvres de la ville. Dans le delta du Rhin, Utrecht, tout comme Leyde, Haarlem ou Gouda, connut un « boom » immobilier avec ses maisons bourgeoises à pignons, ses multiples églises et ses monastères. Même Delft, où des architectes tels Hendrik Swaef ou Paulus Moreelse étaient actifs, s'épanouit en un grand centre de commerce, avec ses filatures, ses brasseries et ses manufactures de porcelaines. Là, plutôt que de nouveaux édifices publics de facture classique, on préféra adapter le bâti existant : la Vleeshal (Halle aux bouchers), due à Swaef et datant de 1650, offre le meilleur exemple contemporain.
Fait significatif, nombre de ces architectes étaient au départ des peintres ou des sculpteurs ; aussi s'occupèrent-ils également de l'aménagement des espaces intérieurs et même de la conception du mobilier. L'ordonnance des édifices publics et privés reflète d'ailleurs les influences allemandes, françaises et même baroques.

### La sculpture

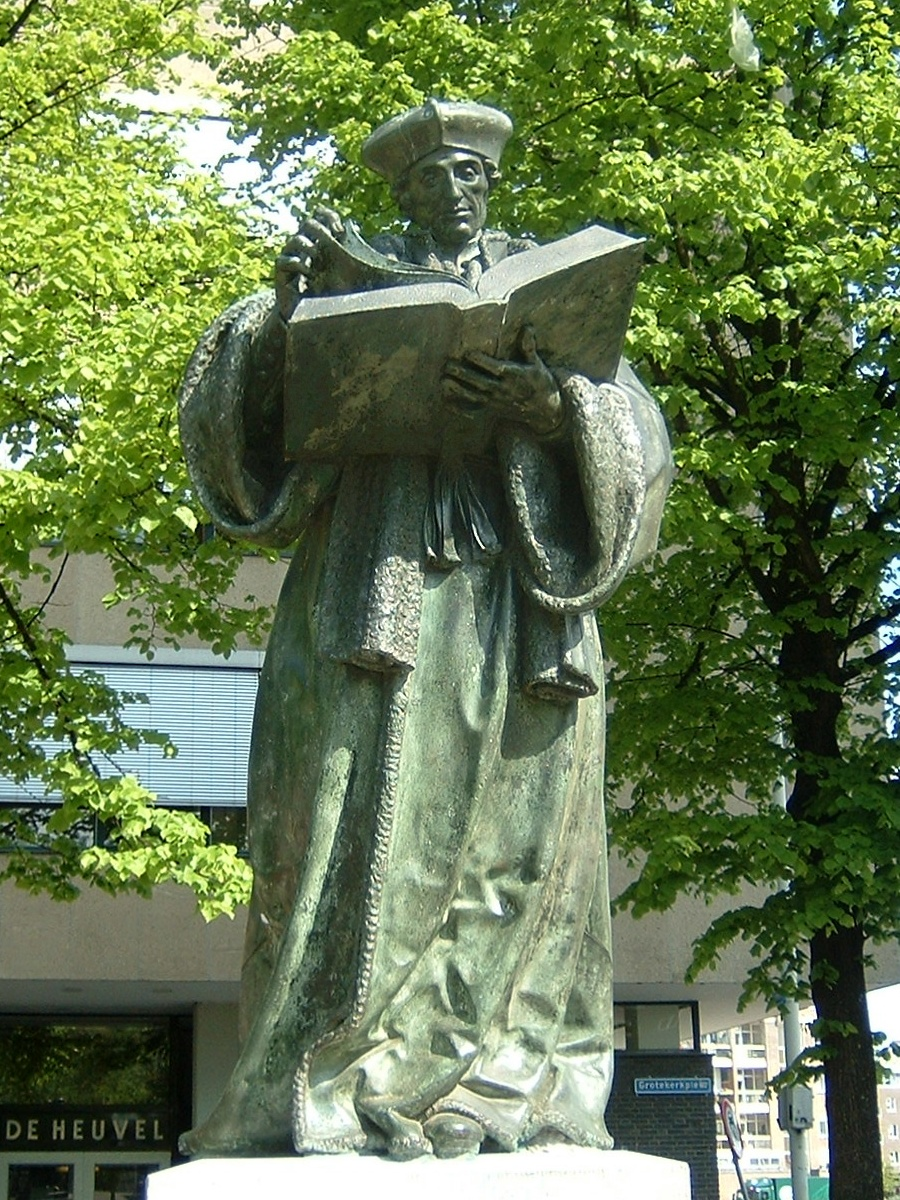
La statue d'Érasme de Rotterdam par Hendrick de Keyser (1618).

La sculpture néerlandaise ne put bénéficier des conquêtes du XVIIe siècle autant que les autres beaux-arts.
À partir de l'an 800, les sculptures constituaient principalement une décoration architectonique pour les façades et les stèles funéraires, puis vinrent au XIe siècle les thèmes religieux et les représentations des saints. Comme les formes droites et épurées du classicisme contrastaient avec la frivolité et l'expressivité du rococo et du baroque et leur jeu trop luxuriant d'éléments décoratifs, les statues reflètent l'attitude retenue et figée imprimée par l'Église protestante aux arts graphiques. La disparition d'une aristocratie nationale explique également la faible demande.
C'est pourquoi les commandes de sculptures étaient réservées à l'habillage d'édifices publics, religieux ou privés, ainsi qu'à l'exportation. L'art profane représentait aussi une bonne part de la demande : par exemple, pour les stèles funéraires et les bustes.
Les principaux sculpteurs hollandais du XVIIe siècle sont les architectes déjà nommés : Hendrick de Keyser, qui réalisa en 1618 la première statue non-religieuse des Pays-Bas, celle d'Érasme à Rotterdam, puis Artus Quellinus I, Artus Quellinus II et Rombout Verhulst, tous originaires des Pays-Bas méridionaux. Il faut également citer Bartholomeus Eggers, qui, s'il a reçu une commande pour le Mauritshuis, travailla principalement pour l'électeur de Brandebourg, de même que Johannes Blommendael.

### La musique
La période faste de la musique dans les Pays-Bas est étroitement liée à l'École franco-flamande et prend fin avec le XVIe siècle. Sous l'influence austère de l'Église calviniste, les formes nouvelles de la musique (l'opéra, la passion (musique), la cantate) ne purent s'y développer ; la musique se limita dès lors aux demandes de la société bourgeoise. C'est ainsi que l'influence étrangère, au premier chef par des compositeurs comme Jean-Baptiste Lully et Johann Sebastian Bach, détermina l'évolution de la musique, qui aux Pays-Bas ne développa rien d'original.
Les compositions pour orgue eurent une place importante. Jouer de la musique en famille constituant une occupation fort prisée au XVIIe siècle, les concerts privés étaient appréciés, et des associations musicales appelées Collegia musica se créèrent. Parmi les instruments utilisés, on trouvait le luth, le clavecin, la viole de gambe et la flûte à bec. On publia plusieurs recueils de chant, même si au milieu du XVIIe siècle la musique instrumentale prédominait clairement.
Lorsque l'opéra d'Amsterdam ouvrit ses portes en 1638, on y représenta des drames lyriques, des ballets et des opéras, la plupart français ou italiens. Seuls l'amateur Constantijn Huygens, l'organiste et compositeur de psaumes et chants sacrés Jan Pieterszoon Sweelinck, le poète patriote Adriaen Valerius, auteur des chants des Gueux de la mer, et le sonneur aveugle Jacob van Eyck ont laissé une œuvre aux accents typiques, quoique largement tombée dans l'oubli.
Poète, chansonnier et dramaturge néerlandais, Gerbrand Adriaenszoon Bredero (1585-1618) fut un autre artiste majeur du siècle d'Or, imprégné de l'esprit de la fin de la Renaissance et spécialiste de la chanson burlesque en langage populaire.

## Décadence

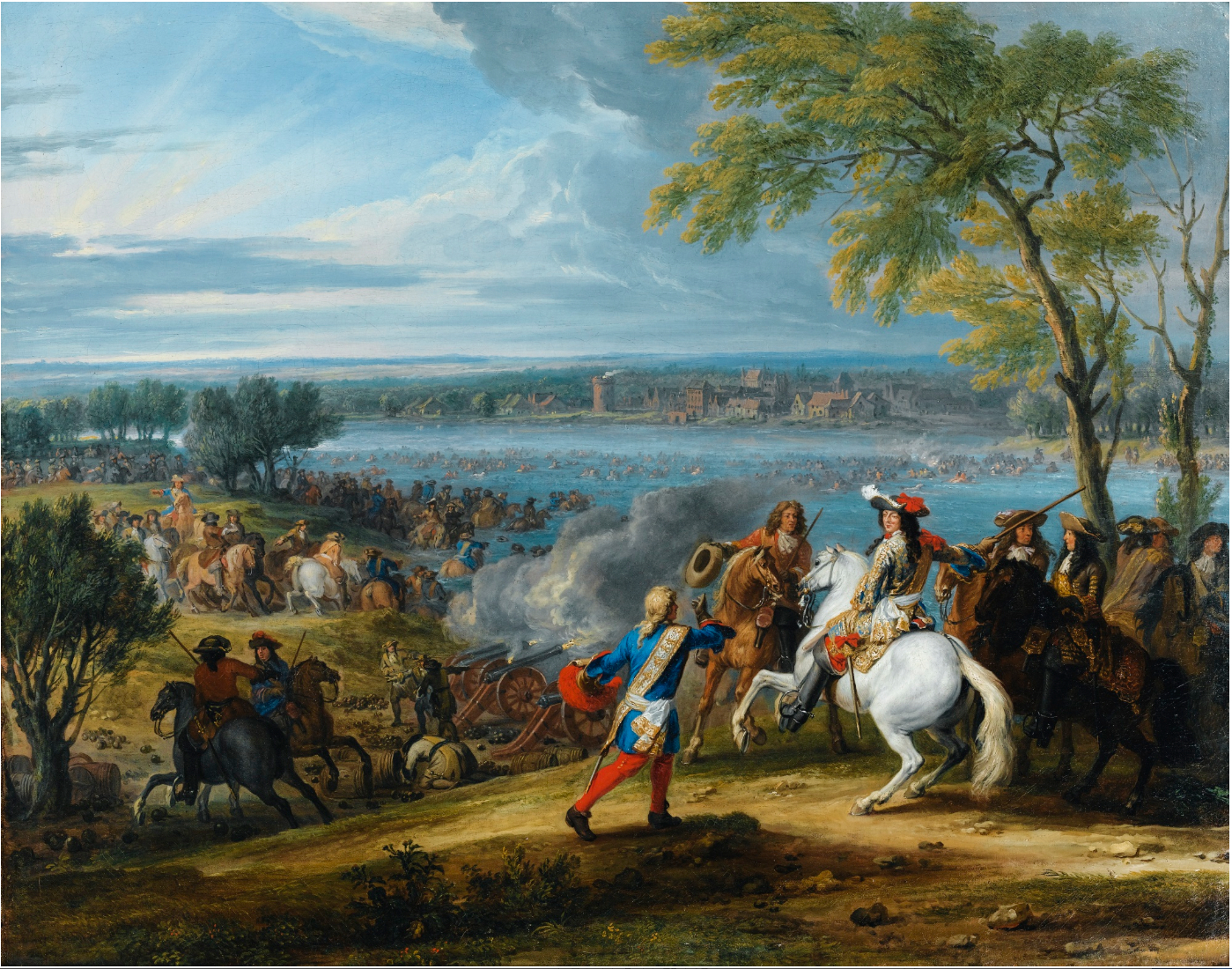
Louis XIV entreprend l'invasion des Pays-Bas le 11 juin 1672 : le Passage du Rhin, tableau d'époque d'Adam Frans van der Meulen.

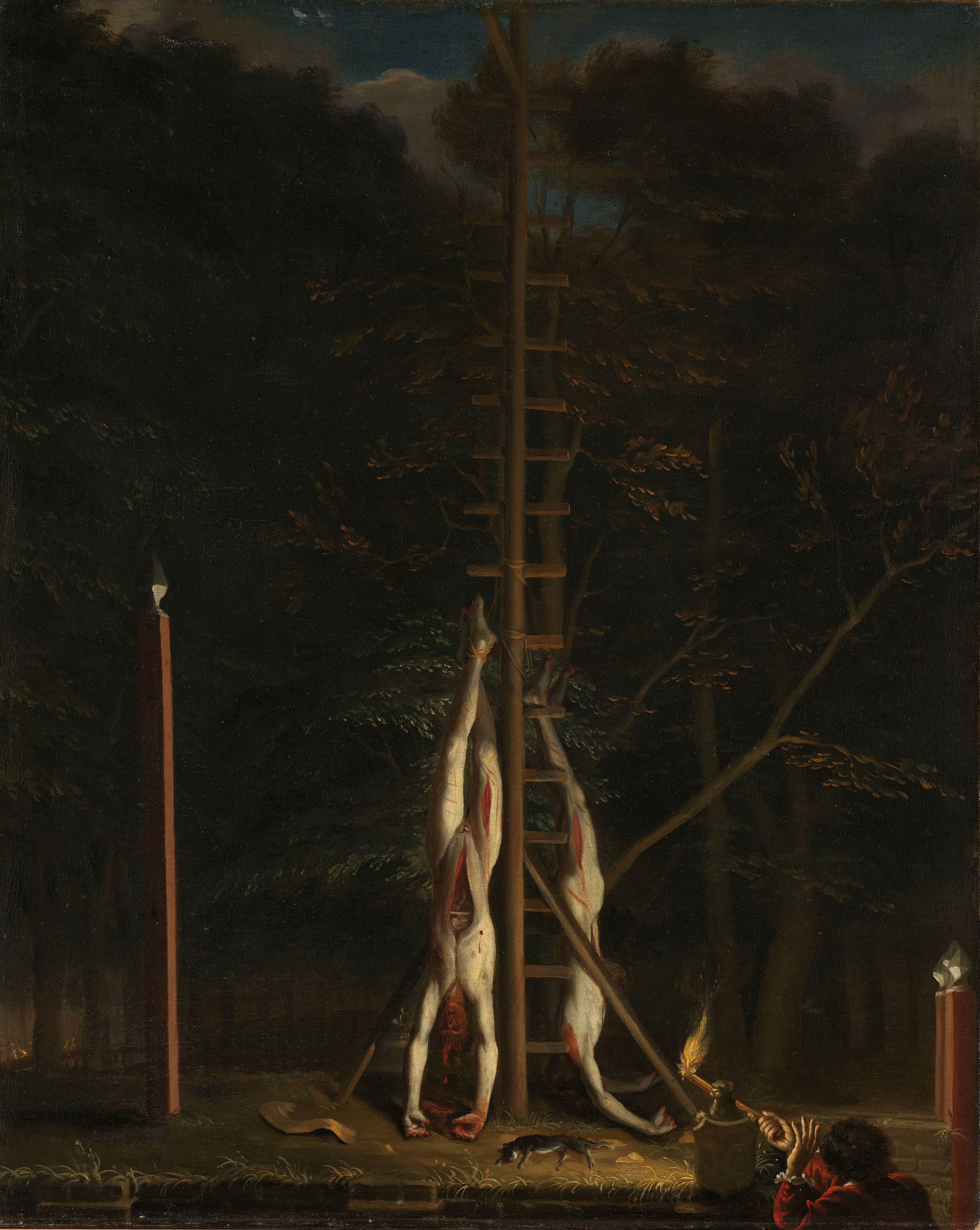
Les cadavres mutilés des frères de Witt, pendus au Gevangenenpoort à La Haye, tableau de Jan de Baen (1672).

Aux Pays-Bas, l'année 1672 reste comme le rampjaar, l'année désastreuse.

### Retour du régime des stathouders
Elle s’ouvre d'abord sur des troubles politiques intérieurs. Deux personnalités politiques de premier plan, les frères Johan et Cornelis de Witt, qui ont, par diverses réformes, débarrassé la république de l'autorité envahissante des stathouders, sont sauvagement lynchés à La Haye. Johan de Witt s'était opposé à la nomination de Guillaume III comme stathouder général, ce qui, dans le contexte de rivalité économique et coloniale aiguë entre les Provinces-Unies et l'Angleterre, avait conduit à la Deuxième guerre anglo-néerlandaise. Sur ordre des frères de Witt, la flotte des Provinces-Unies infligea de lourdes pertes aux Anglais, poussant Charles II d'Angleterre à accepter en 1667 la Paix de Breda. À peine un an plus tard, les anciens ennemis se liguaient avec la Suède en une Triple-alliance contre la France, qui avait fait irruption dans les Pays-Bas espagnols, déclenchant ainsi la Guerre de Dévolution. Lorsqu'en 1672 éclata la Troisième guerre anglo-néerlandaise, Louis XIV se ligua à son tour avec la principauté de Cologne et la principauté épiscopale de Münster pour déclarer la guerre aux Provinces-Unies, déclenchant la Guerre de Hollande. De Witt fut renversé et lynché avec son frère à La Haye par une foule poussée par les Orangistes ; dans un contexte d'invasion française, Guillaume III d'Orange fut appelé par acclamation publique au poste de stathouder. Les menées anglaises se soldèrent par des demi-succès et la paix fut conclue en 1674 ; la guerre contre la France, en revanche, ne se termina qu'en 1678 avec la paix de Nimègue.

### Prééminence économique de l’Angleterre
À l’issue de la Glorieuse Révolution de 1688, le roi catholique d’Angleterre Jacques II dut s’enfuir en France. C’est sa fille, Marie et son époux Guillaume III, qui lui succédèrent comme co-souverains d'Angleterre ; ainsi Guillaume III, qui à la chute des frères de Witt en 1672, détenait déjà les pouvoirs de stathouder, de général en chef et d’amiral des Provinces-Unies, régnait aussi sur l’Angleterre : Hollande et Angleterre se trouvaient ainsi groupées dans une union personnelle de circonstance, entraînant de force la république dans une coalition anti-française pendant tout le règne de Guillaume III.
Sous le règne de Marie et de Guillaume III, le Parlement britannique fit aboutir ses revendications et obtint des pouvoirs élargis : ainsi par exemple, il fit appliquer la Déclaration des droits, qui rendait les ministres responsables devant les parlementaires. Les dirigeants politiques commencèrent à subordonner la politique étrangère aux intérêts économiques du pays. La Banque d'Angleterre fut fondée en 1694 ; le Parlement garantissait la couverture des emprunts d'État et suscitait ainsi la confiance des investisseurs : les intérêts de l’État et ceux de la Haute finance commençaient à converger. La montée en puissance de l’Angleterre devait, corrélativement, sonner le glas du « Siècle d'or des Provinces-Unies », même si la situation ne peut se réduire à un cycle « à la Spengler » croissance-prospérité-déclin. Le XVIIIe siècle est plutôt pour les Pays-Bas une période de stagnation que de décadence.
Les affaires de la Compagnie néerlandaise des Indes orientales se dégradèrent pour la première fois au début des années 1680. Le prix du poivre s’effondra sur les marchés européens, et simultanément la demande de toile indienne, de café de moka et de thé de Chine explosa. Or la Compagnie ne disposait à ce moment que de réserves de métaux précieux très insuffisantes pour acheter les produits asiatiques, ce qui se traduisit par un important endettement ; de surcroît, elle devait affronter la concurrence anglaise sur des produits dont elle n’avait pas le monopole. Le coût croissant du commerce outre-mer se traduisit pour la compagnie, et par extension pour toutes les provinces, par une charge croissante.

### Isolationnisme
L'année 1702 fut marquée d'autres événements : le déclenchement de la guerre de Succession d'Espagne et la chute de cheval mortelle du stathouder Guillaume III âgé de seulement 52 ans. Comme il ne laissait aucun hériter mâle et qu'on ne lui trouvait aucun successeur crédible, la charge de stathouder fut reléguée au second plan, ce qui se traduisit par un retour au gouvernement oligarchique et décentralisé des pensionnaires et des régents. Il fallut attendre 1747 pour que Guillaume IV reprenne le titre de stathouder général. Après la paix d'Utrecht, les régents firent adopter le principe selon lequel la république devrait désormais s'abstenir d'interférer dans les affaires internationales. Cette orientation politique extérieure n'était du reste que la sanction d'un état de fait, car après les guerres passées la dette nationale ne permit plus de politique sur un pied d'égalité avec les puissances du premier rang.
Naturellement, la situation financière joua aussi son rôle dans l'enchaînement des faits. La situation économique délabrée du pays trouvait son origine dans les placements des riches citoyens, qui s'étaient faits préférentiellement dans les pays voisins plutôt qu'aux Provinces-Unies. Deux autres fléaux frappaient aussi la république : les tarets importés de l'espace Caraïbe causaient aux bateaux et à leurs coques de bois et de goudron des dommages irréparables et coûteux, et il fallait régulièrement mettre à sec les vaisseaux dans des formes de radoub pour les réparer ; en outre, la peste bovine n'affecta pas seulement les éleveurs, mais frappa les exportations de fromage et de beurre.
L'Ère des Lumières inspira aux Pays-Bas le mouvement des Patriotten, militant pour une modernisation et une démocratisation de la république exsangue. Les revendications sociales s'intensifiaient simultanément, car les régents étaient de plus en plus coupés des aspirations populaires. Les émeutes, la dénonciation des abus et du pouvoir sans limite des régents rythmaient désormais la vie du pays. Ce mouvement entraîna la Révolution batave à partir des années 1780 puis la proclamation de la République batave en 1795.